# کتاب فصل جمهوری اسلامی ایران
کتاب فصل جمهوری اسلامی ایران عنوان یک جایزه فرهنگی نیمه‌دولتی ایرانی بود که هر سه‌ماه یک بار توسط خانه کتاب ایران به‌عنوان زیرمجموعه‌ای از جایزه کتاب سال ایران از سال ۱۳۸۶ تا ۱۳۹۲ (جمعاً ۲۷ دوره) اهدا می‌شد.

## توقف
اهدای این جایزه در سال ۱۳۹۳ متوقف شد و قرار بر این شد که «آثار ارزشمند در هر فصل، به عنوان بهترین‌های فصل یا نامزدهای احتمالی کتاب سال، بر روی میز داوری کتاب سالِ همان سال قرار گیرد و لیست کلیه بهترین‌ها و نامزدهای احتمالی کتاب سال در اختیار افکار جمعی و رسانه‌های عمومی کشور قرار گیرد.»

## کتاب‌های منتخب
| دوره        | بخش               | شاخه                                          | عنوان | نویسنده | مترجم | مصحح                                                 | ناشر                                                                                       | نوع جایزه    |
| ----------- | ----------------- | --------------------------------------------- | --- | --- | --- | ---------------------------------------------------- | ------------------------------------------------------------------------------------------ | ------------ |
| اول         | کلیات             | روزنامه‌نگاری                                  | حقوق حرفه‌ای روزنامه‌نگاران                                                                                       | کاظم معتمدنژاد | |                                                      | دفتر مطالعات و توسعهٔ رسانه‌ها                                                               | برگزیده      |
| اول         | کلیات             | روزنامه‌نگاری                                  | جنگ، رسانه‌ها و تبلیغات                                                                                          | یحیی کمالی‌پور | عباس کاردان و حسن سعید کلاهی خیابان                                                                                |                                                      | مؤسسهٔ فرهنگی مطالعات و تحقیقات بین‌المللی ابرار معاصر                                       | برگزیده      |
| اول         | فلسفه             | فلسفهٔ غرب                                     | فرهنگنامهٔ تاریخی مفاهیم فلسفه                                                                                   | یوآخیم ریتر و کارلفرید گروندر و گتفرید گابریل                                                                               | |                                                      | سازمان سمت                                                                                 | برگزیده      |
| اول         | دین               | علوم قرآنی                                    | قواعد التفسیر لدی الشیعة و السنة                                                                                | محمد فاکر المیبدی | |                                                      | مجمع جهانی تقریب مذاهب اسلامی                                                              | برگزیده      |
| اول         | دین               | حدیث                                          | کتاب الطبقات | احمد بن محمد برقی | |                                                      | کتابخانهٔ آیت ا… العظمی مرعشی نجفی                                                          | برگزیده      |
| اول         | دین               | سیرهٔ معصومین                                  | نظام اقتصاد علوی                                                                                                | احمدعلی یوسفی | |                                                      | پژوهشگاه فرهنگ و اندیشهٔ اسلامی                                                             | برگزیده      |
| اول         | دین               | سیرهٔ معصومین                                  | المناقب | سید محمد بن علی‌بن الحسین العلوی                                                                                             | |                                                      | منشورات دلیل ما                                                                            | برگزیده      |
| اول         | دین               | کلام                                          | آیین خاتم | محمد حسن قدردان قراملکی | |                                                      | پژوهشگاه فرهنگ و اندیشهٔ اسلامی                                                             | برگزیده      |
| اول         | دین               | کلام                                          | معارج الفهم | علامه حلی | |                                                      |                                                                                            | برگزیده      |
| اول         | دین               | فقه و اصول                                    | عدالت و عقلانیت در فقه و اصول                                                                                   | سید محمد اصغری | |                                                      | انتشارات اطلاعات                                                                           | برگزیده      |
| اول         | دین               | ادیان دیگر                                    | الاهیات مسیحی در قرن بیستم                                                                                      | استنلی جی. گرنز و راجر ای. السون                                                                                            | روبرت آسریان و میشل آقامالیان                                                                                      |                                                      | تهران: کتاب روشن                                                                           | برگزیده      |
| اول         | علوم اجتماعی      | جامعه‌شناسی                                    | فرهنگ مطالعات جوانان                                                                                            | محمد سعید ذکایی | |                                                      | نشر آگاه                                                                                   | برگزیده      |
| اول         | علوم اجتماعی      | جامعه‌شناسی                                    | جامعهٔ بازار | دن اسلیتر و فرن تونکیس | حسین قاضیان |                                                      | نشر نی                                                                                     | برگزیده      |
| اول         | علوم اجتماعی      | اقتصاد                                        | قدرت بهره‌وری فقر و ثروت                                                                                         | ویلیام لوئیس | آرش پازوکی |                                                      |                                                                                            | برگزیده      |
| اول         | علوم اجتماعی      | علوم سیاسی                                    | سیر مبارزات امام خمینی در آینهٔ اسناد به روایت ساواک                                                             | | |                                                      | مؤسسهٔ تنظیم و نشر آثار امام خمینی (ره)                                                     | برگزیده      |
| اول         | علوم اجتماعی      | علوم سیاسی                                    | مقدمه‌ای بر روان‌شناسی سیاسی                                                                                      | مارتا کاتم و دیگران | سید کمال خرازی و جواد علاقه‌بند                                                                                     |                                                      | انتشارات مرکز نشر دانشگاهی                                                                 | برگزیده      |
| اول         | علوم اجتماعی      | حقوق                                          | خسارت معنوی در حقوق اسلام، ایران و نظام‌های حقوقی معاصر                                                          | سید ابوالقاسم نقیبی | |                                                      | امیر کبیر                                                                                  | برگزیده      |
| اول         | علوم اجتماعی      | حقوق                                          | روش تحقیق در عدالت کیفری و جرم‌شناسی                                                                             | دین جان چمپیون | علی شایان |                                                      | نشر دادگستر                                                                                | برگزیده      |
| اول         | زبان              | زبان‌های باستانی                               | کتاب پنجم دینکرد                                                                                                | | |                                                      | انتشارات معین                                                                              | برگزیده      |
| اول         | هنر               | هنرهای نمایشی                                 | نظریهٔ اجرا | ریچارد شکنر | ترجمهٔ مهدی نصرا… زاده                                                                                              |                                                      | انتشارات سمت                                                                               | برگزیده      |
| اول         | هنر               | موسیقی                                        | فرهنگ جامع موسیقی                                                                                               | بهروز وجدانی | |                                                      | انتشارات گندمان دایره                                                                      | برگزیده      |
| اول         | هنر               | معماری                                        | The Renovation Program of Iran Bastan Museum                                                                    | | |                                                      | موزة ملی ایران                                                                             | برگزیده      |
| اول         | هنر               | معماری                                        | تجزیه و تحلیل معماری                                                                                            | سیمون آنوین | آرمین یگانه |                                                      | انتشارات ستوده                                                                             | برگزیده      |
| اول         | ادبیات            | متون قدیم                                     | قلندریه در تاریخ؛ دگردیسی‌های یک ایدئولوژی                                                                       | محمدرضا شفیعی کدکنی | |                                                      | انتشارات سخن                                                                               | برگزیده      |
| اول         | ادبیات            | نثر معاصر                                     | محمد، رمانی بر اساس داستان زندگی پیامبر                                                                         | ابراهیم حسن‌بیگی | |                                                      | انتشارات مدرسه                                                                             | برگزیده      |
| اول         | ادبیات            | شعر معاصر                                     | آخرین دقیقه‌های آخر الزمان                                                                                       | مهدی زارعی | |                                                      | انتشارات آرام دل                                                                           | برگزیده      |
| اول         | ادبیات            | شعر معاصر                                     | کتاب هیچ | هیوا مسیح | |                                                      | انتشارات نگاه                                                                              | برگزیده      |
| اول         | تاریخ             |                                               | سده‌های گمشده، فروپاشی ساسانیان تا برآمدن صفاریان                                                                | دکتر پرویز رجبی | |                                                      | نشر پژواک کیوان                                                                            | برگزیده      |
| اول         | تاریخ             | روم و ایران؛ دو قدرت جهانی در کشاکش و همزیستی | انگلبرت وینتر                                                                                                   | کاووس جهانداری | | نشر و پژوهش فرزان روز                                | برگزیده                                                                                    |              |
| اول         | کودک و نوجوان     | داستان                                        | بابا آناناس می‌شود                                                                                               | شهرام شفیعی | |                                                      | نشر زمان                                                                                   | برگزیده      |
| اول         | کودک و نوجوان     | داستان                                        | دختری که نمی‌خواست بزرگ شود                                                                                      | جانی رداری | مهنار صدری |                                                      | نشر زمان                                                                                   | برگزیده      |
| اول         | کودک و نوجوان     | شعر                                           | بزرگراه | افسانهٔ شعبان‌نژاد | |                                                      | نشر توکا                                                                                   | برگزیده      |
| اول         | کودک و نوجوان     | دین                                           | زندگینامهٔ نهج البلاغه                                                                                           | غلامرضا حیدری ابهری | |                                                      | نشر جمال                                                                                   | برگزیده      |
| اول         | کودک و نوجوان     | کلیات و علوم و فنون                           | همیشه در جستجو                                                                                                  | محمد حسین بحرالعلومی | |                                                      | مؤسسه انتشاراتی کتاب آراد                                                                  | برگزیده      |
| اول         | کودک و نوجوان     | کلیات و علوم و فنون                           | دایرةالمعارف دانستنی‌های پایه                                                                                    | دنیز شول | مهناز عسگری |                                                      | انتشارات کتاب‌های مهتاب                                                                     | برگزیده      |
| دوم         | کلیات             | علوم کتابداری                                 | از اطلاعات تا کوانتوم: جنبه‌های فنی اطلاعات و اطلاع‌رسانی                                                         | نرگس نشاط | |                                                      | انتشارات دما                                                                               | برگزیده      |
| دوم         | کلیات             | نسخ خطی                                       | آشنایی با نسخ خطی و آثار کمیاب (فارسی و عربی)                                                                   | غلامرضا فدایی | |                                                      | تهران: سازمان سمت                                                                          | برگزیده      |
| دوم         | فلسفه و روان‌شناسی | فلسفة اسلامی                                  | مفاتیح الغیب | صدرالدین محمد شیرازی ملاصدرا                                                                                                | | نجفقلی حبیبی                                         | بنیاد حکمت صدرا                                                                            | برگزیده      |
| دوم         | فلسفه و روان‌شناسی | فلسفه غرب                                     | بررسی مبادی فلسفة نقادی                                                                                         | | حسین غفاری |                                                      | تهران: نشر حکمت                                                                            | برگزیده      |
| دوم         | فلسفه و روان‌شناسی | فلسفه غرب                                     | ماده و آگاهی | پاول چرچلند | امیر غلامی |                                                      | تهران: نشر مرکز                                                                            | برگزیده      |
| دوم         | فلسفه و روان‌شناسی | روان‌شناسی                                     | راهنمای والدین در استفادة فرزندان از فناوری‌های ارتباطی جدید: بازی‌های ویدیویی رایانه‌ای                           | مرتضی منطقی | |                                                      | نشر عابد                                                                                   | برگزیده      |
| دوم         | فلسفه و روان‌شناسی | روان‌شناسی                                     | تفکر کودکان، روان‌شناسی رشد شناختی                                                                               | رابرت زیگلر و مارتا واگنر آلیبالی                                                                                           | سیدکمال خرازی |                                                      | پژوهشکدة علوم شناختی (جهاد دانشگاهی)                                                       | برگزیده      |
| دوم         | فلسفه و روان‌شناسی | روان‌شناسی                                     | فرهنگ مقدماتی اصطلاحات روان‌کاوی لکانی                                                                           | دیلن اونز | مهدی رفیع و مهدی پارسا                                                                                             |                                                      | تهران: گام‌نو                                                                               | برگزیده      |
| دوم         | دین               | علوم قرآنی                                    | خزائن الأنوار و معادن الأخبار                                                                                   | میرمحمدرضا بن محمد مؤمن خاتون‌آبادی                                                                                          | | مریم ایمانی خوشخو                                    | تهران: مرکز پژوهشی میراث مکتوب.                                                            | برگزیده      |
| دوم         | دین               | کلام                                          | سخن‌گفتن از خدا                                                                                                  | امیرعباس علیزمانی | |                                                      | پژوهشگاه فرهنگ و اندیشهٔ اسلامی                                                             | برگزیده      |
| دوم         | دین               | سیرة معصومین                                  | جامعة مدینه در عصر نبوی                                                                                         | عبدالله عبدالعزیز بن ادریس                                                                                                  | شهلا بختیاری |                                                      | تهران: سازمان سمت، قم: پژوهشگاه حوزه و دانشگاه                                             | برگزیده      |
| دوم         | دین               | سیرة معصومین                                  | فضایل علی‌بن‌ابی‌طالب (ع) و کتاب الولایه                                                                           | محمد بن جریر بن یزید طبری                                                                                                   | |                                                      | قم: دلیل ما                                                                                | برگزیده      |
| دوم         | دین               | فقه                                           | رؤیت هلال | به‌کوشش رضا مختاری، محسن صادقی، محمدرضا نعمتی، و محسن نوروزی                                                                 | |                                                      | قم: بوستان کتاب                                                                            | برگزیده      |
| دوم         | دین               | عرفان و ادیان دیگر                            | پیوندهای ایرانی و اسلامی اسطورهٔ پارزیفال                                                                        | جلال ستاری | |                                                      | تهران: نشر ثالث                                                                            | برگزیده      |
| دوم         | دین               | عرفان و ادیان دیگر                            | چنین گفت ابن عربی                                                                                               | نصر حامد ابوزید | سیدمحمد راستگو |                                                      | تهران: نشر نی                                                                              | برگزیده      |
| دوم         | علوم اجتماعی      | آموزش و پرورش                                 | روان‌شناسی یادگیری                                                                                               | پروین کدیور | |                                                      | تهران: سازمان سمت                                                                          | برگزیده      |
| دوم         | علوم اجتماعی      | آموزش و پرورش                                 | انگیزش در تعلیم و تربیت                                                                                         | پل پینتریچ و دیل شونک | مهرناز شهرآرای |                                                      | تهران: نشرعلم                                                                              | برگزیده      |
| دوم         | علوم اجتماعی      | علوم سیاسی                                    | گذار به دموکراسی یا شبه‌اقتدارگرایی                                                                              | مارینا اوتادی | سعید میرترابی |                                                      | تهران: قومس                                                                                | برگزیده      |
| دوم         | علوم اجتماعی      | اقتصاد                                        | اقتصاد ریاضی: روشها و کاربردها                                                                                  | علی سوری | |                                                      | تهران: سازمان سمت                                                                          | برگزیده      |
| دوم         | علوم اجتماعی      | اقتصاد                                        | نگاهی نو به جهانی‌شدن                                                                                            | جوزف ای. استیگلیتز | مسعود کرباسیان |                                                      | تهران: نشر چشمه                                                                            | برگزیده      |
| دوم         | علوم اجتماعی      | حقوق                                          | الفارق: دایرةالمعارف عمومی حقوق                                                                                 | محمدجعفر جعفری لنگرودی | |                                                      | تهران: کتابخانة گنج دانش                                                                   | برگزیده      |
| دوم         | علوم اجتماعی      | حقوق                                          | حقوق رسانه | پیتر کری و جو ساندرز | حمیدرضا ملک محمدی                                                                                                  |                                                      | تهران: نشر میزان                                                                           | برگزیده      |
| دوم         | علوم اجتماعی      | فرهنگ عامه                                    | مطالعات فرهنگی در فرهنگ عامه                                                                                    | جان استوری | حسین پاینده |                                                      | تهران: نشر آگه                                                                             | برگزیده      |
| دوم         | زبان              | زبان‌شناسی                                     | آشنایی با تاریخ زبان‌های ایرانی                                                                                  | کورش صفوی | |                                                      | تهران: پژواک کیوان                                                                         | برگزیده      |
| دوم         | زبان              | زبان‌های باستانی                               | سرودهای روشنایی                                                                                                 | ابوالقاسم اسماعیل‌پور | |                                                      | تهران: اسطوره                                                                              | برگزیده      |
| دوم         | علوم کاربردی      | پزشکی                                         | بیماری‌های گوش                                                                                                   | داوودرضا شفاعت | |                                                      | تهران: نوآور                                                                               | برگزیده      |
| دوم         | علوم کاربردی      | پزشکی                                         | اصول ژنتیک پزشکی امری به انضمام تألیف فرهنگ واژه‌ها                                                              | پیتردی‌ترن‌پنی و سیان الارد                                                                                                   | محمدرضا نوری دلویی                                                                                                 |                                                      | تهران: جامعه‌نگر: سالمی                                                                     | برگزیده      |
| دوم         | هنر               | کلیات                                         | فلسفهٔ هنر مسیحی و شرقی                                                                                          | آناندا کوماراسوامی | امیرحسین ذکرگو |                                                      | فرهنگستان هنر جمهوری اسلامی ایران                                                          | برگزیده      |
| دوم         | هنر               | هنرهای تجسمی                                  | دیوارنگاری عصر صفویه در اصفهان، کاخ چهلستون                                                                     | حسین آقاجانی اصفهانی و اصغر جوانی                                                                                           | |                                                      | تهران: فرهنگستان هنر جمهوری اسلامی ایران                                                   | برگزیده      |
| دوم         | هنر               | هنرهای تجسمی                                  | هنر و ادراک بصری: روان‌شناسی چشم خلاق                                                                            | رودلف آرنهایم | مجید اخگر |                                                      | تهران: سازمان سمت                                                                          | برگزیده      |
| دوم         | هنر               | هنرهای نمایشی                                 | نشانه‌شناسی متن و اجرای تئاتری                                                                                   | آلن آستن و جرج ساونا | داود زینلو |                                                      | تهران: سوره مهر                                                                            | برگزیده      |
| دوم         | هنر               | معماری                                        | کاربری پژوهش‌های آزمایشگاهی در حفاظت و مرمت بناهای تاریخی (مواد و مصالح)                                         | منیژه هادیان دهکردی | |                                                      | تهران: دانشگاه تهران و سازمان میراث فرهنگی کشور، پژوهشکدهٔ حفاظت و مرمت آثار تاریخی فرهنگی  | برگزیده      |
| دوم         | هنر               | معماری                                        | سازه‌های مشبک فضایی                                                                                              | جان چیلتون | محمود گلابچی |                                                      | انتشارات دانشگاه تهران، مؤسسهٔ و چاپ                                                        | برگزیده      |
| دوم         | هنر               | تربیت بدنی                                    | آمادگی جسمانی                                                                                                   | دیوید نیمن | مهدی طالب‌پور و زهره ابراهیمی                                                                                       |                                                      | مشهد: شرکت به‌نشر                                                                           | برگزیده      |
| دوم         | ادبیات            | تاریخ و نقد                                   | سیر رمانتیسم در ایران: از مشروطه تا نیما                                                                        | مسعود جعفری | |                                                      | تهران: نشر مرکز                                                                            | برگزیده      |
| دوم         | ادبیات            | تاریخ و نقد                                   | میراث مولوی، شعر و عرفان در اسلام                                                                               | ویلیام چیتیک و دیگران | مریم مشرف |                                                      | سخن                                                                                        | برگزیده      |
| دوم         | ادبیات            | متون قدیم                                     | دفتر دگرسانیها در غزلهای حافظ                                                                                   | سلیم نیساری | |                                                      | تهران: فرهنگستان زبان و ادب فارسی                                                          | برگزیده      |
| دوم         | ادبیات            | متون قدیم                                     | من و مولانا | ویلیام چیتیک | شهاب‌الدین عباسی |                                                      | تهران: نشر مروارید                                                                         | برگزیده      |
| دوم         | ادبیات            | شعر معاصر                                     | دستور زبان عشق                                                                                                  | قیصر امین‌پور | |                                                      | تهران: مروارید                                                                             | برگزیده      |
| دوم         | ادبیات            | نثر معاصر فارسی                               | مارها تشنه‌اند                                                                                                   | امیرمحمد اعتمادی | |                                                      | تهران: آگه                                                                                 | برگزیده      |
| دوم         | ادبیات            | ادبیات زبان‌های دیگر                           | عروس بیوه | جویس کرول اتس | رؤیا بشنام |                                                      | تهران: فیروزه                                                                              | برگزیده      |
| دوم         | تاریخ             |                                               | وحدت سیاسی و تعامل فرهنگی در شاهنشاهی هخامنشی                                                                   | پی‌یر بریان | ناهید فروغان |                                                      | تهران: اختران                                                                              | برگزیده      |
| دوم         | کودک و نوجوان     | داستان                                        | ۳۰ قصه، ۳۰ شب                                                                                                   | مژگان شیخی | |                                                      | تهران: قدیانی، کتابهای بنفشه                                                               | برگزیده      |
| دوم         | کودک و نوجوان     | داستان                                        | شاه، موش و پنیر                                                                                                 | نانسی گرنی و اریک گرنی | کیان فروزش |                                                      | تهران: نشر مرکز، کتاب مریم                                                                 | برگزیده      |
| دوم         | کودک و نوجوان     | شعر                                           | پرچم سبز درخت                                                                                                   | اسدالله شعبانی | |                                                      | تهران: مؤسسة فرهنگی منادی تربیت                                                            | برگزیده      |
| دوم         | کودک و نوجوان     | شعر                                           | به‌خاطر پرنده‌ها                                                                                                  | جعفر ابراهیمی | |                                                      | تهران: کانون پرورش فکری کودکان و نوجوانان                                                  | برگزیده      |
| دوم         | کودک و نوجوان     | دین                                           | ظرافت در آفرینش                                                                                                 | محمد غفاری | |                                                      | انتشارات جامعه القرآن الکریم                                                               | برگزیده      |
| دوم         | کودک و نوجوان     | کلیات و علوم و فنون                           | دایرهٔ المعارف اینترنتی علوم                                                                                     | | امیر صالحی‌طالقانی                                                                                                  |                                                      | تهران: محراب قلم                                                                           | برگزیده      |
| سوم         | کلیات             | نسخ خطی                                       | کتاب‌شناسی فهارس دست‌نویس‌های اسلامی کتابخانه‌های ایران و جهان در کتابخانه بزرگ حضرت آیت‌الله العظمی مرعشی نجفی (ره) | حسین متقی | |                                                      | قم: کتابخانهٔ بزرگ حضرت آیت الله العظمی مرعشی نجفی (ره)، گنجینه جهانی مخطوطات اسلامی        | برگزیده      |
| سوم         | فلسفه             | فلسفة اسلامی                                  | نصیرالدین طوسی؛ فیلسوف گفتگو                                                                                    | غلامحسین دینانی | |                                                      | تهران: هرمس                                                                                | برگزیده      |
| سوم         | فلسفه             | فلسفه غرب                                     | درآمدی بر فلسفهٔ هنر                                                                                             | نوئل کارول | صالح طباطبائی |                                                      | تهران: فرهنگستان هنر                                                                       | برگزیده      |
| سوم         | دین               | کلیات                                         | فصولی از اعیان الشیعه                                                                                           | سید محسن امین | حمزه احمد عثمان |                                                      | نشر روزگار                                                                                 | برگزیده      |
| سوم         | دین               | سیرهٔ معصومین                                  | علی سلطهٔ الحق                                                                                                   | عزیز السید جاسم | |                                                      | قم: الاجتهاد                                                                               | برگزیده      |
| سوم         | دین               | کلام                                          | بررسی تطبیقی مهدویت در روایات شیعه و اهل سنت                                                                    | مهدی اکبرنژاد | |                                                      | قم: مؤسسه بوستان کتاب                                                                      | برگزیده      |
| سوم         | دین               | کلام                                          | پرسمان‌های کلامی؛ پنج رسالهٔ کوتاه کلامی                                                                          | شیخ مفید، فخرالمحققین، شیخ طوسی، سید مرتضی                                                                                  | علی اوجبی |                                                      | تهران: وزارت فرهنگ و ارشاد اسلامی؛ سازمان چاپ و انتشارات                                   | برگزیده      |
| سوم         | دین               | کلام                                          | پاسخ نامه؛ پاسخ به ۲۱ سؤال اعتقادی و فلسفی                                                                      | علامه سیدمحمد عصار | | احمد عابدی                                           | قم: بوستان کتاب                                                                            | برگزیده      |
| سوم         | دین               | فقه و اصول                                    | مدارک العروهٔ الوثقی: فقه الشیعه                                                                                 | محمدمهدی موسوی‌خلخالی | |                                                      | قم: دار البشیر                                                                             | برگزیده      |
| سوم         | دین               | فقه و اصول                                    | نهایهٔ الوصول الی علم الاصول                                                                                     | علامه حلی | | ابراهیم بهادری                                       | قم: مؤسسهٔ امام صادق (ع)                                                                    | برگزیده      |
| سوم         | دین               | ادیان دیگر                                    | دانشنامهٔ اساطیر جهان                                                                                            | رکس وارنر | ابوالقاسم اسماعیل‌پور                                                                                               |                                                      | تهران: نشر اسطوره                                                                          | برگزیده      |
| سوم         | علوم اجتماعی      | آموزش و پرورش                                 | دانش در چالش؛ دانشگاه در جامعهٔ دانایی                                                                           | جرارد دلانتی | علی بختیاری‌زاده |                                                      | تهران: پژوهشکدهٔ مطالعات فرهنگی و اجتماعی                                                   | برگزیده      |
| سوم         | علوم اجتماعی      | جامعه‌شناسی                                    | مؤلفه‌های جامعه‌پذیری سیاسی در حکومت دینی                                                                         | علی اخترشهر | |                                                      | تهران: پژوهشگاه فرهنگ و اندیشهٔ اسلامی                                                      | برگزیده      |
| سوم         | علوم اجتماعی      | جامعه‌شناسی                                    | داغ ننگ؛ چاره‌اندیشی برای هویت ضایع‌شده                                                                           | اروینگ گافمن | مسعود کیانپور |                                                      | تهران: نشر مرکز                                                                            | برگزیده      |
| سوم         | علوم اجتماعی      | علوم سیاسی                                    | پژوهش در علوم سیاسی؛ رویکردهای اثبات‌گرا، تفسیری و انتقادی                                                       | کاووس سیدامامی | |                                                      | تهران: پژوهشکدهٔ مطالعات فرهنگی و اجتماعی و انتشارات دانشگاه امام صادق                      | برگزیده      |
| سوم         | علوم اجتماعی      | علوم سیاسی                                    | انبوه خلق؛ جنگ و دموکراسی در عصر امپراطوری                                                                      | آنتونیو نگری و مایکل هارت                                                                                                   | رضا نجف‌زاده |                                                      | تهران: نشر نی                                                                              | برگزیده      |
| سوم         | علوم اجتماعی      | اقتصاد                                        | توسعهٔ پایدار | شمس‌السادات زاهدی | |                                                      | شمس‌السادات زاهدی                                                                           | برگزیده      |
| سوم         | علوم اجتماعی      | اقتصاد                                        | غروب نفت در صحرا؛ بحران آتی نفت در عربستان سعودی و اقتصاد جهانی                                                 | متیو آر. سیمونز | همایون نسیمی |                                                      | تهران: مؤسسهٔ مطالعات بین‌المللی انرژی                                                       | برگزیده      |
| سوم         | علوم اجتماعی      | حقوق                                          | مبانی مالکیت فکری                                                                                               | محمود حکمت‌نیا | |                                                      | تهران: پژوهشگاه فرهنگ و اندیشهٔ اسلامی                                                      | برگزیده      |
| سوم         | علوم اجتماعی      | حقوق                                          | تاریخ تئوری‌های حقوقی اسلامی                                                                                     | وائل بن حلاق | محمد راسخ |                                                      | تهران: نشر نی                                                                              | برگزیده      |
| سوم         | علوم خالص         | فیزیک                                         | جهان کوانتومی نوین                                                                                              | تونی هی و پاتریک والترز | محمدرضا محجوب |                                                      | تهران: شرکت سهامی انتشار                                                                   | برگزیده      |
| سوم         | علوم خالص         | شیمی                                          | شیمی فیزیک | ایرا لوین | غلامرضا اسلامپور، غلامعباس پارسافر، علی مقاری و بیژن نجفی                                                          |                                                      | تهران: انتشارات فاطمی                                                                      | برگزیده      |
| سوم         | علوم خالص         | زمین‌شناسی                                     | زمین‌شناسی مهندسی کارست                                                                                          | محمدحسین قبادی | |                                                      | همدان: انتشارات دانشگاه بوعلی سینا                                                         | برگزیده      |
| سوم         | علوم خالص         | زمین‌شناسی                                     | تراوایی نسبی در مخازن هیدروکربوری                                                                               | مهدی هنرپور، هربرت هاروی، لئوناردو کودریتز                                                                                  | امیرحسین علیزاده، بهزاد رستمی و امیر طاهری                                                                         |                                                      | تهران: انتشارات سمر                                                                        | برگزیده      |
| سوم         | علوم خالص         | زیست‌شناسی                                     | فیزیولوژی گیاهی                                                                                                 | لینکلن تایز | گروه مترجمان، زیر نظر: حسن ابراهیم‌زاده                                                                             |                                                      | تهران: خانهٔ زیست‌شناسی                                                                      | برگزیده      |
| سوم         | علوم کاربردی      | پزشکی                                         | کتاب جامع ارولوژی ایران                                                                                         | ناصر سیم‌فروش و اکبر نورعلیزاده                                                                                              | |                                                      | تهران: انتشارات بهینه                                                                      | برگزیده      |
| سوم         | علوم کاربردی      | پزشکی                                         | بستان الاطباء و روضهٔ الالباء                                                                                    | سعدبن‌الیاس ابن‌مطران | مهدی محقق |                                                      |                                                                                            | برگزیده      |
| سوم         | علوم کاربردی      | برق                                           | تحلیل و طراحی مدارهای مخابراتی                                                                                  | محمدحسین نشاطی | |                                                      | تهران: نص                                                                                  | برگزیده      |
| سوم         | علوم کاربردی      | برق                                           | مهندسی مایکروویو                                                                                                | دیوید پوزار | محمدرضا سهیلی‌فر و مجید آقابابایی                                                                                   |                                                      | تهران: جهان نو                                                                             | برگزیده      |
| سوم         | علوم کاربردی      | کامپیوتر                                      | محاسبات فازی | محمدباقر منهاج | |                                                      | تهران: دانش‌نگار                                                                            | برگزیده      |
| سوم         | علوم کاربردی      | کامپیوتر                                      | جاوا، جاوا، جاوا: رهیافتی شیءگرا در حل مسائل                                                                    | رالف مورلی | هادی محمدزاده و علی جهانیان                                                                                        |                                                      | تهران: جنگل                                                                                | برگزیده      |
| سوم         | علوم کاربردی      | کامپیوتر                                      | طراحی دیجیتال پیشرفته با VERILOG HDL                                                                            | مایکل چیلتی | فرزاد شکاری‌زاده |                                                      | تهران: نص                                                                                  | برگزیده      |
| سوم         | علوم کاربردی      | مکانیک                                        | ارتعاشات مکانیکی                                                                                                | اس.اس. رائو | بهرام پوستی |                                                      | تهران: متفکران                                                                             | برگزیده      |
| سوم         | علوم کاربردی      | مهندسی شیمی                                   | طراحی راهبردی جامع تأسیسات تصفیهٔ آب                                                                             | علی ترابیان و علی‌اصغر قدیم‌خانی                                                                                              | |                                                      | تهران: انتشارات دانشگاه تهران                                                              | برگزیده      |
| سوم         | علوم کاربردی      | مهندسی کشاورزی                                | افق‌های نوین در مدیریت علف‌های هرز                                                                                | داگلاس دی. بوهلر | محمدحسن راشد محصل و سیداحمد حسینی                                                                                  |                                                      | مشهد: انتشارات دانشگاه فردوسی مشهد                                                         | برگزیده      |
| سوم         | هنر               | کلیات                                         | درآمدی بر هنرهای زیبا؛ جستارهایی دربارهٔ هنر و فلسفه                                                             | اتین ژیلسون | بیتا شمسینی |                                                      | تهران: فرهنگستان هنر                                                                       | برگزیده      |
| سوم         | هنر               | هنرهای نمایشی                                 | ساختار اسطوره‌ای در فیلمنامه                                                                                     | کریستوفر وگلر | عباس اکبری |                                                      | نیلوفر                                                                                     | برگزیده      |
| سوم         | هنر               | معماری                                        | مقاومت مصالح کاربردی                                                                                            | محمود گلابچی | |                                                      | تهران: انتشارات دانشگاه تهران                                                              | برگزیده      |
| سوم         | هنر               | معماری                                        | معنا در معماری غرب                                                                                              | کریستیان نوربرگ‌شولتس | مهرداد قیومی بیدهندی                                                                                               |                                                      | تهران: فرهنگستان هنر                                                                       | برگزیده      |
| سوم         | ادبیات            | تاریخ و نقد ادبی                              | آیین آینه؛ سیر تحول نمادپردازی در فرهنگ ایرانی و ادبیات فارسی                                                   | حسینعلی قبادی | |                                                      | انتشارات دانشگاه تربیت مدرس                                                                | برگزیده      |
| سوم         | ادبیات            | متون قدیم                                     | ختم الغرایب (تحفهٔ العراقین)                                                                                     | خاقانی شروانی | | یوسف عالی عباس‌آباد                                   | تهران: سخن                                                                                 | برگزیده      |
| سوم         | ادبیات            | شعر معاصر                                     | چله‌نشینی در اشک                                                                                                 | فاطمه نصر | |                                                      | اصفهان: نشر نوشته                                                                          | برگزیده      |
| سوم         | ادبیات            | نثر معاصر فارسی                               | جنگ و عشق | منیرالسادات موسوی | |                                                      | تهران: نشر نوآور                                                                           | برگزیده      |
| سوم         | ادبیات            | نثر معاصر فارسی                               | عبور از بودن | حسین مهکام | |                                                      | تهران: کتاب نیستان                                                                         | برگزیده      |
| سوم         | ادبیات            | ادبیات زبان‌های دیگر                           | آن خردمند دیگر                                                                                                  | هنری ون دایک | حسین الهی قمشه‌ای                                                                                                   |                                                      | تهران: انتشارات روزنه                                                                      | برگزیده      |
| سوم         | تاریخ             | تاریخ ایران                                   | آثار تاریخی ورارود و خوارزم                                                                                     | منوچهر ستوده | |                                                      | تهران: بنیاد موقوفات دکتر محمود افشار                                                      | برگزیده      |
| سوم         | تاریخ             | تاریخ ایران                                   | شیراز در روزگار حافظ                                                                                            | جان لیمبرت | همایون صنعتی‌زاده                                                                                                   |                                                      | شیراز: مؤسسهٔ فرهنگی و پژوهشی دانشنامهٔ فارس                                                 | برگزیده      |
| سوم         | تاریخ             | تاریخ ایران                                   | مرآت الوقایع مظفری                                                                                              | عبدالحسین خان ملک المورخین                                                                                                  | | عبدالحسین نوایی                                      | مرکز پژوهشی میراث مکتوب                                                                    | برگزیده      |
| سوم         | کودک و نوجوان     | داستان ایرانی                                 | مجموعه قصه‌های روباه زرنگ                                                                                        | مسلم ناصری | |                                                      | مشهد: انتشارات به‌نشر                                                                       | برگزیده      |
| سوم         | کودک و نوجوان     | داستان ایرانی                                 | مجموعه داستان بیوک آقا                                                                                          | یوسف خوش‌کلام | |                                                      | تهران: انتشارات پیدایش                                                                     | برگزیده      |
| سوم         | کودک و نوجوان     | داستان خارجی                                  | نقطه | پیتر رینولدز | اکرم حسن |                                                      | انتشارات علمی و فرهنگی                                                                     | برگزیده      |
| سوم         | کودک و نوجوان     | داستان خارجی                                  | نان و گل سرخ | کاترین پاترسون | حسین ابراهیمی الوند                                                                                                |                                                      | تهران: کانون پرورش فکری کودکان و نوجوانان                                                  | برگزیده      |
| سوم         | کودک و نوجوان     | شعر                                           | پر از بوی گلابی                                                                                                 | محمود پوروهاب | |                                                      | مشهد: انتشارات به‌نشر                                                                       | برگزیده      |
| سوم         | کودک و نوجوان     | شعر                                           | پرنده گفت شاعرم                                                                                                 | افسانهٔ شعبان‌نژاد | |                                                      | تهران: کانون پرورش فکری کودکان و نوجوانان                                                  | برگزیده      |
| سوم         | کودک و نوجوان     | دین                                           | مجموعهٔ قصه‌های خیلی قشنگ                                                                                         | محمود پوروهاب و مجید ملامحمدی                                                                                               | |                                                      | تهران: محراب قلم                                                                           | برگزیده      |
| سوم         | کودک و نوجوان     | دین                                           | و اکنون تنها یک وعده باقی مانده است                                                                             | حورا طباطبایی قمی و دیگران                                                                                                  | |                                                      | تهران: انتشارات گرایش تازه                                                                 | برگزیده      |
| سوم         | کودک و نوجوان     | علوم و فنون                                   | دایرهٔ المعارف علمی می‌دانی چرا؟                                                                                  | استیو پارکر و دیگران | مجید عمیق و دیگران                                                                                                 |                                                      | تهران: انتشارات مدرسه                                                                      | برگزیده      |
| چهارم       | کلیات             | کتابداری                                      | فلسفه کتابداری و اطلاع‌رسانی                                                                                     | فاطمه رهادوست | |                                                      | تهران: نشر کتابدار                                                                         | برگزیده      |
| چهارم       | کلیات             | روزنامه‌نگاری                                  | اخلاق روزنامه‌نگاری                                                                                              | کارن سندرز | علی اکبر قاضی‌زاده                                                                                                  |                                                      | تهران: مؤسسهٔ انتشاراتی روزنامهٔ ایران                                                       | برگزیده      |
| چهارم       | کلیات             | نسخ خطی                                       | فهرستواره نسخه‌های خطی: خانقاه مجیبیه (پتنا هند)                                                                 | سیدصادق حسینی اشکوری | |                                                      | قم: مجمع ذخائر اسلامی                                                                      | برگزیده      |
| چهارم       | فلسفه و روان‌شناسی | فلسفهٔ اسلامی                                  | درآمدی به نظام حکمت صدرائی                                                                                      | عبدالرسول عبودیت | |                                                      | تهران: سازمان سمت                                                                          | برگزیده      |
| چهارم       | فلسفه و روان‌شناسی | فلسفهٔ اسلامی                                  | تحفهٔ السلاطین                                                                                                   | محمدبن جابر انصاری | | احد فرامرز قراملکی                                   | تهران: مرکز پژوهشی میراث مکتوب                                                             | برگزیده      |
| چهارم       | دین               | علوم قرآنی                                    | مکاتب تفسیری | علی‌اکبر بابایی | |                                                      | تهران: سازمان سمت و پژوهشگاه حوزه و دانشگاه                                                | برگزیده      |
| چهارم       | دین               | علوم قرآنی                                    | اقتباس از قرآن کریم                                                                                             | منصور عبدالملک بن محمد ثعالبی                                                                                               | حسین صابری |                                                      | تهران: انتشارات علمی و فرهنگی                                                              | برگزیده      |
| چهارم       | دین               | سیرهٔ معصومین                                  | جهادالشیعه فی العصر العباسی الاول                                                                               | سمیره مختار اللیثی | | سامی الغریری                                         | قم: مؤسسهٔ دار الکتاب الاسلامی                                                              | برگزیده      |
| چهارم       | دین               | کلام                                          | تاریخ و عقاید ماتریدیه                                                                                          | سیدلطف‌ا… جلالی | |                                                      | قم: مرکز مطالعات و تحقیقات ادیان و مذاهب                                                   | برگزیده      |
| چهارم       | دین               | عرفان                                         | هستی‌شناسی عرفانی                                                                                                | علی فضلی | |                                                      | قم: نشر ادیان                                                                              | برگزیده      |
| چهارم       | دین               | ادیان دیگر                                    | شبیه‌سازی از دیدگاه آیین کاتولیک و اسلام                                                                         | سیدحسن اسلامی | |                                                      | قم: مرکز تحقیقات و مطالعات ادیان و مذاهب                                                   | برگزیده      |
| چهارم       | علوم اجتماعی      | علوم اجتماعی                                  | شرق‌شناسی | ادوارد سعید | لطفعلی خنجی |                                                      | تهران: امیرکبیر                                                                            | برگزیده      |
| چهارم       | علوم اجتماعی      | اقتصاد                                        | بازارهای پولی و مالی بین‌المللی                                                                                  | محمد شبانی | |                                                      | تهران: سمت                                                                                 | برگزیده      |
| چهارم       | علوم اجتماعی      | اقتصاد                                        | پایان نفت در آستانهٔ جهان پرمخاطرهٔ نو                                                                            | پال رابرتز | احمد عظیمی بلوریان                                                                                                 |                                                      | تهران: نهاد ریاست جمهوری                                                                   | برگزیده      |
| چهارم       | علوم اجتماعی      | حقوق                                          | حقوق ارتباطات                                                                                                   | کاظم معتمدنژاد و رؤیا معتمدنژاد                                                                                             | |                                                      | تهران: دفتر مطالعات و توسعهٔ رسانه‌ها                                                        | برگزیده      |
| چهارم       | علوم اجتماعی      | حقوق                                          | مالکیت فکری | سررابین جاکوب و دیگران | حمید هاشم‌بیگی |                                                      | تهران: جهاد دانشگاهی واحد تهران                                                            | برگزیده      |
| چهارم       | علوم اجتماعی      | آموزش و پرورش                                 | نوعمل‌گرایی و فلسفهٔ تعلیم و تربیت                                                                                | خسرو باقری | |                                                      | تهران: انتشارات دانشگاه تهران                                                              | برگزیده      |
| چهارم       | علوم اجتماعی      | آموزش و پرورش                                 | آموزش و پرورش ناشنوایان                                                                                         | دانلد اف. مورس | بتول اخوی‌راد و فاطمه لشکری‌نژاد                                                                                     |                                                      | تهران: سمت                                                                                 | برگزیده      |
| چهارم       | زبان              | زبان فارسی                                    | فرهنگ ازبکی به فارسی                                                                                            | محمد حلیم یارقین و شفیقه یارقین                                                                                             | |                                                      | محمد حلیم یارقین و شفیقه یارقین                                                            | برگزیده      |
| چهارم       | زبان              | زبان‌شناسی                                     | واژه‌های فارسی عربی‌شده                                                                                           | السیدادی شیر | السیدادی شیر |                                                      | تهران: امیرکبیر                                                                            | برگزیده      |
| چهارم       | علوم محض          | زیست‌شناسی                                     | دانشنامهٔ زیست‌شناسی                                                                                              | آذرمیدخت خیراندیش، علی احسان حیدری، مهتاب صادقی حریری، محمدرضا افضل‌نیا                                                      | |                                                      | تهران: بنیاد دانشنامهٔ بزرگ فارسی                                                           | برگزیده      |
| چهارم       | علوم محض          | زمین‌شناسی                                     | زمین‌شناسی صحرایی در سرزمین‌های گنیسی درجه بالا                                                                   | سی. دابلیو. پشییر و دیگران                                                                                                  | محمدرضا شیخ‌الاسلامی، با همکاری نگار حقی‌پور                                                                         |                                                      | تهران: سازمان زمین‌شناسی و اکتشافات معدنی کشور                                              | برگزیده      |
| چهارم       | علوم محض          | شیمی                                          | شبیه‌سازی‌های رایانه‌ای: دینامیک مولکولی و مونت‌کارلو                                                               | سیف‌ا… جلیلی | |                                                      | تهران: انتشارات دانشگاه صنعتی خواجه نصیرالدین طوسی                                         | برگزیده      |
| چهارم       | علوم کاربردی      | مهندسی شیمی                                   | مبانی فناوری امولسیون‌ها                                                                                         | طلعت قماشچی و زهرا اکبری | |                                                      | تهران: انتشارات دانشگاه تهران                                                              | برگزیده      |
| چهارم       | علوم کاربردی      | مهندسی عمران                                  | روش اجزای محدود                                                                                                 | ایرج محمودزادهٔ کنی | |                                                      | تهران: انتشارات دانشگاه تهران                                                              | برگزیده      |
| چهارم       | علوم کاربردی      | مهندسی مکانیک                                 | مبانی مکانیک سیالات                                                                                             | استریت واترز و ونارد | محسن شیرنژاد |                                                      | تهران: انتشارات نوپردازان                                                                  | برگزیده      |
| چهارم       | علوم کاربردی      | مهندسی مواد و معدن                            | روش‌های تفسیر آزمایش‌های فشار در چاه‌های نفت و گاز                                                                 | صادق قاسمی | |                                                      | تهران: انتشارات دانشگاه صنعتی امیرکبیر                                                     | برگزیده      |
| چهارم       | علوم کاربردی      | مهندسی کشاورزی                                | زنبوران عسل و زنبورداری                                                                                         | عباد ا… پیرایرانی | |                                                      | تهران: انتشارات دانشگاه آزاد اردبیل                                                        | برگزیده      |
| چهارم       | علوم کاربردی      | مهندسی کشاورزی                                | آمار و طرح‌های آزمایشی در علوم دامی                                                                              | میروسلاو کپس و ویلیام آر. لمبرسون                                                                                           | محمود هنرور، مرتضی مهری و پرویز تاجداری                                                                            |                                                      | تهران: آتا                                                                                 | برگزیده      |
| چهارم       | علوم کاربردی      | کامپیوتر                                      | ریاضیات گسسته و الگوریتم‌ها                                                                                      | علی بهفروز و محمد ایزدی | |                                                      | تهران: آییژ                                                                                | برگزیده      |
| چهارم       | علوم کاربردی      | مهندسی برق                                    | اصول طراحی سیستم‌های میکروالکترومکانیکی و نانو الکترومکانیکی                                                     | بهروز لطفی و ولی پروانه | |                                                      | مشهد: سخن‌گستر                                                                              | برگزیده      |
| چهارم       | هنر               | هنرهای نمایشی                                 | راهنمای میان فرهنگی اجرا برای بازیگر                                                                            | جان مارتین | بابک تبرایی |                                                      | تهران: سازمان سمت                                                                          | برگزیده      |
| چهارم       | هنر               | معماری                                        | طراحی اقلیمی: استراتژی‌های طراحی در معماری                                                                       | مارک دیکی و جی.زد. براون | سعید آقایی |                                                      | تهران: انتشارات گنج هنر                                                                    | برگزیده      |
| چهارم       | هنر               | معماری                                        | معماری اسلامی در اندلس                                                                                          | ماریانه باوکاند و آخیم بدنورتس                                                                                              | فائزه دینی |                                                      | تهران: انتشارات فرهنگستان هنر                                                              | برگزیده      |
| چهارم       | هنر               | هنرهای تجسمی                                  | هنر معاصر آفریقا                                                                                                | سیدنی لیتل فیلد کاسفر | علیرضا حسنی آبیز                                                                                                   |                                                      | ترجمهٔ: فرهنگستان هنر                                                                       | برگزیده      |
| چهارم       | هنر               | تربیت بدنی                                    | اصول و مبانی تربیت بدنی و علوم ورزشی                                                                            | حسن خلجی، عباس بهرام و سیدمهدی آقاپور                                                                                       | |                                                      | تهران: سمت                                                                                 | برگزیده      |
| چهارم       | ادبیات            | شعر معاصر                                     | خیابان حصار | سید ابوالفضل صمدی | |                                                      | مشهد: سخن‌گستر                                                                              | برگزیده      |
| چهارم       | ادبیات            | نثر معاصر                                     | قاعدهٔ بازی | فیروز زنوزی جلالی | |                                                      | تهران: نشر علم                                                                             | برگزیده      |
| چهارم       | ادبیات            | متون قدیم                                     | شرفنامهٔ منیری یا فرهنگ ابراهیمی                                                                                 | ابراهیم قوام فاروقی | | حکیمه دبیران                                         | تهران: پژوهشگاه علوم انسانی و مطالعات فرهنگی                                               | برگزیده      |
| چهارم       | ادبیات            | ادبیات زبان‌های دیگر                           | گریز به تاریکی و پنج داستان دیگر                                                                                | آرتور شنیتسلر | نسرین شیخ‌نیا (دانش‌پژوه)                                                                                            |                                                      | تهران: نشر ماهی                                                                            | برگزیده      |
| چهارم       | تاریخ و جغرافیا   |                                               | وصف خلیج فارس در نقشه‌های تاریخی                                                                                 | محمدباقر وثوقی و دیگران | |                                                      | تهران: بنیاد ایران‌شناسی                                                                    | برگزیده      |
| چهارم       | تاریخ و جغرافیا   |                                               | سیاست‌نامه‌های قاجاری                                                                                             | | | غلامحسین زرگری‌نژاد                                   | تهران: مؤسسهٔ تحقیقات و توسعهٔ علوم انسانی                                                   | برگزیده      |
| چهارم       | کودک و نوجوان     | داستان ایرانی                                 | کاش کمی بزرگتر بودم                                                                                             | اکبر صحرایی | |                                                      | تهران: انتشارات علمی و فرهنگی                                                              | برگزیده      |
| چهارم       | کودک و نوجوان     | داستان خارجی                                  | به کبوتر اجازه نده اتوبوس براند                                                                                 | مو ویلمز | زهرا احمدی |                                                      | تهران: کانون پرورش فکری کودکان و نوجوانان                                                  | برگزیده      |
| چهارم       | کودک و نوجوان     | داستان خارجی                                  | پرنیان و پسرک                                                                                                   | لوئیس لوری | کیوان عبیدی آشتیانی                                                                                                |                                                      | تهران: نشر افق                                                                             | برگزیده      |
| چهارم       | کودک و نوجوان     | شعر                                           | روی تخته سیاه جهان با گچ نور بنویس                                                                              | عرفان نظرآهاری | |                                                      | تهران: نورونار                                                                             | برگزیده      |
| چهارم       | کودک و نوجوان     | دین                                           | زیر گنبد کبود                                                                                                   | سعید روح‌افزا | |                                                      | تهران: کانون پرورش فکری کودکان و نوجوانان                                                  | برگزیده      |
| چهارم       | کودک و نوجوان     | علوم و فنون                                   | مجموعه ۲۵ جلدی کتاب‌های راز (خواندی‌های علمی)                                                                     | علاء نوری، علی رحمانی، الهام محسن‌نیا، مستوره‌السادات مدرسی                                                                   | |                                                      | تهران: انتشارات آموزش علوم                                                                 | برگزیده      |
| چهارم       | کودک و نوجوان     | علوم و فنون                                   | فرهنگ ریاضی مدرسه                                                                                               | | امیر صالحی طالقانی                                                                                                 |                                                      | تهران: انتشارات محراب قلم                                                                  | برگزیده      |
| پنجم        | کلیات             |                                               | کتاب‌شناسی فیض کاشانی                                                                                            | محسن ناجی نصرآبادی | |                                                      | مشهد: بنیاد پژوهش‌های اسلامی؛ تهران: مدرسهٔ عالی شهید مطهری، ۱۳۸۷، ۴۴۳ ص.                    | برگزیده      |
| پنجم        | دین               | عرفان                                         | باده عشق: پژوهشی در معنای باده در شعر عرفانی فارسی                                                              | نصرالله پورجوادی | |                                                      | تهران: کارنامه، ۱۳۸۷، ۳۴۰ ص.                                                               | برگزیده      |
| پنجم        | علوم اجتماعی      |                                               | نشانه‌شناسی رسانه‌ها                                                                                              | مارسل دانتی | گودرز می‌رانی و بهزاد دوران                                                                                         |                                                      | تهران: چاپار؛ و آنیسه‌نما، ۱۳۸۷، ۳۸۴ ص.                                                     | برگزیده      |
| پنجم        | کودک و نوجوان     | داستان خارجی                                  | خرسی به نام پدینگتن                                                                                             | مایکل باند | کاتارینا ورزی |                                                      | تهران: قدیانی، کتاب‌های بنفشه                                                               | برگزیده      |
| پنجم        | کودک و نوجوان     | داستان خارجی                                  | گل‌هایی برای آلجرنون                                                                                             | دنیل کیز | زهره جواهری |                                                      | تهران: امیرکبیر، کتاب‌های شکوفه                                                             | برگزیده      |
| پنجم        | کودک و نوجوان     | داستان خارجی                                  | راه دور و دراز خانه                                                                                             | اووه تیم | الهام مقدس |                                                      | تهران: ایران‌بان                                                                            | برگزیده      |
| پنجم        | کودک و نوجوان     | دین                                           | داستان یک مرد: قصهٔ حضور حبیب بن مظاهر در کربلا                                                                  | مجید ملامحمدی | |                                                      | مشهد: شرکت به‌نشر                                                                           | برگزیده      |
| پنجم        | کودک و نوجوان     | کلیات                                         | فرهنگ‌نامهٔ نام‌آوران                                                                                              | گروه مؤلفان | |                                                      | تهران: نشر طلایی                                                                           | برگزیده      |
| پنجم        | کودک و نوجوان     | علوم و فنون                                   | مجموعه چرا حیوانات …                                                                                            | الیزابت مایلز | مجید عمیق |                                                      | تهران: مهاجر                                                                               | برگزیده      |
| پنجم        | فلسفه و روان‌شناسی | فلسفهٔ غرب                                     | آزادی و خیانت به آزادی                                                                                          | آیزایا برلین | عزت‌الله فولادوند                                                                                                   |                                                      | تهران: نشر ماهی                                                                            | شایسته تقدیر |
| پنجم        | دین               | سیرهٔ معصومین                                  | امام رضا (ع) | محمدرضا ناجی | |                                                      | تهران: دفتر پژوهش‌های فرهنگی                                                                | شایسته تقدیر |
| پنجم        | دین               | اسلام                                         | روان‌شناسی و تبلیغات                                                                                             | محمد کاویانی | |                                                      | قم: پژوهشگاه حوزه و دانشگاه                                                                | شایسته تقدیر |
| پنجم        | دین               | فقه و اصول                                    | سلسله پژوهش‌های فقهی حقوقی                                                                                       | معاونت آموزش قوهٔ قضائیه، دفتر آموزش روحانیون و تدوین متون فقهی                                                              | |                                                      | قم: نشر قضا                                                                                | شایسته تقدیر |
| پنجم        | دین               | اخلاق                                         | تربیت اخلاقی: سیرهٔ تربیتی پیامبر (ص) و اهل بیت (ع)                                                              | محمد داودی | |                                                      | قم: پژوهشگاه حوزه و دانشگاه                                                                | شایسته تقدیر |
| پنجم        | علوم اجتماعی      | علوم سیاسی                                    | رساله‌ای دربارهٔ حکومت                                                                                            | جان لاک | حمید عضدانلو |                                                      | تهران: نشر نی                                                                              | شایسته تقدیر |
| پنجم        | علوم اجتماعی      | حقوق                                          | مسئولیت‌های خارج از قرارداد: پرداخت خسارت و استرداد عین و امتیازات                                               | مهراب داراب‌پور | |                                                      | تهران: مجد                                                                                 | شایسته تقدیر |
| پنجم        | علوم اجتماعی      | حقوق                                          | فلسفهٔ حقوق: مبانی و کارکردها                                                                                    | توماس موراوتز | بهروز جندقی |                                                      | قم: پژوهشگاه حوزه و دانشگاه                                                                | شایسته تقدیر |
| پنجم        | علوم اجتماعی      | مدیریت                                        | مدیریت تکنولوژی در سازمان‌های تکنولوژی بنیان                                                                     | هانس ثامهاین | سیدکامران باقری، مرتضی رضاپور و سیدهادی کمالی                                                                      |                                                      | تهران: رسا                                                                                 | شایسته تقدیر |
| پنجم        | علوم اجتماعی      | مدیریت                                        | مدیریت بین‌المللی تطبیقی                                                                                         | کارلا ال. کوئن | غلامرضا طالقانی و سیداسماعیل اصغرپور                                                                               |                                                      | تهران: علم و ادب                                                                           | شایسته تقدیر |
| پنجم        | علوم خالص         | زمین‌شناسی                                     | پایه‌های زمین‌شناسی ساختمانی                                                                                      | محمدرضا قاسمی | |                                                      | تهران: سازمان زمین‌شناسی و اکتشافات معدنی کشور                                              | شایسته تقدیر |
| پنجم        | علوم کاربردی      | پزشکی                                         | مبانی پرستاری سرطان                                                                                             | معصومه ایمانی‌پور | |                                                      | تهران: نشر تحفه                                                                            | شایسته تقدیر |
| پنجم        | علوم کاربردی      | کشاورزی                                       | مهندسی گلخانه                                                                                                   | مرکز ترویج مهندسی کشاورزی شمال شرق آمریکا                                                                                   | محمدحسین عباسپورفرد و محمدعلی ابراهیمی نیک                                                                         |                                                      | مشهد: بنفشه                                                                                | شایسته تقدیر |
| پنجم        | علوم کاربردی      | دامپروری                                      | فرهنگ جامع طیور                                                                                                 | عباسعلی قیصری، علیرضا آذربایجانی و فاطمه احمدی                                                                              | |                                                      | اصفهان: ارکان دانش                                                                         | شایسته تقدیر |
| پنجم        | هنر               | هنرهای نمایشی                                 | مرشدان پرده‌خوان ایران (۳۰ دفتر)                                                                                 | حمیدرضا اردلان | |                                                      | تهران: فرهنگستان هنر                                                                       | شایسته تقدیر |
| پنجم        | هنر               | معماری                                        | تئوری مرمت | سزاره برندی | پیروز حناچی |                                                      | تهران: انتشارات دانشگاه تهران                                                              | شایسته تقدیر |
| پنجم        | هنر               | هنرهای تجسمی                                  | عصر طلایی هنر ایران                                                                                             | شیلا کنبی | حسن افشار |                                                      | تهران: نشر مرکز                                                                            | شایسته تقدیر |
| پنجم        | ادبیات            | شعر                                           | مجموعه شعر طوفان واژه‌ها                                                                                         | سیدحمیدرضا برقعی | |                                                      | قم: ابتکار دانش                                                                            | شایسته تقدیر |
| پنجم        | ادبیات            | داستان                                        | داستان وقایع‌نگاری بن لادن یا تاریخ عالم‌آرای طالبان                                                              | محمدعلی علومی | |                                                      | تهران: هزارهٔ ققنوس                                                                         | شایسته تقدیر |
| پنجم        | ادبیات            | تاریخ و نقد ادبی                              | زبان عرفان | علیرضا فولادی | |                                                      | قم: فراگفت                                                                                 | شایسته تقدیر |
| پنجم        | ادبیات            | تاریخ و نقد ادبی                              | فرهنگ توصیفات امام خمینی (س) در شعر شاعران                                                                      | پرویز بیگی حبیب‌آبادی | |                                                      | تهران: مؤسسة چاپ و نشر عروج                                                                | شایسته تقدیر |
| پنجم        | تاریخ             |                                               | اقتصاد و سیاست خارجی عصر صفوی                                                                                   | رودلف پ. متی | حسن زندیه |                                                      | قم: پژوهشگاه حوزه و دانشگاه                                                                | شایسته تقدیر |
| پنجم        | کودک و نوجوان     | داستان ایرانی                                 | داستان طبقهٔ هفتم غربی                                                                                           | جمشید خانیان | |                                                      | تهران: افق، ۱۳۸۷                                                                           | شایسته تقدیر |
| پنجم        | کودک و نوجوان     | شعر فارسی                                     | مجموعهٔ شعر آرنگ آرنگ بگو چه رنگ                                                                                 | افسانه شعبان‌نژاد | |                                                      | تهران: کانون پرورش فکری کودکان و نوجوانان                                                  | شایسته تقدیر |
| پنجم        | کودک و نوجوان     | شعر فارسی                                     | مجموعهٔ شعر کودکی از جنس نارنجک                                                                                  | محمد گودرزی دهریزی | |                                                      | تهران: روزگار                                                                              | شایسته تقدیر |
| پنجم        | کودک و نوجوان     | علوم و فنون                                   | مجموعهٔ مفاهیم پایه در علوم تجربی                                                                                | جکی بال و دیگران | شاهده سعیدی، حسن سالاری، حسین دانشفر، فروغ فرجود و شهلا مهدوی                                                      |                                                      | تهران: فاطمی                                                                               | شایسته تقدیر |
| ششم         | دین               | کلام                                          | امام مهدی (عج)، موجود موعود                                                                                     | آیت‌ا… عبدالله جوادی آملی | |                                                      | قم: مرکز نشر اسرا                                                                          | برگزیده      |
| ششم         | علوم اجتماعی      | علوم سیاسی                                    | رهیافت و روش در علوم سیاسی                                                                                      | عباس منوچهری | |                                                      | تهران: سمت                                                                                 | برگزیده      |
| ششم         | علوم اجتماعی      | حسابداری                                      | تاریخ حسابداری                                                                                                  | اوسامو کوجیما | سیدمحمد میرتونی و حسین رحیمی آزاد                                                                                  |                                                      | تهران: نوپردازان                                                                           | برگزیده      |
| ششم         | زبان              | زبان‌شناسی                                     | تاریخ زبان‌شناسی                                                                                                 | پیتر ام. سورن | علی‌محمد حق‌شناس |                                                      | تهران: سازمان سمت                                                                          | برگزیده      |
| ششم         | زبان              | گویش‌های محلی                                  | واژه‌نامهٔ گویش باستانی سمنانی                                                                                    | محمد حسن جواهری و پرویز پژوم شریعتی                                                                                         | |                                                      | سمنان: آبرخ                                                                                | برگزیده      |
| ششم         | زبان              | زبان عربی                                     | فرهنگ فارسی عربی                                                                                                | عنایت‌الله فاتحی‌نژاد | |                                                      | تهران: فرهنگ معاصر                                                                         | برگزیده      |
| ششم         | علوم خالص         | ریاضی                                         | حساب دیفرانسیل و انتگرال                                                                                        | سیاوش شهشهانی | |                                                      | تهران: انتشارات فاطمی                                                                      | برگزیده      |
| ششم         | هنر               | معماری                                        | مدیریت پروژه | کتی شوالب | محمود گلابچی |                                                      | تهران: انتشارات دانشگاه تهران                                                              | برگزیده      |
| ششم         | کودک و نوجوان     | داستان                                        | ماشین قشنگ من کاهو                                                                                              | آتوسا صالحی | |                                                      | تهران: شرکت انتشارات علمی و فرهنگی                                                         | برگزیده      |
| ششم         | کودک و نوجوان     | کلیات                                         | میراث فرهنگی ایرانیان                                                                                           | زهره پریرخ | |                                                      | تهران: کانون پرورش فکری کودکان و نوجوانان                                                  | برگزیده      |
| ششم         | فلسفه و روان‌شناسی | فلسفهٔ اسلامی                                  | ابن‌سینا و تمثیل عرفانی                                                                                          | هانری کربن | انشاءالله رحمتی |                                                      | تهران: نشر جامی                                                                            | شایسته تقدیر |
| ششم         | فلسفه و روان‌شناسی | فلسفهٔ غرب                                     | گفتارهایی در پدیدارشناسی هنر                                                                                    | محمود خاتمی | |                                                      | تهران: فرهنگستان هنر                                                                       | شایسته تقدیر |
| ششم         | فلسفه و روان‌شناسی | فلسفهٔ غرب                                     | در سایهٔ آینده؛ تاریخ اندیشهٔ مدرنیته                                                                             | سون اریک لیدمن | سعید مقدم |                                                      | تهران: نشر اختران                                                                          | شایسته تقدیر |
| ششم         | دین               | سیرهٔ معصومین                                  | امامان شیعه و وحدت اسلامی                                                                                       | علی آقانوری | |                                                      | قم: انتشارات دانشگاه ادیان و مذاهب                                                         | شایسته تقدیر |
| ششم         | دین               | سیرهٔ معصومین                                  | الافادهٔ فی تاریخ الائمهٔ السادهٔ                                                                                  | ابوطالب یحیی بن حسین هارونی                                                                                                 | | محمدکاظم رحمتی                                       | تهران: مرکز پژوهشی میراث مکتوب                                                             | شایسته تقدیر |
| ششم         | دین               | ادیان دیگر                                    | شمنیسم | میرچا الیاده | محمدکاظم مهاجری |                                                      | قم: نشر ادیان                                                                              | شایسته تقدیر |
| ششم         | علوم اجتماعی      | علوم اجتماعی                                  | به من دروغ نگو!، گزارش‌هایی تاریخ‌ساز از روزنامه‌نگاران کاوشگر                                                     | جان پیلجر | مهرداد (خلیل) شهابی و میرمحمود نبوی                                                                                |                                                      | تهران: نشر اختران                                                                          | شایسته تقدیر |
| ششم         | علوم اجتماعی      | علوم سیاسی                                    | اندیشهٔ سیاسی اسلام در سده‌های میانه                                                                              | اروین آی.جی. روزنتال | علی اردستانی |                                                      | تهران: قومس                                                                                | شایسته تقدیر |
| ششم         | علوم اجتماعی      | اقتصاد                                        | سیاست‌های مالی و نقش آن در نظام اسلامی                                                                           | منذر قحف | مهدی لطیفی |                                                      | تهران: انتشارات مؤسسهٔ پژوهشی و آموزشی امام خمینی (ره)                                      | شایسته تقدیر |
| ششم         | علوم اجتماعی      | حقوق                                          | داوری بین‌المللی در دعاوی بازرگانی                                                                               | احمد امیرمعزی | |                                                      | تهران: نشر دادگستر                                                                         | شایسته تقدیر |
| ششم         | علوم اجتماعی      | آمار                                          | اطلس آمار و احتمال                                                                                              | سیدمحمدکاظم نائینی | |                                                      | تهران: انتشارات آن                                                                         | شایسته تقدیر |
| ششم         | زبان              | زبان‌شناسی                                     | نشانه‌شناسی چیست؟                                                                                                | یورگن دینس یوهان‌سون و سوند اریک لارسن                                                                                       | علی میرعمادی |                                                      | تهران: ورجاوند                                                                             | شایسته تقدیر |
| ششم         | علوم خالص         | فیزیک                                         | فیزیک: نورشناسی و مبانی فیزیک کوانتومی                                                                          | دیوید هالیدی و دیگران | عبدالحسن بصیره و ابراهیم کریمی                                                                                     |                                                      | تهران: دانش‌نگار                                                                            | شایسته تقدیر |
| ششم         | علوم خالص         | زمین‌شناسی                                     | زمین‌شناسی نفت سنگ‌های کربناتی                                                                                    | همایون مطیعی] | |                                                      | تهران: آرین‌زمین                                                                            | شایسته تقدیر |
| ششم         | علوم کاربردی      | پزشکی                                         | تغذیه و عوامل خطر در پاتوژنزآترواسکلروز                                                                         | مجید غیور مبرهن، محسن موهبتی، محسن عظیمی‌نژاد، سیدمحمدرضا کاظمی بجستانی، هانیه یاقوتکار، بهاره حسنخانی و فاطمه مودودی        | |                                                      | مشهد: دانشگاه علوم پزشکی مشهد                                                              | شایسته تقدیر |
| ششم         | علوم کاربردی      | مهندسی برق                                    | مقدمه‌ای بر برق، الکترومغناطیس و الکترونیک                                                                       | رابرت بویل اشتاد و لوئیس نشلسکی                                                                                             | مسعود دوستی و مرتضی رحمانی                                                                                         |                                                      | تهران: نشر دانش‌پرور                                                                        | شایسته تقدیر |
| ششم         | علوم کاربردی      | مهندسی برق                                    | کنترل حرکت توسط DSP                                                                                             | حمید تولیت و استیون کمپبل                                                                                                   | جعفر میلی منفرد، کاوه ملکیان بروجنی، عباس غایب‌لو                                                                   |                                                      | انتشارات دانشگاه صنعتی امیرکبیر                                                            | شایسته تقدیر |
| ششم         | علوم کاربردی      | کامپیوتر                                      | پایگاه داده‌های شیءگرا و شیء رابطه                                                                               | | پایگاه داده‌های شیءگرا و شیء رابطه                                                                                  |                                                      | تهران: جلوه                                                                                | شایسته تقدیر |
| ششم         | علوم کاربردی      | مهندسی صنایع                                  | برنامه‌ریزی منابع سازمان(ERP                                                                                     | مری سامر | رسول شفائی و نورالدین دبیری                                                                                        |                                                      | تهران: نصیر                                                                                | شایسته تقدیر |
| ششم         | علوم کاربردی      | مهندسی مکانیک                                 | سازه‌های مکانیکی (تیر، ورق و پوسته)                                                                              | محمود شاکری، اکبر علی‌بیگلو و محمد محمدی‌اقدم                                                                                 | |                                                      | تهران: انتشارات دانشگاه صنعتی امیرکبیر                                                     | شایسته تقدیر |
| ششم         | هنر               | هنرهای تجسمی                                  | هنر مدرنیسم | ساندرو بُکولا | رویین پاکباز، احمدرضا تقاء، هلیا دارابی، فرخ فولادوند، کامبیز موسوی و فیروزه مهاجر                                 |                                                      | تهران: فرهنگ معاصر                                                                         | شایسته تقدیر |
| ششم         | هنر               | موسیقی                                        | دانستنی‌های علمی موسیقی                                                                                          | مصطفی کمال پورتراب | |                                                      | تهران: نشر چشمه                                                                            | شایسته تقدیر |
| ششم         | هنر               | فیلمنامه                                      | سالواتوره جولیانو                                                                                               | فرانچسکو رزی | آنتونیا شرکا |                                                      | تهران: نشر نی                                                                              | شایسته تقدیر |
| ششم         | ادبیات            | نثر معاصر                                     | خاله‌بازی | بلقیس سلیمانی | |                                                      | تهران: ققنوس                                                                               | شایسته تقدیر |
| ششم         | ادبیات            | شعر معاصر                                     | صف عاشقان تمامی ندارد                                                                                           | سرودهٔ کریم رجب‌زاده | |                                                      | تهران: فصل پنجم                                                                            | شایسته تقدیر |
| ششم         | ادبیات            | ادبیات زبان‌های دیگر                           | دختر پرتقال | یاستین گوردر | مهرداد بازیاری |                                                      | تهران هرمس                                                                                 | شایسته تقدیر |
| ششم         | کودک و نوجوان     | شعر                                           | مجموعهٔ قصه‌های بچه جون (من اومدم به دنیا و می‌خوام یه دکتر بشم)                                                   | بنفشهٔ رسولیان بروجنی | |                                                      | اصفهان: نوشته، کتاب‌های خورشیدخانم                                                          | شایسته تقدیر |
| ششم         | کودک و نوجوان     | شعر                                           | نوآوری این است: منظومه‌ای دربارهٔ نوآوری و شکوفایی                                                                | یحیی علوی فرد | |                                                      | تهران: مؤسسهٔ آیندهٔ روشن                                                                    | شایسته تقدیر |
| ششم         | کودک و نوجوان     | داستان ترجمه                                  | مجموعهٔ خفاش کوچولو (بال نقره‌ای، بال آفتابی، بال آتشین)                                                          | کِنِت اپل | ملیحه محمدی |                                                      | تهران: پژواک کیوان                                                                         | شایسته تقدیر |
| ششم         | کودک و نوجوان     | دین                                           | سفر به خیر محسن و ۱+۶                                                                                           | محمدتقی اختیاری | |                                                      | تهران: روشنای مهر                                                                          | شایسته تقدیر |
| ششم         | کودک و نوجوان     | دین                                           | بهترینِ پرهیزگاران: زندگینامهٔ امام سجاد (ع)                                                                      | محمد ناصری | |                                                      | تهران: مدرسه                                                                               | شایسته تقدیر |
| ششم         | کودک و نوجوان     | علوم و فنون                                   | کاوش در فضا | | |                                                      | انتشارات صادق‌نیا                                                                           | شایسته تقدیر |
| ششم         | کودک و نوجوان     | علوم و فنون                                   | ثروت‌های طبیعی زمین                                                                                              | یان گراهام | مجید عمیق |                                                      | تهران: افق                                                                                 | شایسته تقدیر |
| هفتم        | دین               | علوم قرآنی                                    | التفسیر الاثری الجامع                                                                                           | محمدهادی معرفت | |                                                      | قم: مؤسسهٔ التمهید                                                                          | برگزیده      |
| هفتم        | دین               | کلام                                          | خط امان | محمد امامی کاشانی | |                                                      | تهران: دفتر نشر فرهنگ اسلامی                                                               | برگزیده      |
| هفتم        | دین               | اخلاق                                         | آرای دانشمندان مسلمان در تعلیم و تربیت و مبانی آن (ج ۵)                                                         | محمد بهشتی | |                                                      | قم: پژوهشگاه حوزه و دانشگاه و تهران: سازمان سمت                                            | برگزیده      |
| هفتم        | فلسفه             | فلسفهٔ اسلامی                                  | رسالهٔ فی «اتحاد العاقل و المعقول»                                                                               | صدرالدین محمد شیرازی | | بیوک علیزاده                                         | انتشارات بنیاد حکمت اسلامی صدرا                                                            | برگزیده      |
| هفتم        | زبان              |                                               | فرهنگ ادبیات فارسی                                                                                              | محمد شریفی | |                                                      | تهران: فرهنگ نشر نو و انتشارات معین                                                        | برگزیده      |
| هفتم        | علوم خالص         | فیزیک                                         | دانشنامهٔ فیزیک                                                                                                  | | |                                                      | دانشگاه تحصیلات علوم پایه؛ تهران: بنیاد دانشنامه‌نگاری ایران                                | برگزیده      |
| هفتم        | علوم خالص         | زیست‌شناسی                                     | راهنمای پرندگان ایران                                                                                           | جمشید منصوری | |                                                      | تهران: کتاب فرزانه                                                                         | برگزیده      |
| هفتم        | علوم کاربردی      | مهندسی صنایع                                  | سناریونگاری یا برنامه‌ریزی بر پایهٔ سناریوها                                                                      | عزیز علیزاده، وحید وحیدی مطلق، امیر ناظمی                                                                                   | |                                                      | تهران: مؤسسهٔ مطالعات بین‌المللی انرژی                                                       | برگزیده      |
| هفتم        | علوم کاربردی      | مهندسی مواد و معدن                            | کامپوزیت‌های زمینهٔ فلزی                                                                                          | نیخیلش چاولا و کریشان چاولا                                                                                                 | محمود مرآتیان و میثم جلالی                                                                                         |                                                      | اصفهان: مرکز انتشارات جهاد دانشگاهی                                                        | برگزیده      |
| هفتم        | علوم کاربردی      | کامپیوتر                                      | اصول سیستم‌های کامپیوتری                                                                                         | آندرواس تننباوم | مهران گرمه‌ای، غلامحسین رستمی و رضا اکبرزاده                                                                        |                                                      | تهران: نیکتاب                                                                              | برگزیده      |
| هفتم        | علوم کاربردی      | مهندسی کشاورزی                                | اصلاح مراتع | حسین آذرنیوند و محمدعلی زارع چاهوکی                                                                                         | |                                                      | تهران: انتشارات دانشگاه تهران                                                              | برگزیده      |
| هفتم        | هنر               | هنرهای نمایشی                                 | دریچه‌ای به تئاتر کودک در ایران                                                                                  | داود کیانیان | |                                                      | تهران: انتشارات نمایش                                                                      | برگزیده      |
| هفتم        | هنر               | معماری                                        | بادگیر شاهکار مهندسی ایران                                                                                      | مهدی بهادری‌نژاد و علیرضا دهقانی                                                                                             | |                                                      | تهران: یزدا                                                                                | برگزیده      |
| هفتم        | ادبیات            | نثر معاصر                                     | آوای نهنگ | احمد بیگدلی | |                                                      | تهران: نشر چشمه                                                                            | برگزیده      |
| هفتم        | ادبیات            | شعر معاصر                                     | بگذارید به تصویر خودم خوش باشم                                                                                  | عباس احمدی | |                                                      | سمنان: آبرخ                                                                                | برگزیده      |
| هفتم        | ادبیات            | تاریخ و نقد ادبی                              | اعلام جغرافیایی در متون ادب فارسی تا پایان قرن هشتم                                                             | کاظم دزفولیان | |                                                      | انتشارات دانشگاه شهید بهشتی                                                                | برگزیده      |
| هفتم        | ادبیات            | ادبیات عرب                                    | ابن علویهٔ الکاتب: دراسهٔ فی سیرته و تراثه                                                                        | حیدر محلاتی | |                                                      | قم: المکتبهٔ الادبیهٔ المختصه                                                                | برگزیده      |
| هفتم        | تاریخ             |                                               | ظفرنامه | شرف‌الدین علی یزدی | | سیدسعید میرمحمدصادق و عبدالحسین نوایی                | تهران: کتابخانه، موزه و مرکز اسناد مجلس شورای اسلامی                                       | برگزیده      |
| هفتم        | کودک و نوجوان     | داستان ایرانی                                 | طعم تلخ خرما | مهناز فتاحی | |                                                      | تهران: پالیزان                                                                             | برگزیده      |
| هفتم        | کودک و نوجوان     | داستان ایرانی                                 | گرگ‌ها از برف نمی‌ترسند                                                                                           | محمدرضا بایرامی | |                                                      | تهران: قدیانی، کتاب‌های بنفشه                                                               | برگزیده      |
| هفتم        | کودک و نوجوان     | داستان ترجمه                                  | نگهبان قوچ‌های وحشی                                                                                              | نیکلاس کلاشینکف | مجید عمیق |                                                      | قم: نشر نسیم اندیشه                                                                        | برگزیده      |
| هفتم        | کلیات             | نسخ خطی                                       | مصحف روشن: معرفی برخی از نسخه‌های خطی قرآن در موزه‌های شیراز                                                      | مهدی صحراگرد | |                                                      | تهران: فرهنگستان هنر                                                                       | شایسته تقدیر |
| هفتم        | کلیات             | کتابداری و اطلاع‌رسانی                         | تحلیل استنادی در ارزیابی پژوهش                                                                                  | هنک موئد | عباس میرزایی و حیدر مختاری                                                                                         |                                                      | تهران: چاپار                                                                               | شایسته تقدیر |
| هفتم        | روان‌شناسی         | روان‌شناسی                                     | شناخت رفتار درمانگری سالمندان                                                                                   | گروه مؤلفان | سیدموسی کافی و علی احمدی ازغندی                                                                                    |                                                      | تهران: سمت                                                                                 | شایسته تقدیر |
| هفتم        | دین               | کلیات                                         | نیایش‌نامه | سیدرضا باقریان موحد، احمد عزتیپرور، علی باقریفر، محمد اسفندیاری، رضا بابایی                                                 | |                                                      | تهران: مؤسسهٔ فرهنگی دین‌پژوهی بشرا                                                          | شایسته تقدیر |
| هفتم        | دین               | علوم قرآنی                                    | ادبیات قرآن | مستنصر میر | محمدحسن محمدی مظفر                                                                                                 |                                                      | قم: انتشارات دانشگاه ادیان و مذاهب                                                         | شایسته تقدیر |
| هفتم        | دین               | علوم قرآنی                                    | تراث الشیعهٔ القرآنی                                                                                             | | |                                                      | قم: مکتبهٔ علوم القرآن المختصه                                                              | شایسته تقدیر |
| هفتم        | دین               | حدیث                                          | نهج الذکر | محمد محمدی ری‌شهری با همکاری رسول افقی، حمیدرضا شیخی                                                                         | |                                                      | قم: دار الحدیث                                                                             | شایسته تقدیر |
| هفتم        | دین               | حدیث                                          | الخصال | شیخ صدوق | علی پیروی و طلعت پیروی                                                                                             |                                                      | قم: انتشارات انصاریان                                                                      | شایسته تقدیر |
| هفتم        | دین               | سیره                                          | مکاتیب الائمه                                                                                                   | علی احمدی میانجی | |                                                      | قم: دار الحدیث                                                                             | شایسته تقدیر |
| هفتم        | دین               | کلام                                          | بازتاب‌های کلام اسلامی در فلسفهٔ یهودی                                                                            | هری اوسترین ولفسن | علی شهبازی |                                                      | مرکز مطالعات و تحقیقات ادیان و مذاهب                                                       | شایسته تقدیر |
| هفتم        | دین               | اخلاق                                         | تربیت توحیدی و نقش آن در پی‌ریزی شخصیت اسلامی                                                                    | شیخ حسین معن | احمد ناظم |                                                      | قم: پژوهشگاه علوم و فرهنگ اسلامی                                                           | شایسته تقدیر |
| هفتم        | دین               | فقه و اصول                                    | موسوعهٔ احکام المرتد فی الشریعهٔ الاسلامیه                                                                        | حسین علیان امینی و عبدالرسول هادیان                                                                                         | |                                                      | قم: پژوهشگاه علوم و فرهنگ اسلامی                                                           | شایسته تقدیر |
| هفتم        | دین               | عرفان                                         | غیاث‌الدین منصور دشتکی و فلسفهٔ عرفان: منازل السائرین و مقامات العارفین                                           | | قاسم کاکایی | قاسم کاکایی                                          | فرهنگستان هنر                                                                              | شایسته تقدیر |
| هفتم        | علوم اجتماعی      | علوم سیاسی                                    | کتاب راهنمای در باب حکومت لاک                                                                                   | لوید توماس | عباس اسکوییان |                                                      | تهران: مؤسسهٔ انتشارات حکمت                                                                 | شایسته تقدیر |
| هفتم        | علوم اجتماعی      | اقتصاد                                        | نظریهٔ اقتصاد خرد                                                                                                | گریگوری منکیو | حمیدرضا ارباب |                                                      | تهران: نشر نی                                                                              | شایسته تقدیر |
| هفتم        | علوم اجتماعی      | حقوق                                          | اهداف و مبانی مجازات در دو رویکرد حقوق جزا و آموزه‌های دینی                                                      | حسن ابراهیم‌پور لیالستانی | |                                                      | قم: بوستان کتاب                                                                            | شایسته تقدیر |
| هفتم        | علوم اجتماعی      | حقوق                                          | تکوین حقوق بشر در عصر جهانی‌شدن                                                                                  | گروه مؤلفان | |                                                      | تهران: پژوهشکدهٔ مطالعات فرهنگی و اجتماعی                                                   | شایسته تقدیر |
| هفتم        | علوم اجتماعی      | مدیریت                                        | مبانی دانش ادارهٔ دولت و حکومت: مبانی مدیریت دولتی                                                               | علی اصغر پورعزت | |                                                      | تهران: سمت                                                                                 | شایسته تقدیر |
| هفتم        | علوم خالص         | زمین‌شناسی                                     | زمین‌شناسی ساختاری                                                                                               | حسین معماریان | |                                                      | تهران: انتشارات دانشگاه تهران                                                              | شایسته تقدیر |
| هفتم        | علوم کاربردی      | پزشکی                                         | تاریخچهٔ تکوین روان‌پزشکی نوین در ایران                                                                           | هاراطون داویدیان | |                                                      | تهران: ارجمند                                                                              | شایسته تقدیر |
| هفتم        | علوم کاربردی      | مهندسی برق                                    | خواص الکتریکی، مغناطیسی و نوری مواد                                                                             | محمدابراهیم ابراهیمی | |                                                      | تهران: دانش‌پویان جوان                                                                      | شایسته تقدیر |
| هفتم        | علوم کاربردی      | مواد و معدن                                   | مقدمه‌ای بر فلزات و آلیاژهای هوایی                                                                               | کریم زنگنه‌مدار و الناز فیضی                                                                                                 | |                                                      | تهران: دانشگاه صنعتی مالک اشتر                                                             | شایسته تقدیر |
| هفتم        | علوم کاربردی      | مهندسی کشاورزی                                | کنترل بیولوژیک آفات                                                                                             | گروه مؤلفان | محمدرضا دماوندیان                                                                                                  |                                                      | ساری: انتشارات دانشگاه مازندران                                                            | شایسته تقدیر |
| هفتم        | علوم کاربردی      | مهندسی صنایع                                  | مدیریت عملیات                                                                                                   | روبرتا اس. راسل و برنارد دبلیو. تیلور                                                                                       | جواد فیض‌آبادی، محمدرضا اخوان و شیرانا محلوجی                                                                       |                                                      | مؤسسهٔ کتاب مهربان نشر                                                                      | شایسته تقدیر |
| هفتم        | علوم کاربردی      | مهندسی مکانیک                                 | فن‌ها و کمپرسورهای جریان‌محوری                                                                                    | ا.ب. مکنزی | محمد شهرخ‌خانی |                                                      | تهران: یزدا                                                                                | شایسته تقدیر |
| هفتم        | هنر               | هنرهای نمایشی                                 | نظریه و تحلیل درام                                                                                              | مانفرد فیستر | مهدی نصرا… زاده |                                                      | تهران: مینوی خرد                                                                           | شایسته تقدیر |
| هفتم        | هنر               | معماری                                        | معماری ایلخانی در نطنز: مجموعهٔ مزار شیخ عبدالصمد                                                                | | ولی‌ا… کاووسی |                                                      | تهران: انتشارات فرهنگستان هنر                                                              | شایسته تقدیر |
| هفتم        | هنر               | موسیقی                                        | مقدمه‌ای بر موسیقی‌شناسی قومی                                                                                     | محسن حجاریان | |                                                      | تهران: کتاب‌سرای نیک                                                                        | شایسته تقدیر |
| هفتم        | تاریخ و جغرافیا   | تاریخ                                         | اروپا از دوران ناپلئون                                                                                          | دیوید تامسن | خشایار دیهیمی و احمد علیقیان                                                                                       |                                                      | تهران: نشر نی                                                                              | شایسته تقدیر |
| هفتم        | تاریخ و جغرافیا   | جغرافیا                                       | رودخانه‌ها و دشت‌های سیلابی: دینامیک و فرایندها                                                                   | جان اس. بریج | محمدحسین رضائی مقدم و مهدی ثقفی                                                                                    |                                                      | تهران: سمت                                                                                 | شایسته تقدیر |
| هشتم        | کلیات             | کتابداری                                      | رده‌بندی کتابخانه کنگره: نظریه، توسعه و کاربرد                                                                   | دکتر زهیر حیاتی، طاهره جوکار و نیلوفر برهمند                                                                                | |                                                      | تهران: کتابدار                                                                             | برگزیده      |
| هشتم        | دین               | حدیث                                          | موسوعه کتاب الله و اهل البیت فی حدیث الثقلین                                                                    | گروه تحقیق در مسئلة امامت                                                                                                   | |                                                      | قم: مدرسة امام باقر العلوم (ع)                                                             | برگزیده      |
| هشتم        | دین               | کلام                                          | اعتقادات شیخ بهایی                                                                                              | جویا جهانبخش | |                                                      | تهران: اساطیر                                                                              | برگزیده      |
| هشتم        | علوم اجتماعی      | علوم اجتماعی                                  | مبانی رویکرد اجتماعی به حقوق: جستاری در نظریه‌های جامعه‌شناختی حقوق و بنیادهای حقوق ایران                         | | عبدالرضا علیزاده                                                                                                   |                                                      | قم: پژوهشگاه حوزه و دانشگاه؛ تهران: سمت                                                    | برگزیده      |
| هشتم        | علوم اجتماعی      | اقتصاد                                        | فلسفة اقتصاد در پرتو جهان‌بینی قرآن کریم                                                                         | علی اصغر هادوی‌نیا | |                                                      | تهران: پژوهشگاه فرهنگ و اندیشة اسلامی                                                      | برگزیده      |
| هشتم        | علوم اجتماعی      | آموزش و پرورش                                 | درآمدی بر فلسفة تعلیم و تربیت جمهوری اسلامی ایران: اهداف و مبانی و اصول                                         | خسرو باقری | |                                                      | تهران: شرکت انتشارات علمی و فرهنگی                                                         | برگزیده      |
| هشتم        | علوم اجتماعی      | حقوق                                          | حمایت از ابداعات دارویی و الحاق به سازمان تجارت جهانی                                                           | محسن صادقی | |                                                      | تهران: میزان                                                                               | برگزیده      |
| هشتم        | علوم اجتماعی      | حقوق                                          | دادرسی عادلانه: محاکمات کیفری بین‌المللی                                                                         | مصطفی فضائلی | |                                                      | تهران: مؤسسة مطالعات و پژوهشهای حقوقی شهر دانش                                             | برگزیده      |
| هشتم        | علوم اجتماعی      | حقوق                                          | اعتبارات اسنادی در حقوق تجارت بین‌الملل                                                                          | رینهارد لنگریچ | سعید حسنی |                                                      | تهران: نشر میزان                                                                           | برگزیده      |
| هشتم        | علوم اجتماعی      | حقوق                                          | حقوق بین‌الملل در قرن بیست‌ویکم                                                                                   | کریستوفر سی جوینر | عباس کدخدایی و امیرساعد وکیل                                                                                       |                                                      | تهران: نشر میزان                                                                           | برگزیده      |
| هشتم        | علوم اجتماعی      | علوم نظامی                                    | نیمة پنهان یازده سپتامبر                                                                                        | اریک لوران | علی سجادی انصاری و هدی سجادی انصاری                                                                                |                                                      | تهران: مرکز آموزشی و پژوهشی شهید سپهبد صیاد شیرازی                                         | برگزیده      |
| هشتم        | زبان              | زبان‌های باستانی                               | گل‌نبشته‌های باروی تخت جمشید                                                                                      | عبدالمجید ارفعی | |                                                      | تهران: مرکز دائره‌المعارف بزرگ اسلامی،                                                      | برگزیده      |
| هشتم        | علوم کاربردی      | مهندسی کشاورزی                                | زراعت نوین | گروه نویسندگان | |                                                      | انتشارات جهاد دانشگاهی                                                                     | برگزیده      |
| هشتم        | علوم کاربردی      | علوم دامی                                     | مدیریت پیشگیری از بیماری‌های طیور                                                                                | اوستا صدرزاده | |                                                      | گرمسار: دانشگاه آزاد اسلامی                                                                | برگزیده      |
| هشتم        | علوم کاربردی      | مهندسی مواد و معدن                            | متالورژی جوشکاری و جوش‌پذیری فولادهای زنگ‌نزن                                                                     | جان لیپولد و دامیان کوتکی                                                                                                   | مرتضی شمعانیان و محمد رحمتی                                                                                        |                                                      | اصفهان: جهاد دانشگاهی واحد صنعتی اصفهان                                                    | برگزیده      |
| هشتم        | هنر               | معماری                                        | تکنولوژی مرمت معماری                                                                                            | محمدمنصور فلامکی | |                                                      | تهران: نشر فضا                                                                             | برگزیده      |
| هشتم        | هنر               | معماری                                        | تاریخ حفاظت معماری                                                                                              | یوکا یوکیلهتو | محمدحسن طالبیان و خشایار بهاری                                                                                     |                                                      | تهران: روزنه                                                                               | برگزیده      |
| هشتم        | هنر               | معماری                                        | ساختمان‌ها چگونه عمل می‌کنند                                                                                      | ادوارد آلن | محمود گلابچی و کتایون تقی‌زاده                                                                                      |                                                      | تهران: مؤسسة انتشارات دانشگاه تهران                                                        | برگزیده      |
| هشتم        | هنر               | شهرسازی                                       | درآمدی بر نظریه‌های برنامه‌ریزی                                                                                   | زهره عبدی دانشپور | |                                                      | تهران: انتشارات دانشگاه شهید بهشتی                                                         | برگزیده      |
| هشتم        | هنر               | شهرسازی                                       | فضاهای عمومی و خصوصی شهر                                                                                        | علی مدنی‌پور | فرشاد نوریان |                                                      | تهران: انتشارات شرکت پردازش و برنامه‌ریزی شهری                                              | برگزیده      |
| هشتم        | هنر               | شهرسازی                                       | زبان الگو: شهرها                                                                                                | کریستوفر الکساندر | رضا کربلایی نوری                                                                                                   |                                                      | تهران: مرکز مطالعاتی و تحقیقاتی شهرسازی و معماری                                           | برگزیده      |
| هشتم        | ادبیات            | شعر معاصر                                     | سنگچین | سعید بیابانکی | |                                                      | تهران: نشر علم                                                                             | برگزیده      |
| هشتم        | ادبیات            | ادبیات عرب                                    | الحکمه بین المتنبی و سعدی: دراسه مقارنه                                                                         | صادق عسکری | |                                                      | سمنان: انتشارات دانشگاه سمنان                                                              | برگزیده      |
| هشتم        | تاریخ و جغرافیا   | تاریخ                                         | شهریاری ایلام                                                                                                   | والتر هینتس | پرویز رجبی |                                                      | تهران: نشر ماهی                                                                            | برگزیده      |
| هشتم        | تاریخ و جغرافیا   | تاریخ                                         | الیمینی فی اخبار دوله الملک یمین الدوله                                                                         | محمدبن عبدالجبار العتبی | |                                                      | تهران: مؤسسة پژوهشی میراث مکتوب                                                            | برگزیده      |
| هشتم        | تاریخ و جغرافیا   | جغرافیا                                       | هیدرولوژی | مجید زاهدی و مریم بیاتی خطیبی                                                                                               | |                                                      | تهران: سمت                                                                                 | برگزیده      |
| هشتم        | کودک و نوجوان     | شعر                                           | با دعای باران                                                                                                   | غلامرضا بکتاش | |                                                      | تهران: مدرسه                                                                               | برگزیده      |
| هشتم        | کودک و نوجوان     | شعر                                           | سفیدسیاه راه‌راه                                                                                                 | شکوه قاسم‌نیا | |                                                      | تهران: کتاب‌های ارغوانی                                                                     | برگزیده      |
| هشتم        | کودک و نوجوان     | کلیات                                         | تمدن ایران در دورة صفویه                                                                                        | جمشید نوروزی | |                                                      | جمشید نوروزی                                                                               | برگزیده      |
| هشتم        | کودک و نوجوان     | علوم و فنون                                   | دانشنامة فشردة بدن انسان                                                                                        | دیوید برنی | مجید رضائی‌راد، محمدرضا سیداحمدیان و علی محمدی                                                                      |                                                      | تهران: مدرسه                                                                               | برگزیده      |
| هشتم        | فلسفه             | فلسفة اسلامی                                  | قواعد عقلی در قلمرو روایات                                                                                      | جواد خرمیان | |                                                      | تهران: دفتر پژوهش و نشر سهروردی                                                            | شایسته تقدیر |
| هشتم        | فلسفه             | فلسفه غرب                                     | بی‌دلیلی باور | مینو حجت | |                                                      | تهران: هرمس                                                                                | شایسته تقدیر |
| هشتم        | فلسفه             | روان‌شناسی                                     | فنون شناخت درمانی: راهنمایی برای روان درمانگران                                                                 | رابرت لیهی | لادن فتی، شیما شکیبا، شهرزاد طهماسبی مرادی، حسین ناصری و کاوه ضیایی                                                |                                                      | ، تهران: نشر دانژه                                                                         | شایسته تقدیر |
| هشتم        | دین               | علوم قرآنی                                    | جلوه‌هایی از هنر تصویرآفرینی در قرآن                                                                             | حمید محمدقاسمی | |                                                      | تهران: انتشارات علمی و فرهنگی                                                              | شایسته تقدیر |
| هشتم        | دین               | علوم قرآنی                                    | درآمدی بر اجتهاد از منظر قرآن                                                                                   | محمدصادق یوسفی مقدم | |                                                      | قم: مؤسسة بوستان کتاب                                                                      | شایسته تقدیر |
| هشتم        | دین               | علوم قرآنی                                    | معجم الشواهد: شرح شواهد مجمع البیان شیخ طبرسی                                                                   | سیدعطاءالله افتخاری | |                                                      | یاسوج: دانشگاه آزاد اسلامی                                                                 | شایسته تقدیر |
| هشتم        | دین               | سیره                                          | مقتل الحسین (ع) فی منابع اهل السنه                                                                              | محمدعلی حیدری | |                                                      | قم: سنابل                                                                                  | شایسته تقدیر |
| هشتم        | دین               | فقه و اصول                                    | آیات الاحکام فی جواهر الکلام                                                                                    | محمدحسن النجفی | |                                                      | قم: مؤسسة احسن الحدیث                                                                      | شایسته تقدیر |
| هشتم        | دین               | فقه و اصول                                    | بدایع البحوث فی علم الاصول                                                                                      | علی اکبر سیفی مازندرانی | |                                                      | قم: دفتر انتشارات اسلامی                                                                   | شایسته تقدیر |
| هشتم        | دین               | کلام                                          | از شک تا یقین                                                                                                   | علی موحدیان عطار | |                                                      | قم: انتشارات دانشگاه ادیان و مذاهب                                                         | شایسته تقدیر |
| هشتم        | دین               | اخلاق                                         | تهذیب نفس و سیر و سلوک از دیدگاه امام خمینی (ره)                                                                | | |                                                      | تهران: چاپ و نشر عروج                                                                      | شایسته تقدیر |
| هشتم        | دین               | اخلاق                                         | آرای اخلاقی علامه طباطبائی                                                                                      | رضا رمضانی | |                                                      | تهران: پژوهشگاه فرهنگ و اندیشة اسلامی                                                      | شایسته تقدیر |
| هشتم        | دین               | اسلام                                         | نواندیشی دینی و مسئلة زن                                                                                        | مهدی مهریزی | |                                                      | قم: صحیفة خرد                                                                              | شایسته تقدیر |
| هشتم        | دین               | اسلام                                         | فرهنگ اصطلاحات وقف                                                                                              | عبیدالله عتقیقی | عباس اسماعیلی‌زاده                                                                                                  |                                                      | مشهد: بنیاد پژوهش‌های اسلامی آستان قدس رضوی                                                 | شایسته تقدیر |
| هشتم        | علوم اجتماعی      | آموزش و پرورش                                 | روش‌شناسی مطالعات برنامة درسی                                                                                    | ادموند سی. شورت | محمود مهرمحمدی و همکاران                                                                                           |                                                      | تهران: سمت؛ پژوهشگاه مطالعات آموزش و پرورش                                                 | شایسته تقدیر |
| هشتم        | علوم اجتماعی      | آموزش و پرورش                                 | روش‌شناسی تحقیق در تعلیم و تربیت؛ رویکردی اسلامی                                                                 | عبدالرحمان عبدالرحمان‌نقیب                                                                                                   | بهروز رفیعی |                                                      | قم: پژوهشگاه حوزه و دانشگاه                                                                | شایسته تقدیر |
| هشتم        | علوم اجتماعی      | علوم سیاسی                                    | جدال قدیم و جدید از نوزایش تا انقلاب فرانسه: تاریخ اندیشه سیاسی جدید در اروپا                                   | سیدجواد طباطبائی | |                                                      | تهران: نشر ثالث                                                                            | شایسته تقدیر |
| هشتم        | علوم اجتماعی      | علوم نظامی                                    | امنیت و دمکراسی در کنگو دمکراتیک: بررسی نقش نهادهای نظامی در برقراری صلح                                        | سیروس احمدی نوحدانی | |                                                      | تهران: صنم                                                                                 | شایسته تقدیر |
| هشتم        | زبان              | زبان‌شناسی                                     | ترکیب در شاهنامة فردوسی                                                                                         | محمود طاووسی و عبدالرسول صادق‌پور و یاسین راشدی                                                                              | |                                                      | شیراز: نوید                                                                                | شایسته تقدیر |
| هشتم        | علوم کاربردی      | پزشکی                                         | بیماری‌های کلیه در کودکان                                                                                        | علی احمدزاده | |                                                      | تهران: تیمورزاده: طبیب                                                                     | شایسته تقدیر |
| هشتم        | علوم کاربردی      | دامپزشکی                                      | اسب و آنچه من می‌دانم                                                                                            | مسعود خلیلی | |                                                      | تهران: ذره                                                                                 | شایسته تقدیر |
| هشتم        | علوم کاربردی      | مهندسی عمران                                  | ژئوتکنیک دریایی                                                                                                 | هری پولوس | محمدعلی روشن‌ضمیر                                                                                                   |                                                      | اصفهان: جهاد دانشگاهی واحد صنعتی اصفهان                                                    | شایسته تقدیر |
| هشتم        | علوم کاربردی      | مهندسی برق                                    | محرکه‌های الکتریکی                                                                                               | آیون بولده و اس.ای. نسر | |                                                      | تهران: انتشارات دانشگاه صنعتی امیرکبیر                                                     | شایسته تقدیر |
| هشتم        | علوم کاربردی      | مهندسی صنایع                                  | مدیریت عملکرد در صنعت ساخت                                                                                      | رسول شفائی و پرویز سرمدی خضرلو                                                                                              | |                                                      | تهران: نصیر                                                                                | شایسته تقدیر |
| هشتم        | علوم کاربردی      | مهندسی صنایع                                  | مدیریت تغییرات پروژه                                                                                            | جیمز هرینگتون و دیگران | مدیا شکیبا، سارا یارمحمدی و سارا رضایی وصال                                                                        |                                                      | تهران: شرکت ملی صنایع پتروشیمی                                                             | شایسته تقدیر |
| هشتم        | علوم کاربردی      | مهندسی شیمی                                   | مقدمه‌ای بر نانوفناوری                                                                                           | چارلز پول و فرانک اونسز | نیما تقوی‌نیا |                                                      | تهران: دانشگاه صنعتی شریف                                                                  | شایسته تقدیر |
| هشتم        | هنر               | هنرهای نمایشی                                 | راهنمای نگارش فیلم‌نامة سینمایی انیمیشن                                                                          | ماریلین وبر | شقایق قندهاری |                                                      | تهران: کانون پرورش فکری کودکان و نوجوانان                                                  | شایسته تقدیر |
| هشتم        | هنر               | موسیقی                                        | برگ‌هایی از داستان موسیقی ایرانی                                                                                 | حسن‌رضا رفیعی | |                                                      | تهران: سورة مهر                                                                            | شایسته تقدیر |
| هشتم        | هنر               | تربیت بدنی                                    | فعالیت ورزشی استقامتی و بافت چربی                                                                               | | محمد فرامرزی |                                                      | تهران: تکویر                                                                               | شایسته تقدیر |
| هشتم        | ادبیات            | نثر معاصر                                     | هجوم آفتاب | قباد آذرآیین | |                                                      | تهران: هیلا                                                                                | شایسته تقدیر |
| هشتم        | ادبیات            | تاریخ و نقد ادبی                              | زندگی و مرگ مؤلف                                                                                                | محمدمهدی لبیبی | |                                                      | تهران: نشر افکار                                                                           | شایسته تقدیر |
| هشتم        | کودک و نوجوان     | داستان ایرانی                                 | اعترافات غلامان                                                                                                 | حمیدرضا شاه‌آبادی | |                                                      | تهران: کانون پرورش فکری کودکان و نوجوانان                                                  | شایسته تقدیر |
| هشتم        | کودک و نوجوان     | داستان خارجی                                  | پرواز و چند داستان دیگر                                                                                         | امی اهرلیچ | علی خزاعی‌فر و مینا روان‌سالار                                                                                       |                                                      | تهران: چشمه؛ کتاب باران                                                                    | شایسته تقدیر |
| هشتم        | کودک و نوجوان     | دین                                           | او همنشین فرشته‌ها بود                                                                                           | سعید روح‌افزا | |                                                      | تهران: کانون پرورش فکری کودکان و نوجوانان                                                  | شایسته تقدیر |
| هشتم        | کودک و نوجوان     | علوم و فنون                                   | از عصر صابون تا عصر دانایی                                                                                      | علی رؤوف | |                                                      | تهران: مؤسسة فرهنگی منادی تربیت                                                            | شایسته تقدیر |
| نهم         | فلسفه             | فلسفة اسلامی                                  | نفس و قوای آن از دیدگاه ارسطو، ابن‌سینا و صدرالدین شیرازی                                                        | اسحاق طاهری | |                                                      | قم: بوستان کتاب                                                                            | برگزیده      |
| نهم         | فلسفه             | فلسفة غرب                                     | آثار علوی | ارسطو | اسماعیل سعادت |                                                      | تهران: هرمس                                                                                | برگزیده      |
| نهم         | دین               | حدیث                                          | نزهه الابصار و محاسن الآثار                                                                                     | ابی‌الحسن علی بن مهدی طبری مامطیری                                                                                           | |                                                      | تهران: مجمع جهانی تقریب مذاهب اسلامی                                                       | برگزیده      |
| نهم         | دین               | کلام                                          | هشام بن حکم | علیرضا اسعدی | |                                                      | قم: پژوهشگاه علوم و فرهنگ اسلامی                                                           | برگزیده      |
| نهم         | دین               | کلام                                          | زمان و سرمدیت                                                                                                   | والتر ترنس استیس | احمدرضا جلیلی |                                                      | تهران: انتشارات دانشگاه ادیان و مذاهب                                                      | برگزیده      |
| نهم         | دین               | اخلاق                                         | اخلاق در نگاه مولانا: چیستی و هستی                                                                              | مهناز قانعی خوزانی | |                                                      | تهران: نشر نگاه معاصر                                                                      | برگزیده      |
| نهم         | زبان              | زبان‌شناسی                                     | مکاتب زبان‌شناسی نوین در غرب                                                                                     | پیتر آ.ام. سورن | علی‌محمد حق‌شناس |                                                      | تهران: سمت                                                                                 | برگزیده      |
| نهم         | زبان              | زبان‌های باستانی                               | فرهنگ توصیفی گونه‌های زبانی ایران                                                                                | ایران کلباسی | |                                                      | تهران: پژوهشگاه علوم انسانی و مطالعات فرهنگی                                               | برگزیده      |
| نهم         | علوم خاص          | فیزیک                                         | فیزیک مفهومی | پل جی. هیوئیت | منیژه رهبر |                                                      | تهران: فاطمی                                                                               | برگزیده      |
| نهم         | ادبیات            | شعر                                           | باید نوشت نام تو را با پرنده‌ها                                                                                  | قربان ولیئی | |                                                      | تهران: کتاب نیستان                                                                         | برگزیده      |
| نهم         | ادبیات            | شعر                                           | آن‌ها | فاضل نظری | |                                                      | تهران: سورة مهر                                                                            | برگزیده      |
| نهم         | تاریخ و جغرافیا   | تاریخ                                         | تراژدی مردم: انقلاب روسیه ۱۸۹۱ ۱۹۲۴                                                                             | اورلاندو فایجس | احد علیقلیان |                                                      | تهران: نشر نی                                                                              | برگزیده      |
| نهم         | تاریخ و جغرافیا   | جغرافیا                                       | مبانی علوم و سیستم‌های اطلاعات جغرافیایی                                                                         | عباس علی‌محمدی | |                                                      | تهران: سمت                                                                                 | برگزیده      |
| نهم         | کودک و نوجوان     | داستان ایرانی                                 | گنجشک اشی مشی                                                                                                   | ناصر یوسفی | |                                                      | تهران: پیدایش                                                                              | برگزیده      |
| نهم         | کودک و نوجوان     | داستان ایرانی                                 | سورنا و جلیقة آتش                                                                                               | مسلم ناصری | |                                                      | تهران: افق                                                                                 | برگزیده      |
| نهم         | کودک و نوجوان     | کلیات                                         | فرهنگ‌نامة حیات وحش ایران: مهره‌داران                                                                             | مهرگان ابراهیمی، فاطمه حسینی زواریی، مهدی رجبی‌زاده، هانیه غفاری، ملیکا قلیچ‌پور، اصغر مبارکی، امید مظفری و باقر نظامی        | |                                                      | تهران: نشر طلایی                                                                           | برگزیده      |
| نهم         | کودک و نوجوان     | علوم و فنون                                   | شگفتی‌های بدن: سفری شگفت‌انگیز به ساختمان بدن انسان                                                               | ریچارد والکر | سیدحسین ترابی، سیدحسین ساداتی و لادن خانلری                                                                        |                                                      | تهران: پیام آزادی                                                                          | برگزیده      |
| نهم         | کلیات             | کتابداری                                      | فهرستنویسی و سازماندهی منابع دیجیتالی: راهنمای کتابداران                                                        | آن ام. میچل و برایان ای. سرت                                                                                                | زهیر حیاتی و علی اکبر خاصه                                                                                         |                                                      | تهران: کتابدار                                                                             | شایسته تقدیر |
| نهم         | فلسفه و روان‌شناسی | فلسفة اسلامی                                  | دیدگاه فخرالدین رازی و اکوئیناس در باب قدم عالم                                                                 | معمر اسکندر اوغلو | عذرا لوعلیان |                                                      | ، تهران: کتابخانه، موزه و مرکز اسناد مجلس شورای اسلامی                                     | شایسته تقدیر |
| نهم         | فلسفه و روان‌شناسی | فلسفة غرب                                     | فلسفة بوناونتورا؛ سلوک عشق                                                                                      | اکبر حبیب‌اللهی | |                                                      | تهران: حکمت                                                                                | شایسته تقدیر |
| نهم         | فلسفه و روان‌شناسی | روان‌شناسی                                     | روان‌شناسی خانوادة موفق                                                                                          | فیلیپ مک گراو | محمدمهدی شریعت‌باقری                                                                                                |                                                      | تهران: نشر دانژه                                                                           | شایسته تقدیر |
| نهم         | دین               | اسلام                                         | نامة شیراز: تحلیلی علمی دربارة زندگانی امامزادگان شیراز                                                         | جلیل عرفان‌منش | |                                                      | شیراز: انتشارات شاهچراغ                                                                    | شایسته تقدیر |
| نهم         | دین               | علوم قرآنی                                    | درسنامة ترجمه: اصول، مبانی و فرایند ترجمة قرآن کریم                                                             | سیدمحمدحسن جواهری | |                                                      | قم: پژوهشگاه حوزه و دانشگاه                                                                | شایسته تقدیر |
| نهم         | دین               | علوم قرآنی                                    | هیروگلیف در قرآن                                                                                                | سعد عبدالمطلب عدل | حامد صدقی و حبیب‌الله عباسی                                                                                         |                                                      | تهران: سخن                                                                                 | شایسته تقدیر |
| نهم         | دین               | حدیث                                          | وضع و نقد حدیث                                                                                                  | عبدالهادی مسعودی | |                                                      | تهران: سمت؛ قم: دانشکدة علوم حدیث                                                          | شایسته تقدیر |
| نهم         | دین               | فقه و اصول                                    | عدالت به‌مثابة قاعده                                                                                             | سیدمحمد اصغری | |                                                      | تهران: اطلاعات                                                                             | شایسته تقدیر |
| نهم         | دین               | فقه و اصول                                    | انیس المجتهدین فی علم الاصول                                                                                    | محمدمهدی نراقی | |                                                      | پژوهشگاه علوم و فرهنگ اسلامی، مرکز احیای آثار اسلامی، قم: بوستان کتاب                      | شایسته تقدیر |
| نهم         | دین               | عرفان                                         | مفهوم عرفان | علی موحدیان عطار | |                                                      | قم: انتشارات دانشگاه ادیان و مذاهب                                                         | شایسته تقدیر |
| نهم         | علوم اجتماعی      | علوم اجتماعی                                  | بحران آگاهی و تکوین روشنفکری در ایران                                                                           | حسین‌آبادیان | |                                                      | تهران: کویر                                                                                | شایسته تقدیر |
| نهم         | علوم اجتماعی      | علوم اجتماعی                                  | گذار از عهد باستان به فئودالیسم                                                                                 | پری آندرسون | حسن مرتضوی |                                                      | تهران: نشر ثالث                                                                            | شایسته تقدیر |
| نهم         | علوم اجتماعی      | علوم سیاسی                                    | میان گذشته و آینده: هشت تمرین در اندیشة سیاسی                                                                   | هانا آرنت | سعید مقدم |                                                      | تهران: اختران                                                                              | شایسته تقدیر |
| نهم         | علوم اجتماعی      | حقوق                                          | حقوق بشر در جهان معاصر                                                                                          | سیدمحمد قاری‌سیدفاطمی | |                                                      | تهران: مؤسسة مطالعات و پژوهشهای حقوقی شهر دانش                                             | شایسته تقدیر |
| نهم         | علوم اجتماعی      | مدیریت                                        | مدیریت مالی نوین                                                                                                | استفان راس و دیگران | علی جهانخانی و مجتبی شوری                                                                                          |                                                      | تهران: سمت                                                                                 | شایسته تقدیر |
| نهم         | علوم اجتماعی      | محیط زیست                                     | بهداشت، ایمنی و محیط زیست(H. S. E)                                                                              | بیژن مقصودلو | |                                                      | تهران: فدک ایساتیس                                                                         | شایسته تقدیر |
| نهم         | علوم اجتماعی      | محیط زیست                                     | شیمی محیط زیست: آنالیزهای آب و فاضلاب                                                                           | کلایر سایر و دیگران | علی اکبر بابایی، سیدنادعلی علوی، نعمت‌ا… جعفرزاده حقیقی                                                             |                                                      | تهران: اندیشة رفیع                                                                         | شایسته تقدیر |
| نهم         | علوم خاص          | زمین‌شناسی                                     | زمین‌شیمی ایزوتوپهای پایدار                                                                                      | یوخن هوفز | سعید علیرضایی |                                                      | تهران: مرکز نشر دانشگاهی                                                                   | شایسته تقدیر |
| نهم         | علوم کاربردی      | پزشکی                                         | راهنمای آزمایشگاهی بیولوژی مولکولی                                                                              | آلن گرشتین | محمد رمضانی، فاطمه مصفا، بی‌بی حمیده پرهیز و حامد منتظری                                                            |                                                      | مشهد: دانشگاه علوم پزشکی مشهد، معاونت پژوهشی                                               | شایسته تقدیر |
| نهم         | علوم کاربردی      | مهندسی برق                                    | مترولوژی الکتریکی: کالیبراسیون و عدم قطعیت اندازه‌گیری                                                           | جواد آذرپرا | |                                                      | تهران: نص                                                                                  | شایسته تقدیر |
| نهم         | علوم کاربردی      | مهندسی برق                                    | مخابرات فیبر نوری                                                                                               | جوزف سی. پالاییس | فرامرز اسمعیلی سراجی                                                                                               |                                                      | تهران: بال                                                                                 | شایسته تقدیر |
| نهم         | علوم کاربردی      | کامپیوتر                                      | اصول و مفاهیم فناوری محاسبات گرید                                                                               | محمود فتحی و فرخ مهریاری | |                                                      | تهران: نوپردازان                                                                           | شایسته تقدیر |
| نهم         | علوم کاربردی      | مهندسی عمران                                  | محاسبات تنش در پایپینگ                                                                                          | والتر واگنر | سیدرامین کابلی |                                                      | تهران: کاروان حله                                                                          | شایسته تقدیر |
| نهم         | علوم کاربردی      | مکانیک                                        | ماشین‌های ابزار                                                                                                  | جان واکر | اکبر شیرخورشیدیان                                                                                                  |                                                      | تهران: کاروان حله                                                                          | شایسته تقدیر |
| نهم         | علوم کاربردی      | کشاورزی                                       | اصول تکنولوژی نوین صنایع خوراک دام، طیور و آبزیان                                                               | سیدناصر صباحی و محمدرضا وفادار                                                                                              | |                                                      | سپهر                                                                                       | شایسته تقدیر |
| نهم         | هنر               | هنرهای تجسمی                                  | مهر و حکاکی در ایران                                                                                            | محمدجواد جدی | |                                                      | تهران: فرهنگستان هنر                                                                       | شایسته تقدیر |
| نهم         | هنر               | معماری                                        | معماری معاصر ایران: در تکاپوی بین سنت و مدرنیته                                                                 | امیر بانی‌مسعود | |                                                      | تهران: نشر هنر معماری قرن                                                                  | شایسته تقدیر |
| نهم         | هنر               | تربیت بدنی                                    | علم تمرین: زمان‌بندی، تئوری و روش‌شناسی تمرینات ورزشی                                                             | تئودور او. بومپا | وحید تأدیبی |                                                      | کرمانشاه: دانشگاه رازی                                                                     | شایسته تقدیر |
| نهم         | ادبیات            | نثر معاصر                                     | نقره، دختر دریای کابل                                                                                           | حمیرا قادری | |                                                      | تهران: نشر روزگار                                                                          | شایسته تقدیر |
| نهم         | تاریخ             | تاریخ                                         | مفاهیم قدیم و اندیشة جدید: درآمدی نظری بر مشروطة ایران                                                          | حسین‌آبادیان | |                                                      | تهران: کویر                                                                                | شایسته تقدیر |
| نهم         | کودک و نوجوان     | شعر                                           | حرف تازه | ایرج قنبری | |                                                      | تهران: مؤسسة چاپ و نشر عروج                                                                | شایسته تقدیر |
| نهم         | کودک و نوجوان     | داستان ترجمه                                  | قصه‌گوی شب | رفیق شامی | عذرا جعفرآبادی |                                                      | تهران: نشانه                                                                               | شایسته تقدیر |
| نهم         | کودک و نوجوان     | علوم و فنون                                   | علم در ایران باستان                                                                                             | حسن سالاری | |                                                      | تهران: محراب قلم                                                                           | شایسته تقدیر |
| دهم         | کلیات             | کلیات                                         | مقدمه‌ای بر نمایه‌سازی و چکیده‌نویسی                                                                               | زهرا کاظم‌پور و حسن اشرفی ریزی                                                                                               | |                                                      | تهران: نشر چاپار                                                                           | برگزیده      |
| دهم         | کلیات             | کلیات                                         | مبانی مدیریت برای متخصصان اطلاع‌رسانی                                                                            | بندیک رگاس و دیگران | مینو واعظ‌زاده |                                                      | تهران: سازمان اسناد و کتابخانة ملی جمهوری اسلامی ایران                                     | برگزیده      |
| دهم         | دین               | کلیات اسلام                                   | امامزاده‌ها و تربت برخی از پاکان و نیکان                                                                         | کار گروهی بنیاد ایران‌شناسی                                                                                                  | | حسن حبیبی                                            | تهران: بنیاد ایران‌شناسی                                                                    | برگزیده      |
| دهم         | دین               | حدیث                                          | معجم رواه الحدیث و ثقاته                                                                                        | سیدمحمدباقر موحد ابطحی اصفهانی                                                                                              | |                                                      | قم: عطر عترت                                                                               | برگزیده      |
| دهم         | دین               | ادیان                                         | ادبیات گنوسی | استوارت هالروید | ابوالقاسم اسماعیل‌پور                                                                                               |                                                      | تهران: نشر اسطوره                                                                          | برگزیده      |
| دهم         | علوم اجتماعی      | علوم نظامی                                    | مبدأ تحول در استراتژی نظامی ایران: عملیات ثامن الائمه (ع)                                                       | سیدیحیی صفوی و حسین اردستانی                                                                                                | |                                                      | تهران: سپاه پاسداران انقلاب اسلامی، مرکز اسناد و تحقیقات دفاع مقدس.                        | برگزیده      |
| دهم         | علوم کاربردی      | دامپزشکی                                      | بهداشت گوشت | جوزف گریسی، دیوید س. کالینز، روبرت                                                                                          | حمید خانقاهی ابیانه، نوردهر رکنی، جمیله سالار آملی، علی فضل‌آرا، یوسف قراچه‌داغی، محمدجواد قراگزلو، نگین نوری        |                                                      | تهران: انتشارات دانشگاه تهران                                                              | برگزیده      |
| دهم         | ادبیات            | نثر معاصر                                     | تالار پذیرایی پایتخت                                                                                            | محمدعلی گودینی | |                                                      | ، تهران: سورة مهر                                                                          | برگزیده      |
| دهم         | تاریخ             | تاریخ                                         | تاریخ ایران در عصر افشاریه                                                                                      | رضا شعبانی | |                                                      | تهران: سخن                                                                                 | برگزیده      |
| دهم         | کودک و نوجوان     | داستان ایرانی                                 | من نمی‌ترسم | سرور کتبی | |                                                      | مشهد: شرکت به‌نشر                                                                           | برگزیده      |
| دهم         | کودک و نوجوان     | علوم و فنون                                   | آزمایش‌های شلم‌شوربا با مواد خوراکی                                                                               | نیک آرنولد | محمود مزینانی |                                                      | تهران: نشر پیدایش                                                                          | برگزیده      |
| دهم         | فلسفه             | فلسفة اسلامی                                  | معاد جسمانی در حکمت متعالیه                                                                                     | مرتضی پویان | |                                                      | قم: بوستان کتاب                                                                            | شایسته تقدیر |
| دهم         | دین               | علوم قرآنی                                    | غدیر در آینة قرآن                                                                                               | علی الکورانی العاملی | محمدحسین شمسایی |                                                      | تهران: انتشارات دستان                                                                      | شایسته تقدیر |
| دهم         | دین               | علوم قرآنی                                    | جامع التأویل لمحکم التنزیل                                                                                      | ابومسلم محمدبن بحر اصفهانی                                                                                                  | |                                                      | تهران: انتشارات علمی و فرهنگی                                                              | شایسته تقدیر |
| دهم         | دین               | حدیث                                          | رجال البرقی | احمدبن عبدالله برقی | |                                                      | قم: مؤسسة امام صادق (ع)                                                                    | شایسته تقدیر |
| دهم         | دین               | فقه                                           | فقه المسائل المستحدثه                                                                                           | سیدعلی عباس موسوی | |                                                      | قم: پژوهشگاه فرهنگ و علوم اسلامی                                                           | شایسته تقدیر |
| دهم         | دین               | اخلاق                                         | خردنامه‌های ایران باستان                                                                                         | ابن‌مسکویه | بهروز ثروتیان |                                                      | تهران: انتشارات مهتاب                                                                      | شایسته تقدیر |
| دهم         | دین               | عرفان                                         | حدیث کرامت | محمد استعلامی | |                                                      | تهران: سخن                                                                                 | شایسته تقدیر |
| دهم         | دین               | عرفان                                         | کیمیا و عرفان در سرزمین اسلام                                                                                   | پییر لوری | زینب پودینه آقایی و رضا کوهکن                                                                                      |                                                      | تهران: انتشارات طهوری                                                                      | شایسته تقدیر |
| دهم         | علوم اجتماعی      | آموزش و پرورش                                 | نظریة اسلامی تعلیم و تربیت                                                                                      | جمیله علم الهدی | |                                                      | تهران: انتشارات دانشگاه امام صادق (ع)                                                      | شایسته تقدیر |
| دهم         | علوم اجتماعی      | علوم اجتماعی                                  | جامعه‌شناسی دین                                                                                                  | علی‌رضا شجاعی زند | |                                                      | تهران: نشر نی                                                                              | شایسته تقدیر |
| دهم         | علوم اجتماعی      | علوم اجتماعی                                  | کین‌توزی | ماکس شلر | صالح نجفی و جواد گنجی                                                                                              |                                                      | تهران: نشر ثالث                                                                            | شایسته تقدیر |
| دهم         | علوم اجتماعی      | علوم سیاسی                                    | جهان پسا-امریکایی                                                                                               | فرید زکریا | احمد عزیزی |                                                      | تهران: نشر هرمس                                                                            | شایسته تقدیر |
| دهم         | علوم اجتماعی      | اقتصاد                                        | فلسفة علم اقتصاد اسلامی                                                                                         | سیدحسین میرمعزی | |                                                      | تهران: پژوهشگاه فرهنگ و اندیشة اسلامی، سازمان انتشارات                                     | شایسته تقدیر |
| دهم         | علوم اجتماعی      | اقتصاد                                        | بانکداری اسلامی                                                                                                 | سیدکاظم صدر، محمدولی زنجانی مقدم، سرور ملکانی، سیمین عبدالعلی‌زاده، سیدعلی‌اصغر هدایتی، سعید جمشیدی، حسنعلی قنبری و علی یاسری | |                                                      | تهران: انتشارات زعیم                                                                       | شایسته تقدیر |
| دهم         | علوم اجتماعی      | حقوق                                          | در تکاپوی حقوق اساسی                                                                                            | علی اکبر گرجی ازَندَریانی | |                                                      | تهران: انتشارات جنگل                                                                       | شایسته تقدیر |
| دهم         | علوم اجتماعی      | حقوق                                          | حقوق و اقتصاد                                                                                                   | رابرت کوتر و تامس یولن | یداله دادگر و حامده اخوان هزاوه                                                                                    |                                                      | همدان: انتشارات نور علم                                                                    | شایسته تقدیر |
| دهم         | علوم اجتماعی      | مدیریت                                        | دستاوردهای اجرای کارت امتیازی متوازن                                                                            | رابرت کاپلان و دیوید نورتون                                                                                                 | حسین نصراله‌زاده و فرشید محمدنژاد                                                                                   |                                                      | تهران: انتشارات مرکز آموزش و تحقیقات صنعتی ایران                                           | شایسته تقدیر |
| دهم         | علوم اجتماعی      | محیط زیست                                     | مهندسی محیط زیست                                                                                                | محمد فهمی‌نیا | |                                                      | قم: ابتکار دانش                                                                            | شایسته تقدیر |
| دهم         | زبان              | زبان‌شناسی                                     | زبان و اندیشه                                                                                                   | نیک لاند | حبیب‌الله قاسم‌زاده                                                                                                  |                                                      | تهران: انتشارات ارجمند                                                                     | شایسته تقدیر |
| دهم         | علوم خاص          | زمین‌شناسی                                     | منابع زمین: منشأ، کاربرد و اثرات زیست‌محیطی                                                                      | جیمز آر. کریگ و دیگران | فرید مر و فاطمه راست‌منش                                                                                            |                                                      | تهران: مرکز نشر دانشگاهی                                                                   | شایسته تقدیر |
| دهم         | علوم کاربردی      | علوم پزشکی                                    | اطلس جراحی‌های پیشرفتة ایمپلنت                                                                                   | مهرداد لطف‌آذر | |                                                      | تهران: شایان نمودار                                                                        | شایسته تقدیر |
| دهم         | علوم کاربردی      | علوم پزشکی                                    | ژنتیک مولکولی باکتری‌ها                                                                                          | جرمی دبلیو دیل و سایمون اف. پارک                                                                                            | کامران قائدی، رسول روغنیان، یونس آفتابی و مریم فتاحی                                                               |                                                      | انتشارات دانشگاه اصفهان                                                                    | شایسته تقدیر |
| دهم         | علوم کاربردی      | مهندسی صنایع                                  | حرفة مهندسی | حسین معماریان | |                                                      | تهران: انتشارات دانشگاه تهران                                                              | شایسته تقدیر |
| دهم         | علوم کاربردی      | کامپیوتر                                      | داده ساختارها و مبانی الگوریتم‌ها                                                                                | محمد قدسی | |                                                      | تهران: انتشارات فاطمی                                                                      | شایسته تقدیر |
| دهم         | هنر               | موسیقی                                        | موسیقی ملی ایران                                                                                                | داریوش صفوت و نلی کارن | سوسن سلیم‌زاده |                                                      | تهران: کتاب‌سرای نیک                                                                        | شایسته تقدیر |
| دهم         | هنر               | موسیقی                                        | جامع الألحان | عبدالقادر بن غیبی حافظ مراغی                                                                                                | | بابک خضرائی                                          | تهران: فرهنگستان هنر                                                                       | شایسته تقدیر |
| دهم         | هنر               | معماری                                        | خانقاه و آرامگاه چلبی اوغلو: تجربه‌ای در مرمت و احیا                                                             | محمدرضا نیک‌بخت و همکاران | |                                                      | تهران: گنج هنر                                                                             | شایسته تقدیر |
| دهم         | هنر               | معماری                                        | روح مکان: به سوی پدیدارشناسی معماری                                                                             | کریستین نوربرگ شولتز | محمدرضا شیرازی |                                                      | تهران: رخ‌داد نو                                                                            | شایسته تقدیر |
| دهم         | هنر               | شهرسازی                                       | زیرساخت‌های شهری: کتاب اول: آبرسانی و فاضلاب                                                                     | مصطفی بهزادفر | |                                                      | تهران: انتشارات شهیدی                                                                      | شایسته تقدیر |
| دهم         | هنر               | شهرسازی                                       | فضا، شهر و نظریة اجتماعی                                                                                        | فرن تانکیس | حمیدرضا پارسی و آرزو افلاطونی                                                                                      |                                                      | تهران: انتشارات دانشگاه تهران                                                              | شایسته تقدیر |
| دهم         | ادبیات            | شعر معاصر                                     | فرشتگان معاصر                                                                                                   | مجید نظافت | |                                                      | تهران: فصل پنجم                                                                            | شایسته تقدیر |
| دهم         | ادبیات            | تاریخ و نقد ادبی                              | شرح مثنوی | علی اصغر حلبی | |                                                      | تهران: زوار                                                                                | شایسته تقدیر |
| دهم         | ادبیات            | ادبیات زبان‌های دیگر                           | انفیه‌دان باگومبو                                                                                                | انفیه‌دان باگومبو | روحی افسر و شهرزاد مهدوی                                                                                           |                                                      | تهران: کلاغ سفید                                                                           | شایسته تقدیر |
| دهم         | جغرافیا           | جغرافیا                                       | جغرافیای جهانی‌شدن                                                                                               | وارویک ای. مورای | جعفر جوان و عبدالله عبداللهی                                                                                       |                                                      | تهران: نشر چاپار                                                                           | شایسته تقدیر |
| دهم         | کودک و نوجوان     | شعر                                           | مجموعة قصه، قصه، قصه از کلیله و دمنه                                                                            | محمدکاظم مزینانی | |                                                      | تهران: مؤسسة فرهنگی منادی تربیت                                                            | شایسته تقدیر |
| دهم         | کودک و نوجوان     | داستان ترجمه                                  | ماجراهای پیازچه                                                                                                 | جانی روداری | مرضیه شجاعی دیندارلو                                                                                               |                                                      | تهران: مؤسسة نشر شهر                                                                       | شایسته تقدیر |
| دهم         | کودک و نوجوان     | داستان ترجمه                                  | قصه‌های زندگی پیامبر (ص)                                                                                         | عبدالتواب یوسف | سیدهادی خسروشاهی                                                                                                   |                                                      | قم: بوستان کتاب                                                                            | شایسته تقدیر |
| یازدهم      | فلسفه             | فلسفة غرب                                     | ویتگنشتاین و حکمت                                                                                               | | مالک حسینی |                                                      | تهران: هرمس                                                                                | برگزیده      |
| یازدهم      | دین               | کلیات اسلام                                   | عدالت و ذکر: درآمدی بر مقام معنوی امام علی (ع)                                                                  | رضا شاه‌کاظمی | فریدون بدره‌ای |                                                      | تهران: فرزان روز                                                                           | برگزیده      |
| یازدهم      | دین               | حدیث                                          | دفاع از کافی: نقد و بررسی مهم‌ترین شبهه‌ها دربارة کتاب کافی و شیخ کلینی                                           | ثامر هاشم عمیدی | سیدمحمدحسین روحانی و علی باقر طاهری‌نیا                                                                             |                                                      | قم: مؤسسة دائره المعارف فقه اسلامی                                                         | برگزیده      |
| یازدهم      | دین               | فقه و اصول                                    | فقه و کلام | علی‌محمد حسین‌زاده | |                                                      | تهران: پژوهشگاه فرهنگ و اندیشة اسلامی                                                      | برگزیده      |
| یازدهم      | دین               | سیره                                          | اعلام الوری بأعلام الهدی: زندگانی چهارده معصوم                                                                  | ابوعلی فضل بن حسن طبرسی | محمدحسین ساکت |                                                      | تهران: اساطیر                                                                              | برگزیده      |
| یازدهم      | علوم اجتماعی      | علوم اجتماعی                                  | روش‌شناسی مطالعات انقلاب با تأکید بر انقلاب اسلامی ایران                                                         | محمدرضا طالبان | |                                                      | تهران: پژوهشکدة امام خمینی (ره) و انقلاب اسلامی                                            | برگزیده      |
| یازدهم      | علوم اجتماعی      | علوم سیاسی                                    | دانشنامة روابط بین‌الملل و سیاست جهان                                                                            | | علیرضا طیب |                                                      | تهران: نشر نی                                                                              | برگزیده      |
| یازدهم      | علوم اجتماعی      | محیط زیست                                     | زنان و محیط زیست                                                                                                | عباس محمدی اصل | |                                                      | تهران: شیرازه                                                                              | برگزیده      |
| یازدهم      | علوم خاص          | زیست‌شناسی                                     | بوم‌شناسی: مطالعة تجربی توزیع و فراوانی                                                                          | چارلز جی. کربز | عبدالحسین وهاب‌زاده                                                                                                 |                                                      | مشهد: انتشارات جهاد دانشگاهی مشهد                                                          | برگزیده      |
| یازدهم      | علوم کاربردی      | پزشکی                                         | ژنتیک مولکولی پزشکی در هزارة سوم                                                                                | محمدرضا نوری دلویی | |                                                      | تهران: سامر؛ نشر آخر                                                                       | برگزیده      |
| یازدهم      | ادبیات            | شعر معاصر                                     | خاطرات بی‌تأویل                                                                                                  | شراره کامرانی | |                                                      | تهران: فصل پنجم                                                                            | برگزیده      |
| یازدهم      | ادبیات            | نقد ادبی                                      | تاریخ ادبی ایران و قلمرو زبان فارسی: تطور و دگردیسی                                                             | سیدمهدی زرقانی | |                                                      | تهران: سخن                                                                                 | برگزیده      |
| یازدهم      | ادبیات            | ادبیات زبان‌های دیگر                           | جان جهان | سوزانا تامارو | هاله ناظمی |                                                      | تهران: هرمس                                                                                | برگزیده      |
| یازدهم      | کودک و نوجوان     | علوم و فنون                                   | مجموعة کتاب‌های نگاهی به آسمان شب                                                                                | رزا لیندمیست و آندرو سالوی                                                                                                  | مجید عمیق |                                                      | تهران: نشر مهاجر                                                                           | برگزیده      |
| یازدهم      | کلیات             |                                               | فهرست نسخه‌های عکسی                                                                                              | | |                                                      |                                                                                            | شایسته تقدیر |
| یازدهم      | فلسفه             | فلسفة اسلامی                                  | فیلسوفان یهودی و یک مسئلة بزرگ                                                                                  | غلامحسین ابراهیمی دینانی | |                                                      | تهران: هرمس                                                                                | شایسته تقدیر |
| یازدهم      | فلسفه             | فلسفة اسلامی                                  | درآمدی بر فهم روشمند اسلام                                                                                      | یحیی محمد | سید ابوالقاسم حسینی                                                                                                |                                                      | تهران: پژوهشگاه فرهنگ و اندیشة اسلامی                                                      | شایسته تقدیر |
| یازدهم      | فلسفه             | فلسفة اسلامی                                  | تاریخ فلسفة اسلامی                                                                                              | سیدحسین نصر | گروه مترجمان |                                                      | تهران: حکمت                                                                                | شایسته تقدیر |
| یازدهم      | دین               | علوم قرآنی                                    | متدولوژی علوم قرآنی                                                                                             | ابراهیم فتح‌الهی | |                                                      | تهران: انتشارات دانشگاه امام صادق (ع)                                                      | شایسته تقدیر |
| یازدهم      | دین               | حدیث                                          | آسیب‌شناسی حدیث                                                                                                  | محمدحسن ربانی | |                                                      | مشهد: بنیاد پژوهش‌های اسلامی آستان قدس رضوی                                                 | شایسته تقدیر |
| یازدهم      | دین               | فقه و اصول                                    | مقصدهای شریعت                                                                                                   | عبدالجبار الرفاعی | سیدابوالقاسم حسینی                                                                                                 |                                                      | تهران: پژوهشگاه فرهنگ و اندیشة اسلامی                                                      | شایسته تقدیر |
| یازدهم      | دین               | کلام                                          | معارج الفهم فی شرح النظم                                                                                        | علامه حلی | |                                                      | مشهد: بنیاد پژوهش‌های اسلامی                                                                | شایسته تقدیر |
| یازدهم      | دین               | اخلاق                                         | تأثیر اخلاق در اجتهاد                                                                                           | سعید ضیائی‌فر | |                                                      | قم: پژوهشگاه علوم و فرهنگ اسلامی                                                           | شایسته تقدیر |
| یازدهم      | دین               | عرفان                                         | کتاب‌شناسی توصیفی عرفان و تصوف                                                                                   | سیدمحمود یوسف‌ثانی | |                                                      | تهران: پژوهشکدة امام خمینی (ره) و انقلاب اسلامی                                            | شایسته تقدیر |
| یازدهم      | دین               | عرفان                                         | اصطلاحات صوفیان                                                                                                 | | | مرضیه سلیمانی                                        | تهران: انتشارات علمی و فرهنگی                                                              | شایسته تقدیر |
| یازدهم      | دین               | عرفان                                         | سنگ‌بناهای معارف اسلامی                                                                                          | فریتس مایر | مهرآفاق بایبوردی                                                                                                   |                                                      | مهرآفاق بایبوردی                                                                           | شایسته تقدیر |
| یازدهم      | دین               | ادیان دیگر                                    | آسیب‌شناسی دین‌پژوهی معاصر                                                                                        | عبدالحسین خسروپناه | |                                                      | تهران: پژوهشگاه فرهنگ و اندیشة اسلامی                                                      | شایسته تقدیر |
| یازدهم      | علوم اجتماعی      | علوم سیاسی                                    | امنیت بینا پارادایمی                                                                                            | مهدی وحیدی | |                                                      | تهران: آوای نور                                                                            | شایسته تقدیر |
| یازدهم      | علوم اجتماعی      | حقوق                                          | نظریه عمومی شروط و التزامات در حقوق اسلام                                                                       | سید مصطفی محقق داماد | |                                                      | مرکز نشر علوم اسلامی                                                                       | شایسته تقدیر |
| یازدهم      | علوم اجتماعی      | مدیریت                                        | طراحی و مدیریت زنجیرة عرضه                                                                                      | دیوید سیمچی لوی و دیگران | مهرزاد غنی‌پور و امیرحسین جنگی                                                                                      |                                                      | تهران: انتشارات علمی دانشگاه صنعتی شریف                                                    | شایسته تقدیر |
| یازدهم      | علوم اجتماعی      | آمار                                          | آمار و احتمال مهندسی و علوم                                                                                     | رونالد ای. والپول و دیگران                                                                                                  | اسماعیل خرم |                                                      | تهران: نشر کتاب دانشگاهی؛ رشدیه                                                            | شایسته تقدیر |
| یازدهم      | علوم اجتماعی      | علوم نظامی                                    | خطر نبرد هسته‌ای نوین                                                                                            | کالدیکوت هلن | احمدعلی رجایی و مهین سروری                                                                                         |                                                      | تهران: انتشارات قلم                                                                        | شایسته تقدیر |
| یازدهم      | علوم اجتماعی      | علوم نظامی                                    | امنیت بین‌الملل                                                                                                  | مایکل شیهان | سیدجلال دهقانی فیروزآبادی                                                                                          |                                                      | تهران: پژوهشکدة مطالعات راهبردی                                                            | شایسته تقدیر |
| یازدهم      | زبان              | زبان‌شناسی                                     | درآمدی بر آسیب‌شناسی زبان                                                                                        | دیوید کریستال و رزماری وارلی                                                                                                | زهرا سلیمانی و نوشین ادیب                                                                                          |                                                      | تهران: دانژه                                                                               | شایسته تقدیر |
| یازدهم      | علوم خاص          | شیمی                                          | شناسایی ترکیبات آلی به‌روش طیف‌سنجی                                                                               | سیلور اشتاین و دیگران | مجید میرمحمدصادقی و محمدرضا سعیدی                                                                                  |                                                      | تهران: نوپردازان                                                                           | شایسته تقدیر |
| یازدهم      | علوم کاربردی      | دامپزشکی                                      | التیام زخم در دام‌های بزرگ                                                                                       | ایرج نوروزیان، علی نصیریان، هستی آذرآباد، سیدمهدی قمصری                                                                     | |                                                      | تهران: انتشارات دانشگاه تهران                                                              | شایسته تقدیر |
| یازدهم      | علوم کاربردی      | دامپزشکی                                      | راهنمای درمان و کنترل لنگش در گاو                                                                               | سارل وان امستل و جان شیرر                                                                                                   | عبدالحمید میمندی پاریزی و حمیدرضا مسلمی                                                                            |                                                      | تهران: نوربخش                                                                              | شایسته تقدیر |
| یازدهم      | علوم کاربردی      | عمران                                         | مهندسی شبکه‌های آب‌رسانی                                                                                          | ادوارد ماتلی و دیگران | محمدرضا افضلی |                                                      | تهران: یزدا                                                                                | شایسته تقدیر |
| یازدهم      | علوم کاربردی      | کشاورزی                                       | طراحی منظر و فضای سبز با درختان و درختچه‌ها                                                                      | داریوش شیراوند و فروزان رستمی                                                                                               | |                                                      | تهران: سروا و آوای مسیح                                                                    | شایسته تقدیر |
| یازدهم      | علوم کاربردی      | صنایع                                         | تفکر سیستمی: کل‌گرایی خلاق برای مدیران                                                                           | مایکل سی. جکسون | علی‌محمد احمدوند و غلام جاپلقیان                                                                                    |                                                      | تهران: جهان جام جم                                                                         | شایسته تقدیر |
| یازدهم      | علوم کاربردی      | مهندسی شیمی                                   | انرژی هسته‌ای توسط محصورسازی گداخت لختی                                                                          | دبلیو جی. هوگان و دیگران | رضا امراللهی |                                                      | تهران: انتشارات دانشگاه صنعتی امیرکبیر                                                     | شایسته تقدیر |
| یازدهم      | علوم کاربردی      | مکانیک                                        | مکانیک شکست در طراحی سازه‌ها                                                                                     | فرهاد جاوید راد | |                                                      | تهران: گوتنبرگ                                                                             | شایسته تقدیر |
| یازدهم      | هنر               | معماری                                        | روش طرح و ساخت                                                                                                  | سیدنی لوی | محمود گلابچی و امیر فرجی                                                                                           |                                                      | تهران: انتشارات دانشگاه تهران                                                              | شایسته تقدیر |
| یازدهم      | هنر               | هنرهای نمایشی                                 | تئاترکراسی در عصر مشروطه                                                                                        | کامران سپهران | |                                                      | تهران: نیلوفر                                                                              | شایسته تقدیر |
| یازدهم      | ادبیات            | نثر معاصر                                     | مأمور | علی مؤذنی | |                                                      | تهران: کتاب نیستان                                                                         | شایسته تقدیر |
| یازدهم      | ادبیات            | نثر معاصر                                     | آفتاب‌پرست نازنین                                                                                                | محمدرضا کاتب | |                                                      | تهران: هیلا                                                                                | شایسته تقدیر |
| یازدهم      | تاریخ و جغرافیا   | تاریخ                                         | مجاهدان مشروطه                                                                                                  | سهراب یزدانی | |                                                      | تهران: نشر نی                                                                              | شایسته تقدیر |
| یازدهم      | تاریخ و جغرافیا   | جغرافیا                                       | نقش عوامل جغرافیایی در انتخاب نهادها و پایتخت‌های حکومتی ایران                                                   | محمدحسن نامی، یعقوب زلفی، علیرضا عباسی سمنانی و صادق کریمی خواجه‌لنگی                                                        | |                                                      | تهران: انتشارات سازمان جغرافیایی نیروهای مسلح                                              | شایسته تقدیر |
| یازدهم      | کودک و نوجوان     | شعر                                           | نمی‌توان کلاغ ماند                                                                                               | احمد میرزاده | |                                                      | تهران: کانون پرورش فکری کودکان و نوجوانان                                                  | شایسته تقدیر |
| یازدهم      | کودک و نوجوان     | داستان تألیفی                                 | ماجراهای علی کوچولو                                                                                             | مجید راستی | |                                                      | مشهد: شرکت به‌نشر                                                                           | شایسته تقدیر |
| یازدهم      | کودک و نوجوان     | داستان تألیفی                                 | سریر هوشیار | سیدعلی خواسته | |                                                      | تهران: منادی تربیت                                                                         | شایسته تقدیر |
| یازدهم      | کودک و نوجوان     | دین                                           | دانش‌آموز و اخلاق معاشرت                                                                                         | جواد محدثی | |                                                      | قم: بوستان کتاب                                                                            | شایسته تقدیر |
| دوازدهم     | روان‌شناسی         | روان‌شناسی                                     | روان‌شناسی اجتماعی                                                                                               | رابرت بارون و دیگران | یوسف کریمی |                                                      | تهران: نشر روان                                                                            | برگزیده      |
| دوازدهم     | روان‌شناسی         | روان‌شناسی                                     | فلسفة روان‌شناسی و نقد آن                                                                                        | ماریو بونژه و دیگران | محمدجواد زارعان، ابوالحسن حقانی، عباسعلی شاملی، سیداحمد رهنمایی، علی ابوترابی، محمد عباس‌پور و رحیم ناروئی نصرتی    |                                                      | تهران: پژوهشگاه حوزه و دانشگاه                                                             | برگزیده      |
| دوازدهم     | دین               | اسلام                                         | موسوعه الشهید الاول                                                                                             | | |                                                      | قم: پژوهشگاه علوم و فرهنگ اسلامی                                                           | برگزیده      |
| دوازدهم     | دین               | علوم قرآنی                                    | نظریة قدرت برگرفته از قرآن و سنت                                                                                | محمدهادی مفتح | |                                                      | قم: بوستان کتاب                                                                            | برگزیده      |
| دوازدهم     | دین               | حدیث                                          | الحیات | محمدرضا حکیمی، محمد حکیمی و علی حکیمی                                                                                       | |                                                      | قم: دلیل ما                                                                                | برگزیده      |
| دوازدهم     | دین               | فقه و اصول                                    | فقه و مصلحت | ابوالقاسم علی‌دوست | |                                                      | تهران: پژوهشگاه فرهنگ و اندیشة اسلامی                                                      | برگزیده      |
| دوازدهم     | دین               | کلام                                          | موسوعه الامامه فی نصوص اهل السنه                                                                                | سیدشهاب الدین مرعشی نجفی | |                                                      | قم: کتابخانة آیت‌الله العظمی مرعشی نجفی                                                     | برگزیده      |
| دوازدهم     | علوم اجتماعی      | اقتصاد                                        | سرمایه‌داری خوب، سرمایه‌داری بد، و اقتصاد رشد و کارآفرینی                                                         | ویلیام جی. بامول و دیگران                                                                                                   | مجتبی خالصی و علی حبیبی                                                                                            |                                                      | تهران: وزارت امور خارجه، مرکز چاپ و انتشارات                                               | برگزیده      |
| دوازدهم     | علوم اجتماعی      | محیط زیست                                     | آلودگی هوا: منشأ و کنترل آن                                                                                     | کنت وارک و دیگران | کاظم ندافی، محمدصادق حسنوند، محسن حیدری، علی نقی‌زاده                                                               |                                                      | تهران: نص؛ کتاب ایرانیان                                                                   | برگزیده      |
| دوازدهم     | علوم اجتماعی      | حسابداری                                      | اندازه‌گیری و مدیریت ریسک بازار                                                                                  | میثم رادپور و حسین عبده تبریزی                                                                                              | |                                                      | تهران: نشر آگاه؛ پیشبرد                                                                    | برگزیده      |
| دوازدهم     | زبان              | زبان فارسی                                    | فرهنگ پسوند در زبان فارسی                                                                                       | علی رواقی | |                                                      | تهران: فرهنگستان زبان و ادب فارسی                                                          | برگزیده      |
| دوازدهم     | زبان              | زبان‌های باستان                                | سوترة علت و معلول کردار (متنی بودایی به زبان سغدی)                                                              | حسن رضائی باغ‌بیدی | |                                                      | تهران: اساطیر                                                                              | برگزیده      |
| دوازدهم     | هنر               | هنرهای تجسمی                                  | زبان تصویری شاهنامه                                                                                             | رابرت هیلن | سید داود طبائی |                                                      | تهران: فرهنگستان هنر                                                                       | برگزیده      |
| دوازدهم     | هنر               | معماری                                        | فناوری‌های نوین ساختمانی                                                                                         | محمود گلابچی و حامد مظاهریان                                                                                                | |                                                      | تهران: انتشارات دانشگاه تهران                                                              | برگزیده      |
| دوازدهم     | هنر               | هنرهای نمایشی                                 | هنر در گرماگرم انقلاب                                                                                           | مجید جعفری لاهیجانی | |                                                      | تهران: پژوهشگاه فرهنگ و معارف                                                              | برگزیده      |
| دوازدهم     | تاریخ             | تاریخ                                         | پیکرة شاپور اول                                                                                                 | رضا گروسی | |                                                      | تهران: نشر ماهی                                                                            | برگزیده      |
| دوازدهم     | تاریخ             | تاریخ                                         | وقایع‌نگاری خلیج فارس                                                                                            | ج.ج. لوریمر | عبدالمحمد آیتی |                                                      | تهران: بنیاد ایران‌شناسی                                                                    | برگزیده      |
| دوازدهم     | تاریخ             | تاریخ                                         | تاریخ بیهقی | ابوالفضل بیهقی | | محمدجعفر یاحقی و مهدی سیدی                           | تهران: انتشارات سخن                                                                        | برگزیده      |
| دوازدهم     | کلیات             | کلیات                                         | تاریخ چاپ سنگی در ایران                                                                                         | الیمپیادا پاولونا شچگلوا | پروین منزوی |                                                      | تهران: انتشارات معین                                                                       | شایسته تقدیر |
| دوازدهم     | فلسفه             | فلسفة اسلامی                                  | حق و چهار پرسش بنیادین                                                                                          | سیدمحمود نبویان | |                                                      | قم: مؤسسة آموزشی و پژوهشی امام خمینی (ره)                                                  | شایسته تقدیر |
| دوازدهم     | فلسفه             | فلسفة اسلامی                                  | نظام معرفت‌شناسی صدرایی                                                                                          | عبدالحسین خسروپناه و حسن پناهی آزاد                                                                                         | |                                                      | تهران: پژوهشگاه فرهنگ و اندیشه اسلامی                                                      | شایسته تقدیر |
| دوازدهم     | فلسفه             | فلسفة غرب                                     | دکارت تا دریدا: مروری بر فلسفة اروپایی                                                                          | پیتر سجویک | محمدرضا آخوندزاده                                                                                                  |                                                      | تهران: نشر نی                                                                              | شایسته تقدیر |
| دوازدهم     | دین               | اسلام                                         | بررسی تاریخی اسلام و برده‌داری با تکیه بر سیرة معصومان (ع)                                                       | عبدالرضا عرب ابوزیدآبادی | |                                                      | مؤسسة آموزشی و پژوهشی امام خمینی (ره)                                                      | شایسته تقدیر |
| دوازدهم     | دین               | حدیث                                          | قصص الأنبیاء | قصص الأنبیاء | | عبدالحلیم عوض الحلی                                  | کتابخانة علامه مجلسی                                                                       | شایسته تقدیر |
| دوازدهم     | دین               | کلام                                          | المعاد رؤیه قرآنیه                                                                                              | خلیل رزق | |                                                      | قم: انتشارات دار فراقد                                                                     | شایسته تقدیر |
| دوازدهم     | دین               | اخلاق                                         | درآمدی بر نظام اخلاق جنسی در اسلام                                                                              | غلامرضا متقی‌فر | |                                                      | قم: مؤسسة آموزشی و پژوهشی امام خمینی (ره)                                                  | شایسته تقدیر |
| دوازدهم     | دین               | عرفان                                         | شرح اصطلاحات تصوف                                                                                               | سیدصادق گوهرین | |                                                      | سیدصادق گوهرین                                                                             | شایسته تقدیر |
| دوازدهم     | دین               | ادیان دیگر                                    | دین و اخلاق از نگاه هانس کونگ                                                                                   | حسن قنبری | |                                                      | قم: انتشارات دانشگاه ادیان و مذاهب                                                         | شایسته تقدیر |
| دوازدهم     | علوم اجتماعی      | علوم نظامی                                    | پشتیبانی نظامی در سپاه‌های صدر اسلام و سیر تحول و تطور آن                                                        | محمدحسین رجبی | |                                                      | رشت: نشر گپ                                                                                | شایسته تقدیر |
| دوازدهم     | علوم اجتماعی      | علوم نظامی                                    | نقش اطلاعات و حفاظت اطلاعات در جنگ تحمیلی                                                                       | نصرت‌الله معین وزیری | |                                                      | تهران: انتشارات مرکز آموزشی و پژوهشی شهید سپهبد صیاد شیرازی                                | شایسته تقدیر |
| دوازدهم     | علوم اجتماعی      | حقوق                                          | داوری تجاری بین‌المللی (آیین داوری)                                                                              | حمیدرضا نیکبخت | |                                                      | تهران: مؤسسة مطالعات و پژوهش‌های بازرگانی                                                   | شایسته تقدیر |
| دوازدهم     | علوم اجتماعی      | مدیریت                                        | کنترل کیفیت آماری                                                                                               | محمد بامنی مقدم و اکبر عالم‌تبریز                                                                                            | |                                                      | تهران: صفار؛ اشراقی                                                                        | شایسته تقدیر |
| دوازدهم     | علوم اجتماعی      | مدیریت                                        | روش‌های ارزیابی متوازن منابع انسانی                                                                              | برایان بکر و دیگران | پرویز احمدی با همکاری لقمان رحمان‌پور                                                                               |                                                      | تهران: دفتر پژوهشهای فرهنگی                                                                | شایسته تقدیر |
| دوازدهم     | علوم خاص          | شیمی                                          | مبانی شیمی تجزیه                                                                                                | اسکوگ و دیگران | عبدالرضا سلاجقه، ویدا توسلی و هوشنگ خلیلی                                                                          |                                                      | تهران: مرکز نشر دانشگاهی                                                                   | شایسته تقدیر |
| دوازدهم     | علوم خاص          | زمین‌شناسی                                     | اسکارن‌ها و کانسارهای اسکارنی                                                                                    | فریده حلمی | |                                                      | تهران: انتشارات امیرکبیر                                                                   | شایسته تقدیر |
| دوازدهم     | علوم خاص          | نجوم                                          | آشنایی با کیهان‌شناسی                                                                                            | جیانت ویشنو نارلیکار | منیژه رهبر |                                                      | تهران: مرکز نشر دانشگاهی                                                                   | شایسته تقدیر |
| دوازدهم     | علوم کاربردی      | علوم پزشکی                                    | بافت‌شناسی دهان، رشد و نمو، ساختار و اعمال                                                                       | تن کیت و آنتونی نانسی | فریده اعتصام و مهسا محمدزاده                                                                                       |                                                      | تهران: نشر نور دانش                                                                        | شایسته تقدیر |
| دوازدهم     | علوم کاربردی      | دامپزشکی                                      | زالوهای آب شیرین ایران با تأکید بر گونه‌های انگل ماهیان                                                          | سعید اسدالله، فرشته میرزایی، مانا جلالی، بهیار جلالی                                                                        | |                                                      | تهران: نشر نوربخش                                                                          | شایسته تقدیر |
| دوازدهم     | علوم کاربردی      | مهندسی کشاورزی                                | زنبورهای گالزای بلوط ایران                                                                                      | سیدابراهیم صادقی، محمدحسن عصاره، مجید توکلی                                                                                 | |                                                      | تهران: مؤسسه تحقیقات جنگلها و مراتع کشور                                                   | شایسته تقدیر |
| دوازدهم     | علوم کاربردی      | مهندسی مکانیک                                 | مبانی ترمودینامیک مهندسی                                                                                        | مایکل جی. موران و هاوارد ان. شاپیرو                                                                                         | اختر رجبی و بیژن دیبایی‌نیا                                                                                         |                                                      | تهران: مرکز نشر دانشگاهی                                                                   | شایسته تقدیر |
| دوازدهم     | علوم کاربردی      | مهندسی صنایع                                  | استراتژی عملیات (استراتژی تولید و خدمات)                                                                        | مایکل لوئیس و نایجل اسنک | سیدمحمد معطرحسینی و علی حسین‌زاده کاشان                                                                             |                                                      | سیدمحمد معطرحسینی و علی حسین‌زاده کاشان                                                     | شایسته تقدیر |
| دوازدهم     | هنر               | هنرهای تجسمی                                  | هنر هویت و سیاست بازنمایی                                                                                       | علیرضا صحاف‌زاده | |                                                      | تهران: نشر بیدگل                                                                           | شایسته تقدیر |
| دوازدهم     | هنر               | معماری                                        | میدان‌های شهری: معماری و طراحی فضاهای باز                                                                        | یورگن کنیرش | فریدون قریب |                                                      | تهران: انتشارات دانشگاه تهران                                                              | شایسته تقدیر |
| دوازدهم     | هنر               | هنرهای نمایشی                                 | هنر اجرا | رزلی گلدبرگ | مریم نعمت طاووسی                                                                                                   |                                                      | تهران: انتشارات نمایش                                                                      | شایسته تقدیر |
| دوازدهم     | هنر               | موسیقی                                        | رامشگران شمال خراسان: بخشی ورپرتوار او                                                                          | آمنه یوسف‌زاده | علیرضا مناف‌زاده |                                                      | تهران: مؤسسة فرهنگی هنری ماهور                                                             | شایسته تقدیر |
| دوازدهم     | هنر               | تربیت بدنی                                    | سرآمدان ورزش ایران                                                                                              | اسماعیل کدخدازاده | |                                                      | تهران: نگاره پرداز صبا، به‌اهتمام شرکت سهامی کاشی سمنان                                     | شایسته تقدیر |
| دوازدهم     | ادبیات            | شعر معاصر                                     | غزل‌های ماه | پروانه نجاتی | |                                                      | تهران: تکا                                                                                 | شایسته تقدیر |
| دوازدهم     | ادبیات            | شعر معاصر                                     | پشت پردة ملکوت                                                                                                  | مهدی مردانی | |                                                      | تهران: فصل پنجم                                                                            | شایسته تقدیر |
| دوازدهم     | ادبیات            | نقد ادبی                                      | نقد ادبی (نظریه‌های ادبی و کاربرد آنها در ادبیات فارسی)                                                          | علی تسلیمی | |                                                      | تهران: کتاب آمه                                                                            | شایسته تقدیر |
| دوازدهم     | ادبیات            | متون قدیم                                     | تذکرة عرفات العاشقین و عرصات العارفین                                                                           | تقی‌الدین محمد اوحدی دقاقی بلیانی                                                                                            | | سید محسن ناجی نصرآبادی                               | تهران: انتشارات اساطیر                                                                     | شایسته تقدیر |
| دوازدهم     | ادبیات            | متون قدیم                                     | تهران: انتشارات اساطیر                                                                                          | سام میرزاصفوی | |                                                      | سام میرزاصفوی                                                                              | شایسته تقدیر |
| دوازدهم     | ادبیات            | ادبیات عرب                                    | بهلول‌نامه | باقر قربانی زرین | |                                                      | تهران: نشر چشمه                                                                            | شایسته تقدیر |
| دوازدهم     | کودک و نوجوان     | شعر کودک                                      | گنجشک پر، جوراب پر                                                                                              | مریم هاشم‌پور | |                                                      | تهران: انتشارات فصل پنجم                                                                   | شایسته تقدیر |
| دوازدهم     | کودک و نوجوان     | داستان                                        | راه برفی | مریم حاجی‌لو | |                                                      | تهران: انتشارات سورة مهر                                                                   | شایسته تقدیر |
| دوازدهم     | کودک و نوجوان     | داستان ترجمه                                  | سیاه‌دل | کورنلیا فونکه | کورنلیا فونکه |                                                      | تهران: کانون پرورش فکری کودکان و نوجوانان                                                  | شایسته تقدیر |
| دوازدهم     | کودک و نوجوان     | دین                                           | تشنه‌لبان | حمید گروگان | |                                                      | تهران: کانون پرورش فکری کودکان و نوجوانان                                                  | شایسته تقدیر |
| دوازدهم     | کودک و نوجوان     | کلیات                                         | تاریخ علم در ایران                                                                                              | اسفندیار معتمدی | |                                                      | تهران: نشر مهاجر                                                                           | شایسته تقدیر |
| سیزدهم      | فلسفه             | فلسفة اسلامی                                  | فلسفه و ساحت سخن                                                                                                | غلامحسین ابراهیمی دینانی | |                                                      | تهران: هرمس                                                                                | برگزیده      |
| سیزدهم      | دین               | اسلام                                         | جرعه‌ای از دریا                                                                                                  | آیت‌الله سیدموسی شبیری زنجانی                                                                                                | |                                                      | قم: مؤسسة کتاب‌شناسی شیعه                                                                   | برگزیده      |
| سیزدهم      | دین               | فقه و اصول                                    | فرهنگنامة اصول فقه                                                                                              | | |                                                      | قم: پژوهشگاه علوم و فرهنگ اسلامی                                                           | برگزیده      |
| سیزدهم      | دین               | فقه و اصول                                    | مستند الشیعه فی احکام الشریعه                                                                                   | احمدبن محمد مهدی نراقی | |                                                      | مشهد: مؤسسة آل البیت (ع)                                                                   | برگزیده      |
| سیزدهم      | دین               | ادیان                                         | گونه‌شناسی اندیشة منجی موعود در ادیان                                                                            | گروه نویسندگان | |                                                      | قم: انتشارات دانشگاه ادیان و مذاهب                                                         | برگزیده      |
| سیزدهم      | علوم اجتماعی      | علوم اجتماعی                                  | زیبایی‌شناسی محیط زیست: نظریه‌ها، سیاست‌ها و برنامه‌ریزی                                                            | جی داگلاس پورتئوس | محمدرضا مثنوی |                                                      | مشهد: جهاد دانشگاهی مشهد                                                                   | برگزیده      |
| سیزدهم      | علوم اجتماعی      | علوم اجتماعی                                  | مدیریت پایدار اراضی                                                                                             | | علی‌اکبر زارعی و عبداله باقری نشانی                                                                                 |                                                      | تهران: سازمان انتشارات جهاد دانشگاهی                                                       | برگزیده      |
| سیزدهم      | هنر               | معماری                                        | طراحی لرزه‌ای برای معماران                                                                                       | اندرو چارلسون | محمود گلابچی و احسان سروش‌نیا                                                                                       |                                                      | تهران: انتشارات دانشگاه تهران                                                              | برگزیده      |
| سیزدهم      | تاریخ             | تاریخ                                         | فاس شهر اسلام                                                                                                   | تیتوس بورکهارت | مهرداد وحدتی دانشمند                                                                                               |                                                      | تهران: حکمت؛ سازمان فرهنگی هنری شهرداری تهران                                              | برگزیده      |
| سیزدهم      | دین               | علوم قرآنی                                    | مبانی، اصول و روش تفسیری ملاصدرا                                                                                | مجید فلاح‌پور | |                                                      | تهران: حکمت                                                                                | شایسته تقدیر |
| سیزدهم      | دین               | حدیث                                          | معانی الاخبار، تألیف شیخ صدوق                                                                                   | حمیدرضا شیخی | |                                                      | قم: ارمغان طوبی                                                                            | شایسته تقدیر |
| سیزدهم      | دین               | اخلاق                                         | رشد اخلاقی؛ کتاب راهنما                                                                                         | | محمدرضا جهانگیرزادة قمی، سیدرحیم راستی‌تبار و علی‌رضا شیخ‌شعاعی                                                       |                                                      | قم: پژوهشگاه علوم و فرهنگ اسلامی                                                           | شایسته تقدیر |
| سیزدهم      | دین               | عرفان                                         | معنای زندگی از نگاه مولانا و اقبال                                                                              | نذیر قصیر | محمد بقائی |                                                      | تهران: انتشارات تهران                                                                      | شایسته تقدیر |
| سیزدهم      | دین               | ادیان                                         | سنت‌گرایی: دین در پرتو فلسفة جاویدان                                                                             | کنت الدمدو | رضا کورنگ بهشتی |                                                      | تهران: حکمت                                                                                | شایسته تقدیر |
| سیزدهم      | علوم اجتماعی      | علوم اجتماعی                                  | عصر سرمایه‌داری مالی: ساختار قدرت و تجارت ریسک                                                                   | محمد نقی‌زاده | |                                                      | تهران: شرکت سهامی انتشار                                                                   | شایسته تقدیر |
| سیزدهم      | علوم اجتماعی      | حقوق                                          | تفسیر قراردادهای تجاری بین‌المللی                                                                                | محمود حبیبی | |                                                      | تهران: نشر میزان                                                                           | شایسته تقدیر |
| سیزدهم      | علوم اجتماعی      | حقوق                                          | تمایز بنیادین حقوق مدنی و حقوق کیفری                                                                            | دکتر عبدالله خدابخشی | |                                                      | تهران: مؤسسة مطالعات و پژوهش‌های حقوقی                                                      | شایسته تقدیر |
| سیزدهم      | علوم اجتماعی      | مدیریت                                        | مدیریت دانش، از ایده تا عمل                                                                                     | پیمان اخوان و روح‌اله باقری                                                                                                  | |                                                      | تهران: آتی‌نگر                                                                              | شایسته تقدیر |
| سیزدهم      | علوم اجتماعی      | محیط زیست                                     | آلودگی‌های محیط زیست                                                                                             | فروغ گلکار و علیرضا فرهمند                                                                                                  | |                                                      | تهران: ماندگار                                                                             | شایسته تقدیر |
| سیزدهم      | زبان              | زبان فارسی                                    | فرهنگ فارسی عمید                                                                                                | حسن عمید | |                                                      | تهران: اشجع، با همکاری میکاییل                                                             | شایسته تقدیر |
| سیزدهم      | علوم کاربردی      | علوم پزشکی                                    | درسنامة جامع روان‌پزشکی ایران                                                                                    | گروه مؤلفین | |                                                      | تهران: دانشگاه علوم پزشکی و خدمات بهداشتی درمانی تهران                                     | شایسته تقدیر |
| سیزدهم      | علوم کاربردی      | کشاورزی                                       | روش‌های تحقیق آزمایشگاهی و مزرعه‌ای در اگراکولوژی                                                                 | استفن آرگلیسمن | رضا قربانی، لیلا تبریزی، علیرضا کوچکی و مهدی نصیری محلاتی                                                          |                                                      | مشهد: انتشارات دانشگاه فردوسی مشهد                                                         | شایسته تقدیر |
| سیزدهم      | هنر               | هنرهای نمایشی                                 | اسطوره و سینما                                                                                                  | استوارت ویتیلا | محمد گذرآبادی |                                                      | تهران: هرمس                                                                                | شایسته تقدیر |
| سیزدهم      | هنر               | عکاسی                                         | بحران واقعیت در باب عکاسی معاصر                                                                                 | اندی گراندبرگ | مسعود ابراهیمی مقدم و مریم لدنی                                                                                    |                                                      | تهران: فرهنگستان هنر                                                                       | شایسته تقدیر |
| سیزدهم      | هنر               | تربیت بدنی                                    | روش‌های تحقیق در تندرستی، تربیت بدنی، علوم ورزشی و تفریحات                                                       | کریس ای. برگ و ریچارد دبلیو                                                                                                 | بهروز عبدلی، نصور احمدی و الهام عظیم‌زاده                                                                           |                                                      | تهران: علم و حرکت                                                                          | شایسته تقدیر |
| سیزدهم      | هنر               | تربیت بدنی                                    | تغذیه و فوتبال                                                                                                  | رن.جی. موگان | ضیاء فلاح محمدی، امیر اسماعیلی، حمید سالاری کاریزمه و محمد فلاح محمدی                                              |                                                      | بابلسر: انتشارات دانشگاه مازندران                                                          | شایسته تقدیر |
| سیزدهم      | ادبیات            | شعر معاصر                                     | از آهو تا کبوتر                                                                                                 | قاسم صرافان | |                                                      | قاسم صرافان                                                                                | شایسته تقدیر |
| سیزدهم      | ادبیات            | شعر معاصر                                     | هنوز قلب قلم درد می‌کند، برگرد                                                                                   | حسنا محمدزاده | |                                                      | تهران: آرام دل                                                                             | شایسته تقدیر |
| سیزدهم      | ادبیات            | نثر معاصر                                     | هزار دست پنهان                                                                                                  | ایرج مثال‌آذر | |                                                      | تهران: مروارید                                                                             | شایسته تقدیر |
| سیزدهم      | ادبیات            | متون قدیم                                     | دیوان اشعار شهاب‌الدین عمعق بخارایی                                                                              | | | علیرضا شعبانلو                                       | تهران: آزما                                                                                | شایسته تقدیر |
| سیزدهم      | کودک و نوجوان     | شعر                                           | تا خیابان خوشبخت                                                                                                | بابک نیک‌طلب | |                                                      | تهران: کانون پرورش فکری کودکان و نوجوانان                                                  | شایسته تقدیر |
| سیزدهم      | کودک و نوجوان     | علوم و فنون                                   | مجموعة از پرندة دانا بپرس                                                                                       | کلر لولین | حسن سالاری |                                                      | تهران: فاطمی                                                                               | شایسته تقدیر |
| چهاردهم     | کلیات             | کلیات                                         | ویرایش از زبان ویراستاران                                                                                       | گروه نویسندگان | رزا افتخاری، مژده دقیقی، مژگان عبداللهی، محی‌الدین غفرانی و احمد کسایی‌پور                                           |                                                      | تهران: کتاب مهناز                                                                          | برگزیده      |
| چهاردهم     | فلسفه             | فلسفة غرب                                     | مقدمه‌ای بر فلسفة ذهن                                                                                            | جاناتان لو | امیر غلامی |                                                      | تهران: مرکز                                                                                | برگزیده      |
| چهاردهم     | دین               | کلیات اسلام                                   | ورثه الانبیاء                                                                                                   | احمدبن ابراهیم لکهنوی | | علی فاضلی                                            | قم: مؤسسة کتاب‌شناسی شیعه                                                                   | برگزیده      |
| چهاردهم     | دین               | علوم قرآنی                                    | بیولوژی نص: نشانه‌شناسی و تفسیر قرآن                                                                             | علیرضا قائمی‌نیا | |                                                      | تهران: پژوهشگاه فرهنگ و اندیشة اسلامی                                                      | برگزیده      |
| چهاردهم     | علوم خاص          | زیست‌شناسی                                     | بوم‌شناسی مولکولی                                                                                                | جوانا فریلند | منصوره ملکیان |                                                      | مشهد: جهاد دانشگاهی مشهد                                                                   | برگزیده      |
| چهاردهم     | علوم خاص          | شیمی                                          | فرهنگ‌نامة شیمی                                                                                                  | محمدعلی قدسی | |                                                      | مشهد: دانشگاه فردوسی مشهد                                                                  | برگزیده      |
| چهاردهم     | علوم خاص          | نجوم                                          | جهان‌های موازی                                                                                                   | میچیو کاکو | سارا ایزدیار و علی هادیان                                                                                          |                                                      | تهران: مازیار                                                                              | برگزیده      |
| چهاردهم     | علوم کاربردی      | کشاورزی                                       | آبخیزداری و حفاظت خاک                                                                                           | اباذر اسمعلی و خدایار عبداللهی                                                                                              | |                                                      | اردبیل: دانشگاه محقق اردبیلی                                                               | برگزیده      |
| چهاردهم     | علوم کاربردی      | کشاورزی                                       | تولید و فرآوری گیاهان دارویی                                                                                    | رضا امیدبیگی | |                                                      | مشهد: شرکت به‌نشر                                                                           | برگزیده      |
| چهاردهم     | هنر               | هنرهای تجسمی                                  | هنرهای شیعی در مجموعة تاریخی و فرهنگی شیخ صفی‌الدین اردبیلی                                                      | حسن یوسفی و ملکه گلمغانی‌زاده اصل                                                                                            | |                                                      | اردبیل: یاوریان                                                                            | برگزیده      |
| چهاردهم     | هنر               | معماری                                        | پارادایم‌های پردیس                                                                                               | آزاده شاهچراغی | |                                                      | تهران: جهاد دانشگاهی واحد تهران                                                            | برگزیده      |
| چهاردهم     | هنر               | معماری                                        | مدیریت استراتژیک پروژه                                                                                          | محمود گلابچی و امیر فرجی | |                                                      | تهران: دانشگاه تهران                                                                       | برگزیده      |
| چهاردهم     | هنر               | معماری                                        | تاریخ معماری جهان                                                                                               | فرانسیس دی.کی. چینگ و دیگران                                                                                                | محمدرضا افضلی |                                                      | تهران: یزدا                                                                                | برگزیده      |
| چهاردهم     | ادبیات            | نثر معاصر                                     | جادة جنگ | منصور انوری | |                                                      | تهران: سورة مهر                                                                            | برگزیده      |
| چهاردهم     | کلیات             | کلیات                                         | ارج‌نامة محمد معین: زندگی، آثار و جستارهای متن‌پژوهی                                                              | محمد غلامرضایی | |                                                      | تهران: مرکز پژوهشی میراث مکتوب                                                             | شایسته تقدیر |
| چهاردهم     | فلسفه             | فلسفة غرب                                     | توجیه باور: آری یا نه                                                                                           | محمدعلی مبینی | |                                                      | قم: پژوهشگاه علوم و فرهنگ اسلامی                                                           | شایسته تقدیر |
| چهاردهم     | دین               | کلیات اسلام                                   | التراث المکی | حسین الواثقی | |                                                      | قم: دانش حوزه                                                                              | شایسته تقدیر |
| چهاردهم     | دین               | علوم قرآنی                                    | رهیافت‌هایی به قرآن                                                                                              | گروه مؤلفان | گروه مترجمان |                                                      | تهران: حکمت                                                                                | شایسته تقدیر |
| چهاردهم     | دین               | حدیث                                          | بررسی اعتبار احادیث مرسل                                                                                        | محمدحسن ربانی | |                                                      | قم: بوستان کتاب                                                                            | شایسته تقدیر |
| چهاردهم     | دین               | رجال                                          | الاجتهاد و التقلید فی علم الرجال و اثره فی التراث العقائدی                                                      | محمد السند البحرانی | |                                                      | قم: مکتبه فدک                                                                              | شایسته تقدیر |
| چهاردهم     | دین               | رجال                                          | فهارس الشیعه | | |                                                      | قم: مؤسسة کتاب‌شناسی شیعه                                                                   | شایسته تقدیر |
| چهاردهم     | دین               | کلام                                          | رابطة ذات و صفات الهی                                                                                           | معروف‌علی احمدوند | |                                                      | قم: بوستان کتاب                                                                            | شایسته تقدیر |
| چهاردهم     | دین               | عرفان                                         | تنزیه و تشبیه در مکتب ودانته و مکتب ابن‌عربی                                                                     | محمدجواد شمس | |                                                      | قم: نشر ادیان                                                                              | شایسته تقدیر |
| چهاردهم     | دین               | سیره                                          | پژوهشی پیرامون جابربن یزید جعفی                                                                                 | سعید طاوسی مسرور | |                                                      | سعید طاوسی مسرور                                                                           | شایسته تقدیر |
| چهاردهم     | دین               | ادیان دیگر                                    | دانشنامة فشردة ادیان زنده                                                                                       | گروه نویسندگان | نزهت‌صفای اصفهانی                                                                                                   |                                                      | تهران: نشر مرکز                                                                            | شایسته تقدیر |
| چهاردهم     | علوم اجتماعی      | علوم اجتماعی                                  | فلسفة علوم اجتماعی                                                                                              | مایکل رووت | محمد شجاعیان |                                                      | تهران: پژوهشکدة مطالعات فرهنگی و اجتماعی                                                   | شایسته تقدیر |
| چهاردهم     | علوم اجتماعی      | آموزش و پرورش                                 | فلسفة تربیت اسلامی                                                                                              | ماجد عرسان کیلانی | بهروز رفیعی |                                                      | قم: پژوهشگاه حوزه و دانشگاه؛ تهران: سمت                                                    | شایسته تقدیر |
| چهاردهم     | علوم اجتماعی      | علوم سیاسی                                    | قدرت نرم و سیاست خارجی جمهوری اسلامی ایران                                                                      | حسین پوراحمدی | |                                                      | قم: بوستان کتاب                                                                            | شایسته تقدیر |
| چهاردهم     | علوم اجتماعی      | علوم سیاسی                                    | اقتصاد سیاسی نظامی‌گری آمریکا                                                                                    | اسماعیل حسن‌زاده | پرویز امیدوار |                                                      | تهران: نشر نی                                                                              | شایسته تقدیر |
| چهاردهم     | علوم اجتماعی      | حقوق                                          | درسهایی از فلسفة کیفری                                                                                          | اسماعیل عبداللهی | |                                                      | تهران: خرسندی                                                                              | شایسته تقدیر |
| چهاردهم     | علوم اجتماعی      | محیط زیست                                     | سم‌شناسی محیط | روح‌اله دهقانی | |                                                      | تهران: تک‌درخت                                                                              | شایسته تقدیر |
| چهاردهم     | زبان              | گویش‌های محلی                                  | گویش سیستان: حوزة مرکزی شهرستان زابل                                                                            | غلام‌رضا عمرانی | |                                                      | تهران: دریافت                                                                              | شایسته تقدیر |
| چهاردهم     | علوم خاص          | فیزیک                                         | اپتیک غیرخطی | رابرت بوید | ابراهیم عطاران کاخکی و مهدی کمالی                                                                                  |                                                      | مشهد: یوکابد                                                                               | شایسته تقدیر |
| چهاردهم     | علوم خاص          | زمین‌شناسی                                     | پالینولوژی و کاربرد آن در زمین‌شناسی                                                                             | محمد قویدل سیوکی | |                                                      | تهران: تک‌رنگ                                                                               | شایسته تقدیر |
| چهاردهم     | علوم خاص          | شیمی                                          | تکمیل شیمیایی منسوجات                                                                                           | ولفگانگ د. شیندلر | مقداد کمالی مقدم، سمیه صفی و سیدمجید مرتضوی                                                                        |                                                      | اصفهان: انتشارات ارکان دانش                                                                | شایسته تقدیر |
| چهاردهم     | علوم خاص          | نجوم                                          | الفبای المپیاد نجوم و اختر فیزیک                                                                                | محمد بهرام‌پور | |                                                      | تهران: دانش‌پژوهان جوان                                                                     | شایسته تقدیر |
| چهاردهم     | علوم کاربردی      | دامپزشکی                                      | انگل‌شناسی دامپزشکی                                                                                              | سیدحسین حسینی و بهنام مشگی                                                                                                  | |                                                      | تهران: دانشگاه تهران                                                                       | شایسته تقدیر |
| چهاردهم     | علوم کاربردی      | مهندسی برق                                    | درایوهای موتور سوئیچ رلاکتانس                                                                                   | رامو کریشنان | سیدمرتضی سقائیان‌نژاد و امیر رشیدی                                                                                  |                                                      | اصفهان: جهاد دانشگاهی واحد صنعتی اصفهان                                                    | شایسته تقدیر |
| چهاردهم     | علوم کاربردی      | مهندسی مکانیک                                 | آشنایی با اصول طراحی نیروگاه‌های حرارتی                                                                          | شرکت مهندسین مشاور موننکو ایران                                                                                             | |                                                      | تهران: شیوه                                                                                | شایسته تقدیر |
| چهاردهم     | علوم کاربردی      | مهندسی مکانیک                                 | مدل‌سازی و کنترل ربات                                                                                            | گروه مؤلفان | ایرج حسن‌زاده |                                                      | تبریز: فن‌آذر: آشینا                                                                        | شایسته تقدیر |
| چهاردهم     | علوم کاربردی      | مهندسی شیمی                                   | اصول فرایندهای جداسازی                                                                                          | جی.دی. سیدر و ای.جی. هنلی                                                                                                   | محمدمهدی منتظر رحمتی                                                                                               |                                                      | تهران: مرکز نشر                                                                            | شایسته تقدیر |
| چهاردهم     | هنر               | هنرهای نمایشی                                 | نمایش‌های ایرانی                                                                                                 | صادق عاشورپور | |                                                      | تهران: سورة مهر                                                                            | شایسته تقدیر |
| چهاردهم     | هنر               | هنرهای نمایشی                                 | دستور زبان سینما                                                                                                | دانیل آریخن | مسعود مدنی |                                                      | تهران: انتشارات رهروان پویش                                                                | شایسته تقدیر |
| چهاردهم     | ادبیات            | شعر معاصر                                     | خاکستر آیینه | محمدرضا ترکی | |                                                      | تهران: انجمن شاعران ایران                                                                  | شایسته تقدیر |
| چهاردهم     | ادبیات            | متون ادبی                                     | کاشف الاسرار و مطلع الانوار                                                                                     | حسن ظریفی چلبی | | علیرضا قوجه‌زاده                                      | تهران: چاپ و نشر بین‌الملل                                                                  | شایسته تقدیر |
| چهاردهم     | تاریخ             | تاریخ                                         | زندگی قیصرها | سوئتونیوس | احد علیقلیان |                                                      | تهران: نی                                                                                  | شایسته تقدیر |
| چهاردهم     | کودک و نوجوان     | داستان تألیفی                                 | ماه مهربان | سارا قربانی برزی | |                                                      | تهران: انتشارات علمی و فرهنگی                                                              | شایسته تقدیر |
| چهاردهم     | کودک و نوجوان     | داستان تألیفی                                 | قلب‌های نارنجی                                                                                                   | مینو کریم‌زاده | |                                                      | تهران: کانون پرورش فکری کودکان و نوجوانان                                                  | شایسته تقدیر |
| چهاردهم     | کودک و نوجوان     | داستان ترجمه                                  | جادوگر بیکار، قصه‌هایی با سه پایان                                                                               | جانی رداری | مهناز صدری |                                                      | تهران: کانون پرورش فکری کودکان و نوجوانان                                                  | شایسته تقدیر |
| چهاردهم     | کودک و نوجوان     | دین                                           | علوم اول راهنمایی در قرآن                                                                                       | فرزانه کریم‌نیا | |                                                      | بندرعباس: نشر رسول                                                                         | شایسته تقدیر |
| پانزدهم     | کلیات             | کلیات                                         | تعامل بازیابی اطلاعات                                                                                           | پیتر اینگورسن | هاجر ستوده |                                                      | تهران: نشر کتابدار                                                                         | برگزیده      |
| پانزدهم     | دین               | قرآن                                          | ترجمة روشنگر (قرآن)                                                                                             | | کریم زمانی |                                                      | تهران: نامک                                                                                | برگزیده      |
| پانزدهم     | دین               | علوم قرآنی                                    | شناخت قرآن | جواد علی کسار | محمدعلی سلطانی |                                                      | تهران: چاپ و نشر عروج                                                                      | برگزیده      |
| پانزدهم     | دین               | حدیث                                          | علامه مجلسی و فهم حدیث                                                                                          | عبدالهادی فقهی‌زاده | |                                                      | قم: بوستان کتاب                                                                            | برگزیده      |
| پانزدهم     | علوم اجتماعی      | علوم سیاسی                                    | نگاهی به مبانی تحلیلی نظام جمهوری اسلامی ایران                                                                  | محمدجواد ارسطا | |                                                      | قم: بوستان کتاب                                                                            | برگزیده      |
| پانزدهم     | علوم اجتماعی      | علوم سیاسی                                    | دیدگاه‌هایی دربارة سیاست جهان                                                                                    | گروهی از نویسندگان | علیرضا طیب |                                                      | تهران: انتشارات علمی و فرهنگی                                                              | برگزیده      |
| پانزدهم     | علوم اجتماعی      | مدیریت                                        | یادگیری برای عمل                                                                                                | پیتر چکلند و جان پولتر | محمدرضا مهرگان، محمود دهقان، محمدرضا اخوان و کامیار رئیسی‌فر                                                        |                                                      | تهران: مهربان‌نشر                                                                           | برگزیده      |
| پانزدهم     | علوم خاص          | نجوم                                          | درآمدی بر نجوم و کیهان‌شناسی                                                                                     | یان موریسون | غلامرضا شاه‌علی |                                                      | شیراز: ارم شیراز                                                                           | برگزیده      |
| پانزدهم     | علوم کاربردی      | پزشکی                                         | الکتروفیزیولوژی چشم و اطلس بیماری‌های ته چشم                                                                     | مرتضی مواسات | |                                                      | تهران: ساحل اندیشة تهران                                                                   | برگزیده      |
| پانزدهم     | علوم کاربردی      | دامپزشکی                                      | سقط جنین در گاو، گوسفند و بز                                                                                    | پرویز هورشتی، فرامرز قراگوزلو، محمود بلورچی، مهدی وجگانی                                                                    | |                                                      | تهران: انتشارات دانشگاه تهران                                                              | برگزیده      |
| پانزدهم     | ادبیات            | تاریخ و نقد ادبی                              | از اشارت‌های دریا: بوطیقای روایت در مثنوی                                                                        | حمیدرضا توکلی | |                                                      | تهران: مروارید                                                                             | برگزیده      |
| پانزدهم     | ادبیات            | ادبیات عربی                                   | اصول و شیوه‌های نقد ادبی                                                                                         | سید قطب | محمد باهر |                                                      | تهران: خانة کتاب                                                                           | برگزیده      |
| پانزدهم     | تاریخ             | تاریخ                                         | سیاست/ دانش در جهان اسلام                                                                                       | امید صفی | مجتبی فاضلی |                                                      | تهران: پژوهشکدة مطالعات فرهنگی و اجتماعی                                                   | برگزیده      |
| پانزدهم     | کودک و نوجوان     | دین                                           | مجموعة خدا دربارة کتاب علوم من چه می‌گوید                                                                        | فاطمه فیروزآبادی | |                                                      | مشهد: شرکت به‌نشر                                                                           | برگزیده      |
| پانزدهم     | کودک و نوجوان     | علوم و فنون                                   | انسان و طبیعت (پدافند غیرعامل)                                                                                  | مجید عمیق | |                                                      | تهران: کانون پرورش فکری کودکان و نوجوانان                                                  | برگزیده      |
| پانزدهم     | کلیات             | نسخ خطی                                       | فهرست کتب خطی اصفهان: دوهزار نسخة عربی و فارسی                                                                  | سیدمحمدعلی روضاتی | |                                                      | اصفهان: مرکز تحقیقات رایانه‌ای حوزة علمیة اصفهان                                            | شایسته تقدیر |
| پانزدهم     | فلسفه             | فلسفة غرب                                     | افکار هگل | کریم مجتهدی | |                                                      | تهران: پژوهشگاه علوم انسانی و مطالعات فرهنگی                                               | شایسته تقدیر |
| پانزدهم     | دین               | کلیات اسلام                                   | سیر شیبانی: حقوق روابط بین‌الملل در اسلام                                                                        | محمدبن حسن شیبانی | حسین پیران |                                                      | تهران: گنج دانش                                                                            | شایسته تقدیر |
| پانزدهم     | دین               | حدیث                                          | سنت محمدی (ص) در گذر تاریخ                                                                                      | محمود ابوریه | سیدمحمد سیدموسوی                                                                                                   |                                                      | سیدمحمد سیدموسوی                                                                           | شایسته تقدیر |
| پانزدهم     | دین               | فقه و اصول                                    | مسائل فقهی و حقوقی شرکت‌های هرمی                                                                                 | اسماعیل آقابابائی بنی | |                                                      | قم: پژوهشگاه علوم و فرهنگ اسلامی                                                           | شایسته تقدیر |
| پانزدهم     | علوم اجتماعی      | اقتصاد                                        | اقتصاد سیاسی تطبیقی                                                                                             | باری کلارک | عباس حاتمی |                                                      | تهران: کویر                                                                                | شایسته تقدیر |
| پانزدهم     | علوم اجتماعی      | حقوق                                          | رویکرد انسانی در آرای دیوان بین‌المللی دادگستری                                                                  | حمید الهویی نظری | |                                                      | تهران: نشر دادگستر                                                                         | شایسته تقدیر |
| پانزدهم     | علوم اجتماعی      | حقوق                                          | دادرسی بی‌طرفانه در امور کیفری                                                                                   | مرتضی ناجی زواره | |                                                      | تهران: مؤسسة مطالعات و پژوهش‌های حقوقی شهر دانش                                             | شایسته تقدیر |
| پانزدهم     | علوم اجتماعی      | محیط زیست                                     | آلاینده هورمون‌های محیطی                                                                                         | منصور ابراهیمی | |                                                      | قم: انتشارات دانشگاه قم                                                                    | شایسته تقدیر |
| پانزدهم     | علوم اجتماعی      | محیط زیست                                     | مدیریت پسماند خطرناک                                                                                            | محمدعلی عبدلی، مهدی جلیلی قاضی‌زاده و رضا سمیعی                                                                              | |                                                      | تهران: انتشارات دانشگاه تهران                                                              | شایسته تقدیر |
| پانزدهم     | علوم اجتماعی      | بازرگانی                                      | دانشگاه، کارآفرینی و توسعة دانش بنیان                                                                           | ابوالقاسم شریف‌زاده و علی اسدی                                                                                               | |                                                      | تهران: جهاد دانشگاهی واحد تهران                                                            | شایسته تقدیر |
| پانزدهم     | علوم اجتماعی      | مدیریت                                        | ابزارهای مدیریت دانش                                                                                            | محمدحسین رضازاده مهریزی، مهدی باقرزاده نیری، محمدرضا محمدعلی خلج و محمد پیردل                                               | |                                                      | محمدحسین رضازاده مهریزی، مهدی باقرزاده نیری، محمدرضا محمدعلی خلج و محمد پیردل              | شایسته تقدیر |
| پانزدهم     | زبان              | زبان‌های باستانی                               | ارگتیو در زبان کردی                                                                                             | فاطمه دانش‌پژوه | |                                                      | تهران: نشر داستان؛ دانش                                                                    | شایسته تقدیر |
| پانزدهم     | علوم کاربردی      | پزشکی                                         | مبانی سیتولوژی تست پاپ                                                                                          | رانا اس. هدا و سید ا. هدا                                                                                                   | نرگس ایزدی مود، سهیلا سرمدی و کامبیز ستوده                                                                         |                                                      | تهران: میرماه                                                                              | شایسته تقدیر |
| پانزدهم     | علوم کاربردی      | کشاورزی                                       | فناوری تهیة نان و مدیریت تولید آن                                                                               | ناصر رجب‌زاده | |                                                      | کرج: انتشارات سیدمحمود اخوت                                                                | شایسته تقدیر |
| پانزدهم     | علوم کاربردی      | کشاورزی                                       | بیماری‌شناسی گیاهی                                                                                               | جرج ان. اگریوس | کرامت‌الله ایزدپناه، سیدمحمد اشکان، ضیاءالدین بنی‌هاشمی، حشمت‌الله رحیمیان و واهه میناسیان                            |                                                      | تهران: آییژ                                                                                | شایسته تقدیر |
| پانزدهم     | علوم کاربردی      | صنایع                                         | مهندسی آزمون: طراحی، توسعه، تولید و به‌کارگیری                                                                   | پاتریک اوکانر | پاتریک اوکانر |                                                      | پاتریک اوکانر                                                                              | شایسته تقدیر |
| پانزدهم     | علوم کاربردی      | مهندسی شیمی                                   | مبانی شیمی صنعتی                                                                                                | علی حقیقی اصل و محمد ایرانی                                                                                                 | |                                                      | سمنان: انتشارات دانشگاه سمنان                                                              | شایسته تقدیر |
| پانزدهم     | هنر               | کلیات هنر                                     | تیغ و تنبور: هنر دورة تیموریان به روایت متون                                                                    | ولی‌الله کاوسی | |                                                      | تهران: فرهنگستان هنر                                                                       | شایسته تقدیر |
| پانزدهم     | هنر               | موسیقی                                        | موسیقی عصر صفوی                                                                                                 | سیدحسین میثمی | |                                                      | تهران: فرهنگستان هنر                                                                       | شایسته تقدیر |
| پانزدهم     | هنر               | هنرهای نمایشی                                 | مقدمه‌ای بر فیلم مستند                                                                                           | بیل نیکولز | محمد تهامی‌نژاد |                                                      | تهران: مرکز گسترش سینمای مستند و تجربی؛ جامعة نو                                           | شایسته تقدیر |
| پانزدهم     | هنر               | معماری                                        | اصول نوسازی شهری: رویکردی نو به بافت‌های فرسوده                                                                  | علیرضا عندلیب | |                                                      | تهران: آذرخش؛ ارس رایانه                                                                   | شایسته تقدیر |
| پانزدهم     | تاریخ و جغرافیا   | تاریخ                                         | فرهنگ هفت‌هزار سالة شهر قم                                                                                       | سیامک سرلک | |                                                      | قم: انتشارات نقش                                                                           | شایسته تقدیر |
| پانزدهم     | تاریخ و جغرافیا   | جغرافیا                                       | سنجش از دور و سامانة اطلاعات جغرافیایی                                                                          | آ.م. چاندرا و س.ک. گوش | سیدکاظم علوی‌پناه و مسلم لدنی                                                                                       |                                                      | تهران: انتشارات دانشگاه تهران                                                              | شایسته تقدیر |
| پانزدهم     | کودک و نوجوان     | داستان                                        | حرف‌آباد | علی خانجانی | |                                                      | تهران: کانون پرورش فکری کودکان و نوجوانان                                                  | شایسته تقدیر |
| پانزدهم     | کودک و نوجوان     | شعر                                           | آقای تابستان | منیره هاشمی | |                                                      | تهران: کانون پرورش فکری کودکان و نوجوانان                                                  | شایسته تقدیر |
| شانزدهم     | کلیات             | نسخ خطی                                       | فهرستوارة دستنوشت‌های ایران                                                                                      | مصطفی درایتی | |                                                      | تهران: کتابخانه، موزه و مرکز اسناد مجلس شورای اسلامی                                       | برگزیده      |
| شانزدهم     | دین               | فقه و اصول                                    | حقوق قراردادها در فقه امامیه                                                                                    | سیدمصطفی محقق داماد، جلیل قنواتی، سیدحسن وحدتی شبیری و ابراهیم عبدی‌پورفرد                                                   | |                                                      | قم: پژوهشگاه حوزه و دانشگاه؛ تهران: سازمان سمت                                             | برگزیده      |
| شانزدهم     | دین               | کلام                                          | فرهنگ جامع فرق اسلامی                                                                                           | سیدحسن خمینی | |                                                      | تهران: انتشارات اطلاعات                                                                    | برگزیده      |
| شانزدهم     | دین               | کلام                                          | اقتدا به محمد (ص): بازاندیشی اسلام در جهان معاصر                                                                | کارل ارنست | حسن نورائی بیدخت                                                                                                   |                                                      | حسن نورائی بیدخت                                                                           | برگزیده      |
| شانزدهم     | دین               | کلام                                          | اقتدا به محمد (ص): نگرشی نو به اسلام در جهان معاصر                                                              | کارل ارنست | قاسم کاکایی |                                                      | تهران: نشر هرمس                                                                            | برگزیده      |
| شانزدهم     | علوم اجتماعی      | حقوق                                          | آیین‌های تصمیم‌گیری در حقوق اداری                                                                                 | گروه نویسندگان | |                                                      | تهران: انتشارات خرسندی                                                                     | برگزیده      |
| شانزدهم     | علوم اجتماعی      | علوم نظامی                                    | مهران در تحولات جنگ ایران و عراق                                                                                | مهدی حاجی خداوردی‌خان | |                                                      | تهران: مرکز اسناد و تحقیقات دفاع مقدس                                                      | برگزیده      |
| شانزدهم     | علوم اجتماعی      | علوم نظامی                                    | تاریخ بیست‌سالة پاسداری از انقلاب اسلامی در غرب کشور: ۲۲ روز حماسه و ایثار در سنندج                              | مجید نداف | |                                                      | تهران: انتشارات دانشگاه امام حسین (ع)                                                      | برگزیده      |
| شانزدهم     | علوم اجتماعی      | محیط زیست                                     | آمایش سرزمین و برنامه‌ریزی محیطی در جنوب شرق ایران                                                               | عیسی ابراهیم‌زاده | |                                                      | تهران: انتشارات اطلاعات                                                                    | برگزیده      |
| شانزدهم     | علوم خالص         | زیست‌شناسی                                     | فرهنگ جامع میکروبیولوژی و بیولوژی مولکولی                                                                       | پل سینگلتون | محمدکریم عمادزاده و عظیم اکبرزاده                                                                                  |                                                      | محمدکریم عمادزاده و عظیم اکبرزاده                                                          | برگزیده      |
| شانزدهم     | علوم کاربردی      | پزشکی                                         | نوروبیولوژی گلیا                                                                                                | آلکسی ورخراتسکی و آرتور بات                                                                                                 | محمدتقی جغتایی و حسین مصطفوی                                                                                       |                                                      | تهران: انتشارات انسان                                                                      | برگزیده      |
| شانزدهم     | هنر               | هنرهای تجسمی                                  | نگارگری ایران: پژوهشی در تاریخ نقاشی و نگارگری ایران                                                            | یعقوب آژند | |                                                      | تهران: سازمان سمت                                                                          | برگزیده      |
| شانزدهم     | هنر               | هنرهای نمایشی                                 | تشنه در میقاتگه: متن و متن‌شناسی تعزیه                                                                           | | | حسین اسماعیلی                                        | تهران: انتشارات معین                                                                       | برگزیده      |
| شانزدهم     | ادبیات            | شعر معاصر                                     | حق‌السکوت: مجموعة غزل                                                                                            | محمدمهدی سیار | |                                                      | ، تهران: انتشارات فصل پنجم                                                                 | برگزیده      |
| شانزدهم     | ادبیات            | متون قدیم                                     | عرفات العاشقین و عرصات العارفین                                                                                 | تقی‌الدین محمد اوحدی حسینی دقاقی بلیانی اصفهانی                                                                              | | ذبیح‌الله صاحبکاری و آمنه فخر احمد                    | تهران: مرکز پژوهشی میراث مکتوب؛ مرکز اسناد مجلس شورای اسلامی                               | برگزیده      |
| شانزدهم     | ادبیات            | ادبیات عربی                                   | اگر باران نیستی نازنین درخت باش                                                                                 | محمود درویش | موسی اسوار |                                                      | تهران: انتشارات سخن                                                                        | برگزیده      |
| شانزدهم     | تاریخ             | تاریخ                                         | سرگذشت بازار بزرگ تهران، بازارهاو بازارچه‌های پیرامونی آن در دویست سال اخیر                                      | | |                                                      | تهران: بنیاد ایران‌شناسی                                                                    | برگزیده      |
| شانزدهم     | تاریخ             | تاریخ                                         | نبرد سمیرم | کاوه بیات | |                                                      | تهران: انتشارات خجسته                                                                      | برگزیده      |
| شانزدهم     | کودک و نوجوان     | داستان ترجمه                                  | سفر جادویی پنج خواهر                                                                                            | مارگارت ماهی | پروین علی‌پور |                                                      | تهران: نشر قطره                                                                            | برگزیده      |
| شانزدهم     | کودک و نوجوان     | داستان ترجمه                                  | در جست‌وجوی آبی‌ها                                                                                                | لوئیس لوری | کیوان عبیدی آشتیانی                                                                                                |                                                      | تهران: نشر چشمه                                                                            | برگزیده      |
| شانزدهم     | کودک و نوجوان     | علوم و فنون                                   | پستانداران ایران، ج اول: گربه‌سانان                                                                              | علی گلشن | |                                                      | تهران: کانون پرورش فکری کودکان و نوجوانان                                                  | برگزیده      |
| شانزدهم     | فلسفه و روان‌شناسی | فلسفة اسلامی                                  | ابوحیان توحیدی و تفکر عقلانی و انسانی در قرن چهارم هجری                                                         | حمیدرضا شریعتمداری | |                                                      | انتشارات دانشگاه ادیان و مذاهب                                                             | شایسته تقدیر |
| شانزدهم     | فلسفه و روان‌شناسی | فلسفة غرب                                     | حیث التفاتی و حقیقت علم در پدیدارشناسی هوسرل و فلسفة اسلامی                                                     | سیدمحمدتقی شاکری | |                                                      | قم: بوستان کتاب                                                                            | شایسته تقدیر |
| شانزدهم     | دین               | علوم قرآنی                                    | لب اللباب | قطب‌الدین راوندی | |                                                      | قم: انتشارات آل عباء (ع)                                                                   | شایسته تقدیر |
| شانزدهم     | دین               | علوم قرآنی                                    | ناسخ القرآن و منسوخه و محکمه و متشابهه                                                                          | ابوالقاسم سعدبن عبدالله اشعری قمی                                                                                           | |                                                      | قم: انتشارات و کتابخانة علامه مجلسی                                                        | شایسته تقدیر |
| شانزدهم     | دین               | حدیث                                          | موسوعه حدیث الثقلین                                                                                             | مرکز الابحاث العقائدیه | |                                                      | قم: مرکز الابحاث العقائدیه                                                                 | شایسته تقدیر |
| شانزدهم     | دین               | فقه و اصول                                    | آثار جنگ از دیدگاه فقه اسلامی                                                                                   | وهبه الزحیلی | عبدالحسین بینش |                                                      | قم: زمزم هدایت                                                                             | شایسته تقدیر |
| شانزدهم     | دین               | عرفان                                         | آینه‌های نیستی: الهیات سلبی در آثار مولانا و مایستر اکهارت                                                       | اشکان بحرانی | |                                                      | تهران: نشر علم                                                                             | شایسته تقدیر |
| شانزدهم     | دین               | عرفان                                         | عرفان در منظر وحی و برهان: شرح کتاب مصباح الهدایه امام خمینی (س)                                                | حسن ممدوحی | |                                                      | تهران: موسسة چاپ و نشر عروج                                                                | شایسته تقدیر |
| شانزدهم     | دین               | عرفان                                         | معبد و مکاشفه                                                                                                   | هانری کربن | انشاءالله رحمتی |                                                      | تهران: نشر سوفیا                                                                           | شایسته تقدیر |
| شانزدهم     | دین               | عرفان                                         | واقع‌انگاری رنگ‌ها و علم میزان                                                                                    | | انشاءالله رحمتی |                                                      | تهران: نشر سوفیا                                                                           | شایسته تقدیر |
| شانزدهم     | دین               | عرفان                                         | کشف الوجوه الغر لمعانی نظم الدر                                                                                 | عزالدین محمود کاشانی | | محمد بهجت                                            | قم: آیت اشراق                                                                              | شایسته تقدیر |
| شانزدهم     | دین               | سیره                                          | تاریخ الأئمه (ع) و وفیاتهم                                                                                      | ابن خشاب بغدادی | |                                                      | قم: کتابخانة بزرگ آیت‌الله العظمی مرعشی نجفی                                                | شایسته تقدیر |
| شانزدهم     | علوم اجتماعی      | علوم اجتماعی                                  | معناکاوی: به سوی نشانه‌شناختی اجتماعی                                                                            | فرهاد ساسانی | |                                                      | تهران: نشر علم                                                                             | شایسته تقدیر |
| شانزدهم     | علوم اجتماعی      | علوم اجتماعی                                  | جماعت‌گرایی و برنامه‌های جماعت‌محور                                                                                | سعید مدنی قهفرخی | |                                                      | تهران: شرکت پژوهش و نشر یادآوران                                                           | شایسته تقدیر |
| شانزدهم     | علوم اجتماعی      | علوم اجتماعی                                  | مقاله‌هایی دربارة جامعه‌شناسی شناخت                                                                               | کارل مانهایم | فریبرز مجیدی |                                                      | تهران: نشر ثالث                                                                            | شایسته تقدیر |
| شانزدهم     | علوم اجتماعی      | علوم اجتماعی                                  | جنبش‌های اجتماعی                                                                                                 | چارلز تیلی | علی مرشدی‌زاد |                                                      | تهران: انتشارات دانشگاه امام صادق (ع)                                                      | شایسته تقدیر |
| شانزدهم     | علوم اجتماعی      | علوم سیاسی                                    | مطالعات انتقادی استعمار مجازی آمریکا: قدرت نرم و امپراتوری‌های مجازی                                             | سیدسعیدرضا عاملی | |                                                      | تهران: انتشارات امیرکبیر                                                                   | شایسته تقدیر |
| شانزدهم     | علوم اجتماعی      | اقتصاد                                        | دکترین شوک: ظهور سرمایه‌داری فاجعه                                                                               | نائومی کلاین | مهرداد شهابی و میرمحمود نبوی                                                                                       |                                                      | مهرداد شهابی و میرمحمود نبوی                                                               | شایسته تقدیر |
| شانزدهم     | علوم اجتماعی      | حقوق                                          | جرم و اینترنت                                                                                                   | یونی جوکز و همکاران | رسول نجار |                                                      | تهران: انتشارات دانشگاه علوم انتظامی                                                       | شایسته تقدیر |
| شانزدهم     | علوم اجتماعی      | علوم نظامی                                    | برندة جنگهای نفت کیست؟،                                                                                         | اندی استرن | آناهیتا معتضدراد                                                                                                   |                                                      | کرمانشاه: انتشارات طاق بستان                                                               | شایسته تقدیر |
| شانزدهم     | علوم اجتماعی      | محیط زیست                                     | مقدمه‌ای بر اقتصاد اکولوژیکی                                                                                     | مایکل کامان و زیگرید استاگل                                                                                                 | اسماعیل صالحی، فرزام پوراصغر سنگاچین و علی حبیبی                                                                   |                                                      | تهران: انتشارات دانشگاه تهران                                                              | شایسته تقدیر |
| شانزدهم     | زبان              | گویش‌های محلی                                  | گویش بختیاری کوهرنگ                                                                                             | اسفندیار طاهری | |                                                      | تهران: پژوهشگاه علوم انسانی و مطالعات فرهنگی                                               | شایسته تقدیر |
| شانزدهم     | علوم خالص         | فیزیک                                         | مروری بر مبانی مکانیک کلاسیک                                                                                    | محمدرضا سرکرده‌ای | |                                                      | تهران: انتشارات دانشگاه الزهراء (س)                                                        | شایسته تقدیر |
| شانزدهم     | علوم خالص         | فیزیک                                         | مکانیک کوانتومی: مفاهیم و کاربردها                                                                              | نورالدین زتیلی | مسهر باقری و نیما یوسفی                                                                                            |                                                      | تهران: مؤسسة بین‌المللی نشر کتاب‌های تخصصی فیزیک                                             | شایسته تقدیر |
| شانزدهم     | علوم خالص         | هیئت و نجوم                                   | دنیاهای یخی منظومة شمسی                                                                                         | پت داسچ | صمد غلامی و مریم کشاورزی شیرازی                                                                                    |                                                      | تهران: انتشارات دانش‌پژوهان جوان                                                            | شایسته تقدیر |
| شانزدهم     | علوم کاربردی      | پزشکی                                         | مراقبت‌های ویژه در بیماریهای نوزادان و کودکان                                                                    | دکتر احمدشاه فرهت و جمعی از اساتید دانشگاه علوم پزشکی مشهد                                                                  | |                                                      | مشهد: انتشارات دانشگاه علوم پزشکی مشهد                                                     | شایسته تقدیر |
| شانزدهم     | علوم کاربردی      | دامپزشکی                                      | گیاهان دارویی در دامپزشکی                                                                                       | مائیسی ایساکوویچ رابینوویچ                                                                                                  | علی نام‌آور |                                                      | قم: انتشارات ابتکار دانش                                                                   | شایسته تقدیر |
| شانزدهم     | علوم کاربردی      | مکانیک                                        | پرواز هواپیما                                                                                                   | آر.اچ. برناد و دی.آر. فیلپات                                                                                                | محمود پسندیده‌فرد و مهدی واعظی                                                                                      |                                                      | مشهد: انتشارات دانشگاه فردوسی مشهد                                                         | شایسته تقدیر |
| شانزدهم     | علوم کاربردی      | مهندسی مواد و معدن                            | آشنایی با چدن نشکن آستمپر (ADI)،                                                                                | امیر صدیق‌زاده بنام | |                                                      | تهران: انتشارات اندیشه‌سرا                                                                  | شایسته تقدیر |
| شانزدهم     | علوم کاربردی      | مهندسی برق                                    | ارزیابی ریسک در سیستم‌های قدرت: الگوها، روش‌ها و کاربردها                                                         | ون یوان لی | محمود فتوحی فیروزآباد، داوود فرخزاد و صابر نوری‌زاده                                                                |                                                      | تهران: انتشارات علمی دانشگاه صنعتی شریف                                                    | شایسته تقدیر |
| شانزدهم     | علوم کاربردی      | مهندسی عمران                                  | کتاب جامع روسازی‌های بتنی: اجزاء، عملکرد و طرح اختلاط                                                            | ابوالفضل حسنی، بابک حسین‌زاد فخیم و علیرضا آقاسلطان                                                                          | |                                                      | تهران: انتشارات سیمای دانش                                                                 | شایسته تقدیر |
| شانزدهم     | علوم کاربردی      | مهندسی شیمی                                   | درآمدی بر طراحی رآکتورهای کاتالیستی                                                                             | مرتضی سهرابی | |                                                      | تهران: انتشارات دانشگاه صنعتی امیرکبیر                                                     | شایسته تقدیر |
| شانزدهم     | علوم کاربردی      | کشاورزی                                       | مقدمه‌ای بر کشاورزی پایدار                                                                                       | محمد قربانی، سعید یزدانی و هدی زارع میرک‌آباد                                                                                | |                                                      | مشهد: انتشارات دانشگاه فردوسی مشهد                                                         | شایسته تقدیر |
| شانزدهم     | هنر               | هنرهای نمایشی                                 | آموزش و پرورش بازیگر در قرن بیستم                                                                               | گروه نویسندگان | داود دانشور، منصور براهیمی و مجید اخگر                                                                             |                                                      | تهران: سازمان سمت                                                                          | شایسته تقدیر |
| شانزدهم     | هنر               | معماری                                        | بازآفرینی شهرها میراثی برای آینده                                                                               | پیروز حناچی و محمدجواد مهدوی‌نژاد                                                                                            | |                                                      | تهران: انتشارات دانشگاه تهران                                                              | شایسته تقدیر |
| شانزدهم     | هنر               | معماری                                        | طراحی ساختمان‌های بتنی                                                                                           | محمود گلابچی | |                                                      | تهران: انتشارات دانشگاه تهران                                                              | شایسته تقدیر |
| شانزدهم     | هنر               | معماری                                        | رسالة معماریه: متنی از سدة یازدهم هجری                                                                          | جعفر افندی | مهرداد قیومی بیدهندی                                                                                               |                                                      | تهران: انتشارات فرهنگستان هنر                                                              | شایسته تقدیر |
| شانزدهم     | هنر               | نمایشنامه                                     | زندگی زیر سبیل گربه‌ها                                                                                           | مهدی پوررضائیان | |                                                      | تهران: کتاب نیستان                                                                         | شایسته تقدیر |
| شانزدهم     | ادبیات            | نثر معاصر                                     | ایراندخت | بهنام ناصح | |                                                      | تهران: نشر آموت                                                                            | شایسته تقدیر |
| شانزدهم     | ادبیات            | ادبیات زبان‌های دیگر                           | محلة گم‌شده | پاتریک مودیانو | اصغر نوری |                                                      | تهران: نشر افراز                                                                           | شایسته تقدیر |
| شانزدهم     | تاریخ و جغرافیا   | تاریخ                                         | جنگ و صلح در ایران دورة قاجار و پیامدهای آن در گذشته و اکنون                                                    | گروه نویسندگان | حسن افشار |                                                      | تهران: نشر مرکز                                                                            | شایسته تقدیر |
| شانزدهم     | تاریخ و جغرافیا   | جغرافیا                                       | فرهنگ مفاهیم و اصطلاحات برنامه‌ریزی و توسعة روستایی                                                              | محمدرضا رضوانی، ولی‌الله نظری و محمدامین خراسانی                                                                             | |                                                      | تهران: انتشارات جهاد دانشگاهی واحد تهران                                                   | شایسته تقدیر |
| شانزدهم     | کودک و نوجوان     | داستان تألیفی                                 | صوفی و چراغ جادو، نوشتة ابراهیم حسن‌بیگی                                                                         | | |                                                      | تهران: کانون پرورش فکری کودکان و نوجوانان                                                  | شایسته تقدیر |
| شانزدهم     | کودک و نوجوان     | دین                                           | کارهای خوب امروز                                                                                                | محدثه رضایی | |                                                      | قم: بوستان کتاب                                                                            | شایسته تقدیر |
| شانزدهم     | کودک و نوجوان     | دین                                           | خدا و قصه‌هایش                                                                                                   | غلامرضا حیدری ابهری | |                                                      | قم: نشر بهار دلها                                                                          | شایسته تقدیر |
| شانزدهم     | کودک و نوجوان     | کلیات                                         | رنگین کمان پژوهش                                                                                                | لیلا سلیقه‌دار، مرتضی مجدفر و ابراهیم اصلانی                                                                                 | |                                                      | تهران: انتشارات مدرسه                                                                      | شایسته تقدیر |
| هفدهم       | کلیات             | کلیات                                         | کاغذ در زندگی و فرهنگ ایرانی                                                                                    | ایرج افشار | |                                                      | تهران: مؤسسة پژوهشی میراث مکتوب                                                            | برگزیده      |
|             | کلیات             | نسخ خطی                                       | فهرست نسخه‌های خطی عربی کتابخانه تخصصی وزارت امور خارجه                                                          | اکرم مسعودی | |                                                      | تهران: وزارت امور خارجه؛ مرکز اسناد و تاریخ دیپلماسی                                       | برگزیده      |
|             | فلسفه             | فلسفة اسلامی                                  | حکمت اشراق: گزارش، شرح و سنجش دستگاه فلسفی شیخ شهاب‌الدین سهروردی                                                | سیدیدالله یزدان‌پناه | |                                                      | قم: پژوهشگاه حوزه و دانشگاه؛ تهران: سازمان سمت                                             | برگزیده      |
|             | دین               | فقه                                           | اصول الفقه | تألیف آیت الله العظمی حسین الحلی                                                                                            | |                                                      | قم: مکتبه الفقه و الاصول المختصه                                                           | برگزیده      |
|             | دین               | عرفان                                         | مجموعه مقالات عرفان، فلسفه و کلام اسلامی                                                                        | محسن جهانگیری | |                                                      | تهران: انتشارات حکمت                                                                       | برگزیده      |
|             | دین               | ادیان دیگر                                    | عوامل فهم متن                                                                                                   | سیدحمیدرضا حسنی | |                                                      | تهران: نشر هرمس                                                                            | برگزیده      |
|             | علوم اجتماعی      | علوم اجتماعی                                  | آیین عرفی: جستارهایی انتقادی در بنیادهای سکولاریسم                                                              | گروه نویسندگان | |                                                      | قم: پژوهشگاه علوم و فرهنگ اسلامی                                                           | برگزیده      |
|             | علوم اجتماعی      | محیط زیست                                     | حیات هامون | زمان شامحمدی و سعیده ملکی                                                                                                   | |                                                      | تهران: سازمان انتشارات جهاد دانشگاهی                                                       | برگزیده      |
|             | علوم خالص         | هیئت و نجوم                                   | ذرات و جهان هستی                                                                                                | کایل کرکلند | اختر رجبی |                                                      | تهران: انتشارات مازیار                                                                     | برگزیده      |
|             | علوم کاربردی      | پزشکی                                         | درسنامة پاسخ‌های برانگیختة شنوایی                                                                                | زهرا جعفری، محسن احدی، سعید ملایری و نیما رضازاده                                                                           | |                                                      | تهران: نشر دانژه                                                                           | برگزیده      |
|             | ادبیات            | شعر معاصر                                     | قبلة مایل به تو                                                                                                 | سیدحمیدرضا برقعی | |                                                      | تهران: انتشارات فصل پنجم                                                                   | برگزیده      |
|             | ادبیات            | شعر معاصر                                     | ماه، بالای سر مجنون                                                                                             | علی‌اصغر بیک‌وردی | |                                                      | تهران: انتشارات فصل پنجم                                                                   | برگزیده      |
|             | ادبیات            | تاریخ و نقد ادبی                              | فرهنگ شاهنامه                                                                                                   | علی رواقی | |                                                      | تهران: انتشارات فرهنگستان هنر                                                              | برگزیده      |
|             | ادبیات            | متون قدیم                                     | عقل سرخ: شرح و تأویل داستان‌های رمزی سهروردی                                                                     | تقی پورنامداریان | |                                                      | تهران: انتشارات سخن                                                                        | برگزیده      |
|             | کودک و نوجوان     | کلیات                                         | دایرةالمعارف شغل‌ها                                                                                              | احسان کاتبی | |                                                      | تهران: انتشارات محراب قلم                                                                  | برگزیده      |
|             | فلسفه و روان‌شناسی | فلسفة غرب                                     | حقیقت و معنا در فلسفة تحلیلی معاصر                                                                              | رضا بیگ‌پور | |                                                      | تهران: انتشارات حکمت                                                                       | شایسته تقدیر |
|             | فلسفه و روان‌شناسی | فلسفة غرب                                     | عرفت‌شناسی | ریچارد فیومرتون | جلال پی‌کانی |                                                      | تهران: انتشارات حکمت                                                                       | شایسته تقدیر |
|             | فلسفه و روان‌شناسی | روان‌شناسی                                     | آموزش و مشاوره قبل از ازدواج                                                                                    | سیدمهدی حسینی (بیرجندی) | |                                                      | تهران: انتشارات آوای نور                                                                   | شایسته تقدیر |
|             | دین               | علوم قرآنی                                    | پژوهشی در محکم و متشابه                                                                                         | محمد اسعدی و سیدمحمود طیب حسینی                                                                                             | |                                                      | قم: پژوهشگاه حوزه و دانشگاه؛ تهران: سازمان سمت                                             | شایسته تقدیر |
|             | دین               | حدیث                                          | مباحث سیاسی بحار الانوار: ج اول: حکومت و رهبری                                                                  | ابوالفضل سلطان‌محمدی | |                                                      | قم: پژوهشگاه علوم و فرهنگ اسلامی                                                           | شایسته تقدیر |
|             | دین               | حدیث                                          | اختیار المصباح الکبیر و ما اضیف الیه من الادعیه                                                                 | مجدالدین علی بن حسین قرشی حلی                                                                                               | | مهدی دلیری گلپایگانی                                 | مهدی دلیری گلپایگانی                                                                       | شایسته تقدیر |
|             | دین               | کلام                                          | فلسفة دین دیوید هیوم                                                                                            | محمد فتحعلی‌خانی | |                                                      | قم: پژوهشگاه حوزه و دانشگاه                                                                | شایسته تقدیر |
|             | دین               | اخلاق                                         | اخلاق اسلامی و کاربست قاعدة تسامح در ادلة سنن                                                                   | محمدتقی اسلامی | |                                                      | قم: پژوهشگاه علوم و فرهنگ اسلامی                                                           | شایسته تقدیر |
|             | علوم اجتماعی      | حقوق                                          | حقوق مصادره | حقوق مصادره | |                                                      | تهران: نشر میزان                                                                           | شایسته تقدیر |
|             | علوم اجتماعی      | حقوق                                          | مبانی فلسفی تفسیر قانون                                                                                         | شهرام کیوانفر | |                                                      | تهران: شرکت سهامی انتشار                                                                   | شایسته تقدیر |
|             | علوم اجتماعی      | حقوق                                          | بررسی تطبیقی حقوق جزای اسلامی و قوانین عرفی                                                                     | عبدالقادر عوده | حسن فرهودی‌نیا |                                                      | تهران: شرکت و پژوهش و نشر یادآوران                                                         | شایسته تقدیر |
|             | علوم اجتماعی      | حقوق                                          | مبانی حقوق بین‌الملل محیط زیست                                                                                   | لال کوروکولاسوریا و نیکلاس رابینسون                                                                                         | سیدمحمدمهدی حسینی                                                                                                  |                                                      | تهران: نشر میزان                                                                           | شایسته تقدیر |
|             | علوم اجتماعی      | آمار                                          | آمار و احتمال مهندسی                                                                                            | محمدرضا مشکانی | |                                                      | تهران: انتشارات فاطمی                                                                      | شایسته تقدیر |
|             | علوم اجتماعی      | مدیریت                                        | مدیریت دولتی نوین                                                                                               | حسن دانائی‌فرد و محسن علیزاده ثانی                                                                                           | |                                                      | تهران: مؤسسة کتاب مهربان نشر                                                               | شایسته تقدیر |
|             | علوم خالص         | زیست‌شناسی                                     | مرجان‌های سخت آب‌های ساحلی ایران در خلیج فارس                                                                     | عبدالوهاب مقصودلو | |                                                      | تهران: انتشارات نوربخش؛ مؤسسة ملی اقیانوس‌شناسی                                             | شایسته تقدیر |
|             | علوم کاربردی      | دامپزشکی                                      | پرورش گوسفند و بز                                                                                               | رضا ولی‌زاده | |                                                      | مشهد: انتشارات دانشگاه فردوسی مشهد                                                         | شایسته تقدیر |
|             | علوم کاربردی      | مهندسی کامپیوتر                               | پردازش دیجیتالی تصاویر                                                                                          | رافائل سی. گونزالز و ریچارد ای. وودز                                                                                        | مجتبی لطفی‌زاد، سعید میرقاسمی و امیرمسعود عمویی                                                                     |                                                      | تهران: انتشارات نیاز دانش                                                                  | شایسته تقدیر |
|             | علوم کاربردی      | مهندسی عمران                                  | طراحی سازه‌های فولادی: ج چهارم: مباحث طراحی لرزه‌ای                                                               | مجتبی ازهری و سیدرسول میرقادری                                                                                              | |                                                      | اصفهان: انتشارات ارکان دانش                                                                | شایسته تقدیر |
|             | هنر               | هنرهای تجسمی                                  | تحلیل مضامین جهان‌شناختی نقوش اسلامی                                                                             | کیت کریچلو | سیدحسن آذرکار |                                                      | تهران: انتشارات حکمت                                                                       | شایسته تقدیر |
|             | هنر               | هنرهای نمایشی                                 | هنر نقالی در ایران                                                                                              | سهیلا نجم | |                                                      | تهران: انتشارات فرهنگستان هنر                                                              | شایسته تقدیر |
|             | هنر               | معماری                                        | میراث معماری مدرن ایران                                                                                         | اسکندر مختاری طالقانی | |                                                      | تهران: دفتر پژوهش‌های فرهنگی                                                                | شایسته تقدیر |
|             | هنر               | معماری                                        | تاریخ معماری غرب                                                                                                | دیوید وتکین | محمدتقی فرامرزی |                                                      | تهران: انتشارات کاوش‌پرداز                                                                  | شایسته تقدیر |
|             | هنر               | تربیت بدنی                                    | راهنمای آزمایشگاه فیزیولوژی ورزشی                                                                               | ژن ام. آدامز | فرهاد رحمانی‌نیا حمید رجبی، عباسعلی گائینی، حسین مجتهدی                                                             |                                                      | تهران: انتشارات عصر انتظار                                                                 | شایسته تقدیر |
|             | ادبیات            | ادبیات زبان‌های دیگر                           | قصه‌هایی برای دمیان                                                                                              | خورخه بوکای | رضا اسکندری و مونا محمدپور                                                                                         |                                                      | تهران: انتشارات آراسته                                                                     | شایسته تقدیر |
|             | تاریخ و جغرافیا   | تاریخ                                         | تاریخ آغاز فراماسونری در ایران                                                                                  | تاریخ آغاز فراماسونری در ایران                                                                                              | |                                                      | تهران: انتشارات سورة مهر                                                                   | شایسته تقدیر |
|             | تاریخ و جغرافیا   | جغرافیا                                       | جغرافیای روستایی: فرایندها، واکنش‌ها و تجربه‌های بازساخت روستایی                                                  | مایکل وودز | محمدرضا رضوانی و صامت فرهادی                                                                                       |                                                      | تهران: انتشارات دانشگاه تهران                                                              | شایسته تقدیر |
|             | کودک و نوجوان     | شعر معاصر                                     | ساعت بدون تیک‌تاک                                                                                                | مهدی مرادی | |                                                      | تهران: انتشارات امیرکبیر، کتاب‌های شکوفه                                                    | شایسته تقدیر |
|             | کودک و نوجوان     | داستان                                        | پیش از بستن چمدان                                                                                               | مینو کریم‌زاده | |                                                      | تهران: کانون پرورش فکری کودکان و نوجوانان                                                  | شایسته تقدیر |
|             | کودک و نوجوان     | دین                                           | پیامبر (ص) و قصه‌هایش                                                                                            | غلامرضا حیدری ابهری | |                                                      | قم: نشر جمال                                                                               | شایسته تقدیر |
| هفدهم       | کودک و نوجوان     | علوم و فنون                                   | مجموعة فعالیت‌های حیوانات                                                                                        | پاتریشیا وایت‌هاوس | مجید عمیق |                                                      | تهران: انتشارات قدیانی، کتاب‌های بنفشه                                                      | شایسته تقدیر |
| هجدهم       | فلسفه             | فلسفة غرب                                     | فلسفه و آینة طبیعت                                                                                              | ریچارد رورتی | مرتضی نوری |                                                      | تهران: نشر مرکز                                                                            | برگزیده      |
|             | دین               | کلیات اسلام                                   | ریاض الجنه | میرزامحمدحسن حسینی زنوزی | | علی رفیعی علامرودشتی                                 | قم: کتابخانة بزرگ حضرت آیت‌الله العظمی مرعشی نجفی                                           | برگزیده      |
|             | دین               | علوم قرآنی                                    | جریان‌شناسی تفاسیر فقهی                                                                                          | محمدعلی مهدوی‌راد، علی جلائیان اکبرنیا، علی‌اصغر ناصحیان، علی راد، میرزا علیزاده، حسن خرقانی، محسن نورایی، جهانگیر فیض‌آبادی   | |                                                      | مشهد: انتشارات دانشگاه علوم اسلامی رضوی                                                    | برگزیده      |
|             | دین               | حدیث                                          | ترجمة اصول کافی                                                                                                 | محمدبن یعقوب کلینی رازی | حسین استادولی | حسین استادولی                                        | تهران: انتشارات دار الثقلین                                                                | برگزیده      |
|             | دین               | کلام                                          | سلسله موضوعات الغدیر                                                                                            | علامه امینی | محمدحسن شفیعی شاهرودی                                                                                              |                                                      | قم: مؤسسة میراث نبوت                                                                       | برگزیده      |
|             | علوم اجتماعی      | علوم نظامی                                    | تروریسم سایبری                                                                                                  | بتول پاکزاد | |                                                      | تهران: دفتر گسترش تولید علم معاونت پژوهشی دانشگاه آزاد اسلامی                              | برگزیده      |
|             | علوم کاربردی      | پزشکی                                         | راهنمای منابع اطلاعات دارویی                                                                                    | خیرالله غلامی، محمدرضا جوادی و میثم اسماعیلی                                                                                | |                                                      | تهران: انتشارات کتاب مرو                                                                   | برگزیده      |
|             | هنر               | عکاسی                                         | عکاسی: درآمدی انتقادی                                                                                           | لیز ولز | سولماز ختایی‌لر، ویدا قدسی راثی، مهران مهاجر و محمد نبوی                                                            |                                                      | تهران: انتشارات مینوی خرد                                                                  | برگزیده      |
|             | هنر               | معماری                                        | اقلیم، معماری و تهویة مطبوع                                                                                     | محمدرضا سلطاندوست | |                                                      | تهران: انتشارات یزدا                                                                       | برگزیده      |
|             | هنر               | نمایشنامه                                     | یک تکه نان | محمدرضا گوهری | |                                                      | تهران: انتشارات کتاب نیستان                                                                | برگزیده      |
|             | کودک و نوجوان     | داستان تألیفی                                 | گردان قاطرچی‌ها                                                                                                  | داوود امیریان | |                                                      | تهران: کانون پرورش فکری کودکان و نوجوانان                                                  | برگزیده      |
|             | کودک و نوجوان     | علوم و فنون                                   | دنیای نو در ابعاد نانو                                                                                          | نگار زاده ختمی‌مآب و رضا ایجادی                                                                                              | |                                                      | تهران: کانون پرورش فکری کودکان و نوجوانان                                                  | برگزیده      |
|             | فلسفه             | فلسفة اسلامی                                  | تاریخچه و مفهوم حق                                                                                              | سیدمحمود نبویان | |                                                      | قم: مؤسسة آموزشی و پرورشی امام خمینی (ره)                                                  | شایسته تقدیر |
|             | دین               | حدیث                                          | روش‌شناسی نقد احادیث                                                                                             | علی نصیری | |                                                      | قم: انتشارات وحی و خرد                                                                     | شایسته تقدیر |
|             | دین               | کلام                                          | الامام المهدی از منظر اهل سنت                                                                                   | تاج محمد جمشید زهی | |                                                      | تهران: انتشارات آشنایی                                                                     | شایسته تقدیر |
|             | علوم اجتماعی      | علوم اجتماعی                                  | ارتباطات و سلطة فرهنگی                                                                                          | هربرت شیلر | کاظم معتمدنژاد |                                                      | ، تهران: نشر علم                                                                           | شایسته تقدیر |
|             | علوم اجتماعی      | علوم سیاسی                                    | روحانیت و سیاست: مسائل و پیامدها                                                                                | عبدالوهاب فراتی | |                                                      | تهران: انتشارات پژوهشگاه فرهنگ و اندیشة اسلامی                                             | شایسته تقدیر |
|             | علوم اجتماعی      | اقتصاد                                        | طرح تحول نظام بانکی                                                                                             | سیدعباس موسویان | |                                                      | تهران: پژوهشگاه فرهنگ و اندیشة اسلامی                                                      | شایسته تقدیر |
|             | علوم اجتماعی      | حقوق                                          | کودک‌آزاری: از علت‌شناسی تا پاسخ‌دهی                                                                               | امیر ایروانیان، سیدمهدی سیدزاده ثانی، نفیسه متولی‌زاده نائینی، بهروز جوانمرد و محسن مال‌جو                                    | |                                                      | تهران: انتشارات خرسندی                                                                     | شایسته تقدیر |
|             | زبان              | گویش‌های محلی                                  | گنجینة گویش‌شناسی فارس                                                                                           | عبدالنبی سلامی | |                                                      | تهران: انتشارات فرهنگستان زبان و ادب فارسی                                                 | شایسته تقدیر |
|             | علوم خالص         | ریاضی                                         | النجاره | ابو الوفاء محمدبن محمد بوزجانی                                                                                              | جعفر آقایانی چاوشی                                                                                                 | جعفر آقایانی چاوشی                                   | مرکز پژوهشی میراث مکتوب                                                                    | شایسته تقدیر |
|             | علوم خالص         | زیست‌شناسی                                     | مبانی فیزیولوژی جانوری                                                                                          | کریستوفر د. مویز و پاتریشیا م. شولت                                                                                         | آمنه رضایوف، آمنه زارع چاهوکی، زهرا شیرازی زند و سیدپیمان مقدسی                                                    |                                                      | تهران: انتشارات فاطمی                                                                      | شایسته تقدیر |
|             | علوم کاربردی      | پزشکی                                         | غربالگری در بیماری‌های زنان و مامایی                                                                             | ویلد اسکات، وینر و پیترس | تهمینه دادخواه تهرانی، فرزانه ظاهری و بهار مرشد بهبهانی                                                            |                                                      | قم: انتشارات فانوس اندیشه                                                                  | شایسته تقدیر |
|             | علوم کاربردی      | دامپزشکی                                      | راهنمای جامع و کاربردی پرورش زنبور عسل                                                                          | محمد اقبالی | محمد اقبالی |                                                      | تهران: انتشارات مرز دانش                                                                   | شایسته تقدیر |
|             | ادبیات            | شعر معاصر                                     | تو سیب و گندم … تو خودِ حوا                                                                                      | محمد مرادی | |                                                      | تهران: انتشارات سورة مهر                                                                   | شایسته تقدیر |
|             | ادبیات            | نثر معاصر                                     | زنی در جزیره‌ای گمنام                                                                                            | زهرا زواریان | |                                                      | تهران: انتشارات قدیانی                                                                     | شایسته تقدیر |
|             | ادبیات            | نقد ادبی                                      | درآمدی بر بینامتنیت                                                                                             | بهمن نامور مطلق | |                                                      | تهران: نشر سخن                                                                             | شایسته تقدیر |
|             | ادبیات            | ادبیات عربی                                   | آفرینش‌های ادبی در گفتار نبوی                                                                                    | سیدرضی | سیدمحمدمهدی جعفری                                                                                                  |                                                      | تهران: سازمان چاپ و انتشارات وزارت فرهنگ و ارشاد اسلامی                                    | شایسته تقدیر |
|             | تاریخ و جغرافیا   | تاریخ                                         | قدرت، سیاست و مذهب در ایران عهد تیموری                                                                          | بئاتریس هوربزمنز | جواد عباسی |                                                      | انتشارات دانشگاه فردوسی مشهد                                                               | شایسته تقدیر |
| نوزدهم      | فلسفه             | فلسفة غرب                                     | تاریخ فلسفة قرن هجدهم                                                                                           | اسماعیل سعادت | |                                                      | تهران: نشر هرمس                                                                            | برگزیده      |
|             | دین               | حدیث                                          | تراز حیات | مصطفی دلشاد تهرانی | |                                                      | تهران: انتشارات دریا                                                                       | برگزیده      |
|             | دین               | فقه و اصول                                    | اخباریگری | ابراهیم بهشتی | |                                                      | قم: انتشارات دار الحدیث                                                                    | برگزیده      |
|             | دین               | کلام                                          | ابن‌تیمیه فکراً و منهجاً                                                                                           | آیت‌الله جعفر سبحانی | |                                                      | قم: مؤسسة امام صادق (ع)                                                                    | برگزیده      |
|             | زبان              | گویش‌های محلی                                  | واژه‌نامة شصت‌وهفت گویش ایرانی                                                                                    | صادق کیا | |                                                      | تهران: پژوهشگاه علوم انسانی و مطالعات فرهنگی                                               | برگزیده      |
|             | علوم خالص         | زیست‌شناسی                                     | فیزیولوژی گیاهی: بیوشیمی ترکیبات ثانوی                                                                          | حسن ابراهیم‌زاده | |                                                      | تهران: نشر تک‌رنگ                                                                           | برگزیده      |
|             | هنر               | هنرهای تجسمی                                  | زیبایی‌شناسی خط در مسجد اصفهان                                                                                   | محمدحسین حلیمی | |                                                      | تهران: انتشارات قدیانی                                                                     | برگزیده      |
|             | هنر               | معماری                                        | نانوفناوری در معماری و مهندسی                                                                                   | محمود گلابچی، کتایون تقی‌زاده و احسان سروش‌نیا                                                                                | |                                                      | تهران: انتشارات دانشگاه تهران                                                              | برگزیده      |
|             | کلیات             | کتابداری                                      | از اطلاعات تا دانش                                                                                              | رحمت‌الله فتاحی | |                                                      | تهران: نشر کتابدار                                                                         | شایسته تقدیر |
|             | فلسفه و روان‌شناسی | فلسفة اسلامی                                  | ادراکات اعتباری از دیدگاه علامه طباطبایی                                                                        | حمیدرضا هاشمی | |                                                      | تهران: انتشارات طراوت                                                                      | شایسته تقدیر |
|             | فلسفه و روان‌شناسی | فلسفة اسلامی                                  | مسئلة کلیات در فلسفة ملاصدرا                                                                                    | احمد عسگری | |                                                      | تهران: بنیاد حکمت اسلامی صدرا                                                              | شایسته تقدیر |
|             | فلسفه و روان‌شناسی | فلسفة غرب                                     | تفسیر هیدگر از فلسفة هگل                                                                                        | محمد زارع | |                                                      | تهران: نشر کویر                                                                            | شایسته تقدیر |
|             | فلسفه و روان‌شناسی | فلسفة غرب                                     | فلسفة دین هگل                                                                                                   | علی فلاح‌رفیع | |                                                      | تهران: نشر علم                                                                             | شایسته تقدیر |
|             | فلسفه و روان‌شناسی | روان‌شناسی                                     | مصاحبة آغازین                                                                                                   | جیمز موریسن | فریبا بشردوست تجلی                                                                                                 |                                                      | تهران: نشر روان                                                                            | شایسته تقدیر |
|             | دین               | علوم قرآنی                                    | آیات ولایت در قرآن                                                                                              | سیدمحمد مرتضوی | |                                                      | انتشارات آشیانة مهر                                                                        | شایسته تقدیر |
|             | دین               | علوم قرآنی                                    | جریان‌شناسی قرآن‌بسندگی                                                                                           | محمدابراهیم روشن‌ضمیر | |                                                      | تهران: نشر سخن                                                                             | شایسته تقدیر |
|             | دین               | حدیث                                          | حدیث اسلامی | هارالد موتسکی | گروه مترجمان |                                                      | قم: انتشارات دار الحدیث                                                                    | شایسته تقدیر |
|             | دین               | اخلاق                                         | اخلاق ژنتیک | محمدرسول ایمانی خوشخو | |                                                      | قم: مؤسسة امام خمینی                                                                       | شایسته تقدیر |
|             | دین               | اخلاق                                         | در پی فضیلت | السدیر مک‌اینتایر | حمید شهریاری و محمدعلی شمالی                                                                                       |                                                      | تهران: سازمان سمت                                                                          | شایسته تقدیر |
|             | دین               | عرفان                                         | معرفت شهودی از دیدگاه امام خمینی (ره)                                                                           | احمد ضرابی | |                                                      | تهران: چاپ و نشر عروج                                                                      | شایسته تقدیر |
|             | دین               | سیره                                          | الصحیح من مقتل سیدالشهداء و اصحابه                                                                              | محمد ری‌شهری | |                                                      | قم: دار الحدیث                                                                             | شایسته تقدیر |
|             | علوم اجتماعی      | علوم اجتماعی                                  | سیاست‌گذاری اقتصادی                                                                                              | عباس مصلی‌نژاد | |                                                      | تهران: نشر رخ‌داد نو                                                                        | شایسته تقدیر |
|             | علوم اجتماعی      | علوم سیاسی                                    | درآمدی بر بررسی‌های امنیت                                                                                        | پل دی ویلیامیز | علیرضا طیب |                                                      | تهران: انتشارات امیرکبیر                                                                   | شایسته تقدیر |
|             | علوم اجتماعی      | علوم سیاسی                                    | به‌خاطر صهیون | فؤاد شعبان | یاسر فرخزادی |                                                      | تهران: نشر ساقی                                                                            | شایسته تقدیر |
|             | علوم اجتماعی      | اقتصاد                                        | رالز حکیمی: بررسی تطبیقی و نقد معیارها و ابعاد عدالت اقتصادی در اندیشة جان رالز و محمدرضا حکیمی                 | محمدرضا آرمان‌مهر | |                                                      | قم: دلیل ما                                                                                | شایسته تقدیر |
|             | علوم اجتماعی      | حقوق                                          | تحلیل اقتصادی حقوق قراردادها                                                                                    | مهدی انصاری | |                                                      | نشر جاودانه                                                                                | شایسته تقدیر |
|             | علوم اجتماعی      | حقوق                                          | فلسفة نظام حقوق زن                                                                                              | محمود حکمت‌نیا | |                                                      | تهران: پژوهشگاه فرهنگ و اندیشة اسلامی                                                      | شایسته تقدیر |
|             | علوم اجتماعی      | حقوق                                          | آیین دادرسی مدنی فراملی                                                                                         | مجید غمامی و حسن محسنی | |                                                      | تهران: شرکت سهامی انتشار                                                                   | شایسته تقدیر |
|             | علوم اجتماعی      | آموزش و پرورش                                 | برنامة درسی | گروه مؤلفان | مصطفی شریف |                                                      | اصفهان: جهاد دانشگاهی واحد اصفهان                                                          | شایسته تقدیر |
|             | علوم خالص         | ریاضی                                         | نقش اعداد از باستان تا کنون                                                                                     | احترام‌السادات حسینی شکرایی                                                                                                  | |                                                      | تهران: پژوهشگاه علوم انسانی و مطالعات فرهنگی                                               | شایسته تقدیر |
|             | علوم خالص         | زیست‌شناسی                                     | زیست‌شناسی سلولی و ملکولی                                                                                        | هاروی لودیش و دیگران | عبدالحسین ستوده‌نیا، حسن محبتی، شیما شمسایی، پریا سعادت، سینا مظاهری، لیلا پروانه، محمدحسین قربانی و افسانه آموزگار |                                                      | تهران: انتشارات ارجمند                                                                     | شایسته تقدیر |
|             | علوم کاربردی      | پزشکی                                         | اصول ژنتیک پزشکی امری                                                                                           | پیتر دی. ترن‌پنی | محمد خلج کندری، علی آهنی، محمدتقی اکبری                                                                            |                                                      | تهران: انتشارات اندیشة رفیع                                                                | شایسته تقدیر |
|             | علوم کاربردی      | پزشکی                                         | پزشکی برای حقوقدانان                                                                                            | روی پالمر و دیانا واتریل | محمود عباسی، لادن عباسیان و مهرزاد کیانی                                                                           |                                                      | تهران: انتشارات حقوقی                                                                      | شایسته تقدیر |
|             | علوم کاربردی      | دامپزشکی                                      | دندانپزشکی حیوانات کوچک                                                                                         | سدریک تات | غلامرضا عابدی، رضا خاندانلو، محمد اشرف‌زاده تخت‌فولادی و پیمان شاه‌زمانی                                              |                                                      | تهران: انتشارات دانشگاه آزاد واحد علوم و تحقیقات تهران                                     | شایسته تقدیر |
|             | علوم کاربردی      | کشاورزی                                       | کشاورزی پایداری در زیست‌بوم‌های مناطق خشک                                                                         | علیرضا مرشدی | |                                                      | تهران: انتشارات دانشگاه تهران                                                              | شایسته تقدیر |
|             | علوم کاربردی      | مکانیک                                        | مبانی مهندسی گرمایش، تهویه و تهویة مطبوع                                                                        | بهرام خاکپور | |                                                      | تهران: انتشارات یزدا                                                                       | شایسته تقدیر |
|             | علوم کاربردی      | مکانیک                                        | مقدمه‌ای بر انتقال گرما                                                                                          | فرانک این‌کروپرا و دیوید دویت                                                                                                | بهرام پوستی |                                                      | تهران: نشر کتاب دانشگاهی                                                                   | شایسته تقدیر |
|             | علوم کاربردی      | مواد و معدن                                   | مبانی اکتشاف مواد معدنی                                                                                         | حسن مدنی | |                                                      | تهران: انتشارات دانشگاه صنعتی امیرکبیر                                                     | شایسته تقدیر |
|             | علوم کاربردی      | برق                                           | تحلیل و طراحی سیستم‌های کنترل چندمتغیره                                                                          | علی خاکی صدیق | |                                                      | تهران: دانشگاه صنعتی خواجه نصیرالدین طوسی                                                  | شایسته تقدیر |
|             | علوم کاربردی      | صنایع                                         | مقدمه‌ای بر فرایندهای تولید                                                                                      | الیپس مسیحی و مریم رونق | |                                                      | تهران: انتشارات فرمنش                                                                      | شایسته تقدیر |
|             | علوم کاربردی      | صنایع                                         | اصول برنامه‌ریزی تولید و کنترل موجودی‌ها                                                                          | جعفر رزمی و محمدمهدی لطفی                                                                                                   | |                                                      | تهران: انتشارات دانشگاه تهران                                                              | شایسته تقدیر |
|             | علوم کاربردی      | عمران                                         | تکنولوژی بتن | آدام نویل و جی.جی. بروکس | علی اکبر رمضانیان‌پور و نگین اعرابی                                                                                 |                                                      | تهران: انتشارات نگارندة دانش                                                               | شایسته تقدیر |
|             | هنر               | عکاسی                                         | دربارة عکاسی | سوزان سونتاگ | نگین شیدوش |                                                      | تهران: انتشارات حرفة نویسنده                                                               | شایسته تقدیر |
|             | هنر               | هنرهای نمایشی                                 | شکسپیر معاصر ما                                                                                                 | یان کات | رضا سرور |                                                      | تهران: نشر بیدگل                                                                           | شایسته تقدیر |
|             | هنر               | نمایشنامه                                     | سحرگاه با شیطان                                                                                                 | عبدالرضا فریدزاده | |                                                      | تهران: انتشارات کتاب نیستان                                                                | شایسته تقدیر |
|             | ادبیات            | نثر معاصر                                     | فرهنگنامة رمزهای غزلیات مولانا                                                                                  | رحمان مشتاق مهر | |                                                      | تهران: مؤسسة خانة کتاب                                                                     | شایسته تقدیر |
|             | ادبیات            | ادبیات زبان‌های دیگر                           | رؤیای مادرم | آلیس مونرو | ترانه علیدوستی |                                                      | تهران: نشر مرکز                                                                            | شایسته تقدیر |
|             | تاریخ و جغرافیا   | تاریخ                                         | ایران و ادیان باستانی                                                                                           | ادوین ام. یاما اوچی | منوچهر پزشک |                                                      | تهران: نشر ققنوس                                                                           | شایسته تقدیر |
|             | تاریخ و جغرافیا   | تاریخ                                         | اخبار ولات خراسان                                                                                               | حسین بن احمد سلامی | | محمدعلی کاظم‌بیگی                                     | تهران: مرکز پژوهشی میراث مکتوب                                                             | شایسته تقدیر |
|             | تاریخ و جغرافیا   | جغرافیا                                       | شهر و روستا در ایران                                                                                            | پل وارد انگلیش | رؤیا اخلاص‌پور |                                                      | تهران: نشر تاریخ ایران                                                                     | شایسته تقدیر |
| نوزدهم      | کودک و نوجوان     | دین                                           | آسمان چه می‌گوید                                                                                                 | سعید روح‌افزا، محمود پوروهاب، مرتضی دانشمند و مجید ملامحمدی                                                                  | |                                                      | تهران: کانون پرورش فکری کودکان و نوجوانان، استان تهران                                     | شایسته تقدیر |
| بیستم       | فلسفه             | فلسفة اسلامی                                  | شرح منظومة حکمت: در باب عدم و وجود                                                                              | رضا اکبری و سیدمحمد منافیان                                                                                                 | |                                                      | تهران: دانشگاه امام صادق (ع)                                                               | برگزیده      |
|             | فلسفه             | فلسفة غرب                                     | نظریة تفسیر متن                                                                                                 | احمد واعظی | |                                                      | قم: پژوهشگاه حوزه و دانشگاه                                                                | برگزیده      |
|             | فلسفه             | فلسفة غرب                                     | فرهنگ فلسفة دکارت                                                                                               | جان کاتینگم | علی افضلی |                                                      | تهران: مؤسسة پژوهشی حکمت و فلسفه                                                           | برگزیده      |
|             | دین               | حدیث                                          | مقدمه‌ای بر شناخت نهج‌البلاغه                                                                                     | جعفر سبحانی | علیرضا مسجدجامعی                                                                                                   |                                                      | تهران: نشر جمهوری                                                                          | برگزیده      |
|             | دین               | کلام                                          | فرهنگ عقاید و مذاهب اسلامی                                                                                      | جعفر سبحانی | |                                                      | قم: مؤسسة امام صادق (ع)                                                                    | برگزیده      |
|             | علوم اجتماعی      | حقوق                                          | صلح جاویدان و حکومت قانون                                                                                       | هدایت‌الله فلسفی | |                                                      | فرهنگ نشر نو                                                                               | برگزیده      |
|             | علوم کاربردی      | پزشکی                                         | خوز و خوزی در مکتب پزشکی ایران                                                                                  | محسن ناصری و فرزانه غفاری                                                                                                   | |                                                      | تهران: انتشارات المعی                                                                      | برگزیده      |
|             | علوم کاربردی      | پزشکی                                         | سکتة مغزی: اصول تشخیص، پیگیری و درمان                                                                           | محمودرضا آذرپژوه | |                                                      | مشهد: انتشارات دانشگاه علوم پزشکی مشهد                                                     | برگزیده      |
|             | علوم کاربردی      | پزشکی                                         | کفایه الطب | ابوالفضل حبیش التفلیسی | | زهرا پارساپور                                        | تهران: پژوهشگاه علوم انسانی و مطالعات فرهنگی                                               | برگزیده      |
|             | علوم کاربردی      | دامپزشکی                                      | بیماری آنفلوانزای طیور                                                                                          | مهدی وصفی مرندی | |                                                      | تهران: انتشارات دانشگاه تهران                                                              | برگزیده      |
|             | علوم کاربردی      | دامپزشکی                                      | اولتراسونوگرافی ماهیان خاویاری                                                                                  | علیرضا وجهی، مجید مسعودی فرد، مهدی مقیم، عباس وشکینی و امید زهتاب‌ور                                                         | |                                                      | تهران: انتشارات دانشگاه تهران                                                              | برگزیده      |
|             | هنر               | هنرهای تجسمی                                  | زندگی و آثار هنری حاج میرزاآقا امامی                                                                            | مهدی وفامهر | |                                                      | اصفهان: انتشارات طراحان هنر                                                                | برگزیده      |
|             | ادبیات            | نثر معاصر                                     | پریباد | محمدعلی علومی | |                                                      | تهران: نشر آموت                                                                            | برگزیده      |
|             | تاریخ و جغرافیا   | تاریخ                                         | خلیج فارس در نیمة نخست قرن بیستم                                                                                | امیرهوشنگ انوری | |                                                      | خانة تاریخ و تصویر ابریشمی                                                                 | برگزیده      |
|             | تاریخ و جغرافیا   | جغرافیا                                       | وصف ایران و مناطق آن در برخی از نقشه‌های دورة اسلامی                                                             | امیرهوشنگ انوری | |                                                      | تهران: بنیاد ایران‌شناسی                                                                    | برگزیده      |
|             | کودک و نوجوان     | داستان                                        | توران تور | عباس جهانگیریان | |                                                      | تهران: کانون پرورش فکری کودکان و نوجوانان                                                  | برگزیده      |
|             | دین               | علوم قرآنی                                    | اشارات و شواهد علمی در قرآن کریم                                                                                | میترا فرخ‌زاد | |                                                      | مشهد: نشر سخن گستر                                                                         | شایسته تقدیر |
|             | دین               | علوم قرآنی                                    | مبانی کلامی امامیه در تفسیر قرآن                                                                                | علی راد | |                                                      | تهران: انتشارات سخن                                                                        | شایسته تقدیر |
|             | دین               | حدیث                                          | الدر المنثور | علی بن محمد عاملی | |                                                      | قم: پژوهشگاه علوم و فرهنگ اسلامی                                                           | شایسته تقدیر |
|             | دین               | اخلاق                                         | مرزهای اخلاق | شیرزاد پیک‌حرفه | |                                                      | نشر نی                                                                                     | شایسته تقدیر |
|             | دین               | عرفان و تصوف                                  | سیری در تصوف آذربایجان                                                                                          | صمد موحد | |                                                      | تهران: انتشارات طهوری                                                                      | شایسته تقدیر |
|             | دین               | عرفان و تصوف                                  | حقیقت محمدیه و عیسی مسیح در اندیشة ابن عربی و اکهارت                                                            | امداد توران | |                                                      | قم: انتشارات دانشگاه ادیان و مذاهب                                                         | شایسته تقدیر |
|             | علوم اجتماعی      | مدیریت                                        | مدیریت راهبردی با تأکید بر جهاد اقتصادی                                                                         | رضا بنی‌اسد | |                                                      | تهران: انتشارات دانشگاه امام صادق (ع)؛ انتشارات دانشگاه عالی دفاع ملی                      | شایسته تقدیر |
|             | زبان              | گویش‌های محلی                                  | حماسه‌سرایی در بلوچستان                                                                                          | عبدالغفور جهاندیده | |                                                      | تهران: انتشارات معین                                                                       | شایسته تقدیر |
|             | علوم محض          | ریاضی                                         | درآمدی بر نظریة مجموعه‌ها                                                                                        | کارل هرباتسک و توماس یخ | سعید مقصودی و سیدمجید جعفریان امیری                                                                                |                                                      | زنجان: انتشارات دانشگاه زنجان                                                              | شایسته تقدیر |
|             | علوم محض          | شیمی                                          | اصول شیمی عمومی                                                                                                 | مارتین سیلبربرگ | مجید میرمحمدصادقی، غلامعباس پارسافر و محمدرضا سعیدی                                                                |                                                      | تهران: انتشارات نوپردازان                                                                  | شایسته تقدیر |
|             | علوم محض          | زیست‌شناسی                                     | جهان سلول | گروه مؤلفان | میرلطیف موسوی، امیرحسین منصوری، امین داوری و یاسر احسنی آرانی و نازنین جلیلیان                                     |                                                      | تهران: انتشارات دانشگاه شاهد                                                               | شایسته تقدیر |
|             | علوم کاربردی      | کشاورزی                                       | فیزیولوژی عملکرد گیاهان زراعی                                                                                   | روبرت هی و جان پورتر | کاظم پوستینی، حمید محمدی، محسن جان‌محمدی و محمود ملکی                                                               |                                                      | تهران: انتشارات دانشگاه تهران                                                              | شایسته تقدیر |
|             | علوم کاربردی      | مواد و معدن                                   | اصول و کاربرد شبیه‌سازی فرایند                                                                                   | احمد کرمانپور | |                                                      | اصفهان: جهاد دانشگاهی واحد صنعتی اصفهان                                                    | شایسته تقدیر |
|             | علوم کاربردی      | مهندسی عمران                                  | مهندسی پی پیشرفته                                                                                               | علی فاخر | |                                                      | تهران: انتشارات دانشگاه تهران                                                              | شایسته تقدیر |
|             | هنر               | نمایشنامه                                     | قلندرخونه | ایرج صغیری | |                                                      | تهران: نشر قطره                                                                            | شایسته تقدیر |
|             | ادبیات            | شعر معاصر                                     | مولای گندمگون                                                                                                   | قاسم صرافان | |                                                      | انتشارات آرام دل                                                                           | شایسته تقدیر |
|             | ادبیات            | شعر معاصر                                     | نام دیگر دریا                                                                                                   | عباس باقری | |                                                      | تهران: انتشارات فصل پنجم                                                                   | شایسته تقدیر |
|             | ادبیات            | تاریخ و نقد ادبی                              | ادبیات داستانی ایران پس از انقلاب اسلامی                                                                        | محمدرضا سرشار | |                                                      | تهران: پژوهشگاه فرهنگ و اندیشة اسلامی                                                      | شایسته تقدیر |
|             | ادبیات            | متون قدیم                                     | دیوان قائمیات                                                                                                   | حسن محمود کاتب | | سیدجلال حسینی بدخشانی                                | تهران: مرکز پژوهشی میراث مکتوب                                                             | شایسته تقدیر |
|             | ادبیات            | ادبیات زبان‌های دیگر                           | و شام بود و صبح بود                                                                                             | هاینریش بل | علی عبداللهی |                                                      | تهران: نشر جامی                                                                            | شایسته تقدیر |
|             | کودک و نوجوان     | شعر                                           | میو میو … تشکر                                                                                                  | مریم هاشم‌پور | |                                                      | تهران: کانون پرورش فکری کودکان و نوجوانان                                                  | شایسته تقدیر |
|             | کودک و نوجوان     | داستان تألیفی کودک                            | مجموعة یک اسم و چند قصه                                                                                         | گروه نویسندگان | |                                                      | تهران: انتشارات شهر قلم؛ چکه                                                               | شایسته تقدیر |
|             | کودک و نوجوان     | داستان تألیفی کودک                            | مجموعة روزی که مانیا …                                                                                          | عذرا جوزدانی | |                                                      | تهران: انتشارات شهر قلم؛ چکه                                                               | شایسته تقدیر |
| بیستم       | کودک و نوجوان     | دین                                           | مجموعة یاران ایرانی اهل بیت (ع)                                                                                 | ابوالفضل هادی‌منش | |                                                      | قم: انتشارات حدیث نینوا                                                                    | شایسته تقدیر |
| بیست و یک   | فلسفه             | فلسفة اسلامی                                  | جدال با مدعی | حسین غفاری | |                                                      | تهران: انتشارات حکمت                                                                       | برگزیده      |
|             | فلسفه             | فلسفة غرب                                     | اصول نوین در پروتزهای دندانی ثابت                                                                               | استیون روزنستیل | آزیتا مظاهری تهرانی، کاوه سیدان، مهران نوربخش، آرش زربخش                                                           |                                                      | تهران: انتشارات شایان نمودار                                                               | برگزیده      |
|             | ادبیات            | شعر معاصر                                     | صبح بنارس | علیرضا قزوه | |                                                      | تهران: نشر سلمان پاک                                                                       | برگزیده      |
|             | ادبیات            | نثر معاصر                                     | قیدار | رضا امیرخانی | |                                                      | تهران: نشر افق                                                                             | برگزیده      |
|             | ادبیات            | تاریخ و نقد ادبی                              | سبک‌شناسی: نظریه‌ها، رویکردها و روش‌ها                                                                             | محمود فتوحی رودمعجنی | |                                                      | تهران: انتشارات سخن                                                                        | برگزیده      |
|             | فلسفه             | فلسفة اسلامی                                  | معرفت‌شناسی و هرمنوتیک از منظری عرفانی                                                                           | ویلیام چیتیک | پیروز فطورچی |                                                      | تهران: پژوهشگاه فرهنگ و اندیشة اسلامی                                                      | شایسته تقدیر |
|             | فلسفه             | فلسفة اسلامی                                  | قلب فلسفة اسلامی                                                                                                | ویلیام چیتیک | شهاب‌الدین عباسی |                                                      | تهران: انتشارات مروارید                                                                    | شایسته تقدیر |
|             | فلسفه             | فلسفة غرب                                     | مفهوم جوهر در متافیزیک تحلیلی معاصر                                                                             | رضا ماحوزی | |                                                      | تهران: بنیاد حکمت صدرا                                                                     | شایسته تقدیر |
|             | فلسفه             | منطق                                          | جستار در میراث منطق‌دانان مسلمان                                                                                 | احد فرامرز قراملکی | |                                                      | تهران: پژوهشگاه علوم انسانی و مطالعات فرهنگی                                               | شایسته تقدیر |
|             | دین               | علوم قرآنی                                    | زبان قرآن، تفسیر قرآن                                                                                           | گروه نویسندگان | مرتضی کریمی‌نیا |                                                      | تهران: نشر هرمس                                                                            | شایسته تقدیر |
|             | دین               | حدیث                                          | رخسارة خورشید                                                                                                   | مصطفی دلشاد تهرانی | |                                                      | تهران: انتشارات دریا                                                                       | شایسته تقدیر |
|             | دین               | کلام                                          | حکمت الهی و آفرینش هدفدار                                                                                       | امیر شیرزاد | |                                                      | قم: پژوهشگاه علوم و فرهنگ اسلامی                                                           | شایسته تقدیر |
|             | دین               | کلام                                          | تاریخی‌نگری و دین                                                                                                | محمد عرب‌صالحی | |                                                      | تهران: پژوهشگاه فرهنگ و اندیشة اسلامی                                                      | شایسته تقدیر |
|             | دین               | کلام                                          | تنوع تجربة دینی                                                                                                 | ویلیام جیمز | حسین کیانی |                                                      | تهران: انتشارات حکمت                                                                       | شایسته تقدیر |
|             | دین               | اخلاق                                         | نوشتن در جزایر پراکنده                                                                                          | سیدحسن اسلامی | |                                                      | قم: انتشارات نور مطاف                                                                      | شایسته تقدیر |
|             | علوم اجتماعی      | علوم سیاسی                                    | پیامد سیاست‌ها و برنامه‌های توسعة جمهوری اسلامی ایران بر مشارکت سیاسی، تحزب و ثبات سیاسی                          | سیدمحمدتقی آل غفور | |                                                      | قم: پژوهشگاه علوم و فرهنگ اسلامی                                                           | شایسته تقدیر |
|             | علوم اجتماعی      | حقوق                                          | حقوق اداری | ابراهیم موسی‌زاده | |                                                      | تهران: نشر دادگستر                                                                         | شایسته تقدیر |
|             | علوم اجتماعی      | آمار                                          | آمار فضایی و کاربردهای آن                                                                                       | محسن محمدزاده | |                                                      | تهران: انتشارات دانشگاه تربیت مدرس                                                         | شایسته تقدیر |
| بیست و یک   | علوم اجتماعی      | علوم نظامی                                    | جنگ‌های داخلی: رویکرد اقتصاد سیاسی                                                                               | گروه مؤلفان | عسگر قهرمانپور |                                                      | تهران: انتشارات دفتر علم                                                                   | شایسته تقدیر |
| بیست و دو   | کلیات             | کلیات                                         | کتاب‌شناسی آثار فارسی چاپ‌شده در شبه                                                                              | عارف نوشاهی | |                                                      | تهران: مرکز پژوهشی میراث مکتوب                                                             | برگزیده      |
|             | فلسفه             | فلسفة غرب                                     | جنبش پدیدارشناسی: درآمدی تاریخی                                                                                 | اسپیگلبرگ هربرت | مسعود علیا |                                                      | تهران: نشر مینوی خرد                                                                       | برگزیده      |
|             | دین               | سیره                                          | فضائل امیر المؤمنین علی بن ابی طالب (ع)                                                                         | احمد بن حنبل | |                                                      | مؤسسه المحقق الطباطبایی؛ انتشارات دار التفسیر                                              | برگزیده      |
|             | فلسفه             | فلسفة اسلامی                                  | استاد بشر: پژوهش‌هایی در زندگی، روزگار، فلسفه و علم خواجه‌نصیرالدین طوسی                                          | گروه مؤلفان | گروه مترجمان |                                                      | تهران: مرکز پژوهشی میراث مکتوب                                                             | شایسته تقدیر |
|             | دین               | علوم قرآنی                                    | پژوهشی جدید دربارة آیة تطهیر                                                                                    | عبدالرحمن باقرزاده | |                                                      | قم: انتشارات بوستان کتاب                                                                   | شایسته تقدیر |
|             | دین               | کلام                                          | نخستین مناسبات فکری تشیع: بازخوانی مفهوم غلو در اندیشه جریان‌های متقدم امامی                                     | سیدمحمدهادی گرامی | |                                                      | تهران: انتشارات دانشگاه امام صادق (ع)                                                      | شایسته تقدیر |
|             | زبان              | زبان فارسی                                    | فارسی ناشنیده                                                                                                   | حسن انوشه و غلامرضا خدابنده‌لو                                                                                               | |                                                      | تهران: نشر قطره                                                                            | شایسته تقدیر |
|             | زبان              | زبان‌شناسی                                     | دستور زبان فارسی بر اساس نظریة گروه‌های خودگردان در دستور وابستگی                                                | امید طبیب‌زاده | |                                                      | تهران: نشر مرکز                                                                            | شایسته تقدیر |
|             | زبان              | گویش‌های محلی                                  | گنجینه‌ای از مثل‌های گویش سمنانی                                                                                  | ذبیح‌الله وزیری | |                                                      | سمنان: انتشارات آبرخ                                                                       | شایسته تقدیر |
|             | علوم خالص         | نجوم                                          | مبانی ستاره‌شناسی                                                                                                | گروه نویسندگان | غلامرضا شاه‌علی |                                                      | شیراز: انتشارات شاهچراغ                                                                    | شایسته تقدیر |
|             | علوم کاربردی      | کشاورزی                                       | بهره‌برداری جنگل                                                                                                 | مجید لطفعلیان | |                                                      | تهران: نشر آییژ                                                                            | شایسته تقدیر |
|             | علوم کاربردی      | مواد و معدن                                   | الکترو سرامیک‌ها                                                                                                 | ای.جی. مولسن. جی.ام. هربرت                                                                                                  | سعید باغشاهی، نسترن براتی، محمد حکمی و علی تابعی                                                                   |                                                      | تهران: سازمان انتشارات جهاد دانشگاهی                                                       | شایسته تقدیر |
|             | هنر               | هنرهای نمایشی                                 | آناتومی فیلم | برنارداف. دیک | حمیدرضا احمدی لاری                                                                                                 |                                                      | تهران: نشر ساقی                                                                            | شایسته تقدیر |
|             | هنر               | نمایشنامه                                     | وقتی زمین دروغ می‌گوید                                                                                           | سعید تشکری | |                                                      | تهران: انتشارات کتاب نیستان                                                                | شایسته تقدیر |
|             | ادبیات            | نثر معاصر                                     | رستم در مرداب خوان دوم                                                                                          | حسن اصغری | |                                                      | تهران: نشر روزگار                                                                          | شایسته تقدیر |
|             | ادبیات            | تاریخ و نقد ادبی                              | امپراتوری اسطوره‌ها و تصویر غرب                                                                                  | مجید ادیب‌زاده | |                                                      | تهران: انتشارات ققنوس                                                                      | شایسته تقدیر |
|             | ادبیات            | متون قدیم                                     | دیوان منجیک ترمذی                                                                                               | علی‌بن‌محمد منجیک‌ترمذی | |                                                      | تهران: مرکز پژوهشی میراث مکتوب                                                             | شایسته تقدیر |
|             | تاریخ             | تاریخ                                         | بررسی تحلیلی سنت اندرزنامه‌نویسی سیاسی در تاریخ میانة ایران                                                      | سینا فروزش | |                                                      | تهران: سازمان انتشارات جهاد دانشگاهی                                                       | شایسته تقدیر |
| بیست و دو   | کودک و نوجوان     | علوم و فنون                                   | طبیعت اسرارآمیز                                                                                                 | گروه نویسندگان | مجید عمیق |                                                      | تهران: کانون پرورش فکری کودکان و نوجوانان                                                  | شایسته تقدیر |
| بیست و سه   | فلسفه و روان‌شناسی | فلسفة اسلامی                                  | چشم‌اندازهای معنوی و فلسفی اسلام ایرانی                                                                          | هانری کربن | انشاءالله رحمتی |                                                      | تهران: نشر سوفیا                                                                           | برگزیده      |
|             | فلسفه و روان‌شناسی | فلسفة غرب                                     | فیلسوف تاریک | داریوش درویشی | |                                                      | آبادان: نشر پرسش                                                                           | برگزیده      |
|             | فلسفه و روان‌شناسی | فلسفة غرب                                     | شهر خدا | آگوستین قدیس | حسین توفیقی |                                                      | قم: انتشارات دانشگاه ادیان و مذاهب                                                         | برگزیده      |
|             | دین               | حدیث                                          | شرح اسماءالله الحسنی                                                                                            | ملاهادی سبزواری | علی شیخ الاسلامی                                                                                                   |                                                      | قم: انتشارات نوید اسلام                                                                    | برگزیده      |
|             | دین               | سیره                                          | سلوک عاشورایی                                                                                                   | مجتبی کلهر تهرانی | |                                                      | تهران: مؤسسة فرهنگی و پژوهشی مصابیح الهدی                                                  | برگزیده      |
|             | علوم خالص         | زیست‌شناسی                                     | فلور ایران | تیرة نعنا | زیبا جم‌زاد |                                                      | تهران: مؤسسة تحقیقات جنگلها و مراتع کشور                                                   | برگزیده      |
|             | ادبیات            | تاریخ و نقد ادبی                              | روایت‌شناسی داستان‌های مثنوی                                                                                      | سمیرا بامشکی | |                                                      | تهران: نشر هرمس                                                                            | برگزیده      |
|             | فلسفه و روان‌شناسی | منطق                                          | درآمدی به منطق تکلیف                                                                                            | فرشته نباتی | |                                                      | تهران: انتشارات دانشگاه علامه طباطبایی                                                     | شایسته تقدیر |
|             | فلسفه و روان‌شناسی | منطق                                          | معیار دانش | عسکری سلیمانی امیری | |                                                      | قم: مؤسسة آموزشی و پژوهشی امام خمینی (ره)                                                  | شایسته تقدیر |
|             | فلسفه و روان‌شناسی | روان‌شناسی                                     | مقیاس‌های سنجش نگرش                                                                                              | علی دلاور | |                                                      | تهران: انتشارات روان                                                                       | شایسته تقدیر |
|             | دین               | حدیث                                          | دعاء الندبه و توثیقه من الکتاب و السنه                                                                          | مؤسسه امام هادی (ع) | |                                                      | قم: پیام امام هادی (ع)                                                                     | شایسته تقدیر |
|             | دین               | فقه و اصول                                    | فقه و سیاست در ایران معاصر                                                                                      | داود فیرحی | |                                                      | تهران: نشر نی                                                                              | شایسته تقدیر |
|             | دین               | کلام                                          | معنا و چیستی امامت در قرآن، سنت و آثار متکلمان                                                                  | محمدحسین فاریاب | |                                                      | قم: انتشارات مؤسسة آموزشی و پژوهشی امام خمینی (ره)                                         | شایسته تقدیر |
|             | دین               | کلام                                          | سیدمرتضی | علیرضا اسعدی | |                                                      | قم: انتشارات پژوهشگاه علوم و فرهنگ اسلامی                                                  | شایسته تقدیر |
|             | دین               | کلام                                          | خداجویی و نقش آن در نگرش به مرگ                                                                                 | سیدحسین علیانسب | |                                                      | قم: انتشارات مؤسسة آموزشی و پژوهشی امام خمینی (ره)                                         | شایسته تقدیر |
|             | دین               | اخلاق                                         | اخلاق صوری | هری ج. گنسلر | مهدی اخوان |                                                      | تهران: انتشارات علمی و فرهنگی                                                              | شایسته تقدیر |
|             | علوم اجتماعی      | حقوق                                          | حقوق حفاظت از هوا                                                                                               | محسن عبداللهی، علی مشهدی و مسعود فریادی                                                                                     | |                                                      | تهران: نشر میزان                                                                           | شایسته تقدیر |
|             | علوم اجتماعی      | حقوق                                          | اصل عدم مداخله در اسلام و حقوق بین‌الملل                                                                         | سیدمصطفی میرمحمدی | |                                                      | قم: انتشارات دانشگاه مفید                                                                  | شایسته تقدیر |
|             | علوم اجتماعی      | علوم نظامی                                    | الگوی جنگ روانی غرب علیه جمهوری اسلامی ایران                                                                    | اصغر افتخاری | |                                                      | تهران: انتشارات دانشگاه امام صادق (ع)                                                      | شایسته تقدیر |
|             | علوم اجتماعی      | علوم نظامی                                    | قدرت نرم در سیاست خارجی                                                                                         | آلن چونگ | مهدی ذوالفقاری |                                                      | تهران: انتشارات دانشگاه امام صادق (ع)                                                      | شایسته تقدیر |
|             | زبان              | زبان‌های باستانی                               | مقدمات زبان سنسکریت                                                                                             | حسن رضائی باغ‌بیدی | |                                                      | تهران: مرکز دائره المعارف بزرگ اسلامی                                                      | شایسته تقدیر |
|             | علوم کاربردی      | پزشکی                                         | نبض: کمک‌های اولیه و راهنمای ایمنی                                                                               | هندل و کتلین | اسماعیل برزنونی |                                                      | تهران: ناشر مترجم                                                                          | شایسته تقدیر |
|             | علوم کاربردی      | کشاورزی                                       | فیزیولوژی عملکرد گیاهان زراعی                                                                                   | حسین حیدری | |                                                      | مشهد: انتشارات به نشر                                                                      | شایسته تقدیر |
|             | علوم کاربردی      | مواد و معدن                                   | رفتار مکانیکی مواد                                                                                              | مارک میزر و کریشان چاولا | جمشید آقازاده، پیروز مرعشی و مسیح رضائی                                                                            |                                                      | تهران: انتشارات دانشگاه صنعتی امیرکبیر                                                     | شایسته تقدیر |
|             | ادبیات            | شعر معاصر                                     | روایت ۳ تم | امید صباغ نو | |                                                      | تهران: انتشارات فصل پنجم                                                                   | شایسته تقدیر |
|             | ادبیات            | تاریخ و نقد ادبی                              | روایت‌ها و راوی‌ها                                                                                                | گریگوری کوری | محمد شهبا |                                                      | تهران: نشر مینوی خرد                                                                       | شایسته تقدیر |
|             | تاریخ             | تاریخ                                         | ایران و بیزانس                                                                                                  | نینا پیگولفسکایا | کامبیز میربهاء |                                                      | تهران: نشر ققنوس                                                                           | شایسته تقدیر |
| بیست و سه   | کودک و نوجوان     | داستان ترجمه                                  | جایی که کوه بوسه می‌زند بر ماه                                                                                   | گریس لین | پروین علی‌پور |                                                      | تهران: نشر افق                                                                             | شایسته تقدیر |
| بیست و چهار | دین               | حدیث                                          | جامع الرواة و رافع الاشتباهات                                                                                   | محمدبن علی اردبیلی | | محمدباقر ملکیان                                      | قم: مؤسسة بوستان کتاب                                                                      | برگزیده      |
|             | علوم اجتماعی      | اقتصاد                                        | بازار سرمایة اسلامی                                                                                             | سیدعباس موسویان | |                                                      | تهران: پژوهشگاه فرهنگ و اندیشة اسلامی                                                      | برگزیده      |
|             | علوم خالص         | زیست‌شناسی                                     | شناخت گیاهان دارویی و معطر ایران                                                                                | ولی‌الله مظفریان | ولی‌الله مظفریان |                                                      | تهران: انتشارات فرهنگ معاصر؛ شبکة ملی                                                      | برگزیده      |
|             | علوم خالص         | زیست‌شناسی                                     | پژوهش و فناوری گیاهان دارویی                                                                                    | | |                                                      | ستاد توسعة علوم و فناوری گیاهان دارویی و طب ایرانی                                         | برگزیده      |
|             | ادبیات            | تاریخ و نقد ادبی                              | رستاخیز کلمات                                                                                                   | محمدرضا شفیعی کدکنی | |                                                      | تهران: انتشارات سخن                                                                        | برگزیده      |
|             | فلسفه و روان‌شناسی | فلسفة اسلامی                                  | التعلیقات | ابن سینا | | سیدحسین موسویان                                      | تهران: مؤسسة حکمت و فلسفه                                                                  | شایسته تقدیر |
|             | فلسفه و روان‌شناسی | فلسفة غرب                                     | مرلو پونتی ستایشگر فلسفه                                                                                        | تیلر کارمن، مارک بی.ان. هنسن                                                                                                | هانیه یاسری |                                                      | تهران: نشر ققنوس                                                                           | شایسته تقدیر |
|             | فلسفه و روان‌شناسی | فلسفة غرب                                     | هگل | فردریک بیزر | مسعود حسینی |                                                      | تهران: نشر ققنوس                                                                           | شایسته تقدیر |
|             | دین               | کلیات اسلام                                   | دایرهٔ المعارف جهان نوین اسلام                                                                                   | | گروه مترجمان |                                                      | تهران: نشر کتاب مرجع؛ نشر کنگره                                                            | شایسته تقدیر |
|             | دین               | علوم قرآنی                                    | کتاب‌شناسی مطالعات قرآنی در زبان‌های اروپایی                                                                      | مرتضی کریمی‌نیا | |                                                      | قم: مؤسسة فرهنگی ترجمان وحی                                                                | شایسته تقدیر |
|             | دین               | حدیث                                          | آسیب‌شناسی فهم حدیث                                                                                              | سیدعلی دلبری | |                                                      | مشهد: دانشگاه علوم اسلامی رضوی                                                             | شایسته تقدیر |
|             | دین               | کلام                                          | ارزش معرفت‌شناختی تجربة دینی                                                                                     | | علی شیروانی و حسینعلی شیدان شید                                                                                    |                                                      | قم: پژوهشگاه حوزه و دانشگاه                                                                | شایسته تقدیر |
|             | دین               | کلام                                          | فلسفة علم و دین در اسلام و مسیحیت                                                                               | | جواد قاسمی |                                                      | مشهد: بنیاد پژوهش‌های اسلامی                                                                | شایسته تقدیر |
|             | دین               | اخلاق                                         | استنباط حکم اخلاقی از سیره و عمل معصوم                                                                          | محمد عالم‌زاده نوری | |                                                      | قم: پژوهشگاه علوم و فرهنگ اسلامی                                                           | شایسته تقدیر |
|             | علوم اجتماعی      | مدیریت                                        | آشنایی با مبانی تحقیق در عملیات نرم مدلسازی سیستم‌ها: تئوری و عمل                                                | مایکل پید | محمدرضا مهرگان، مهناز حسین‌زاده، کامیار رئیسی‌فر و محمدرضا اخوان                                                     |                                                      | تهران: شرکت نشر نقد افکار                                                                  | شایسته تقدیر |
|             | علوم اجتماعی      | علوم نظامی                                    | عملیات مسلم بن عقیل                                                                                             | علیرضا لطف‌الله‌زادگان | |                                                      | تهران: مرکز اسناد و تحقیقات دفاع مقدس                                                      | شایسته تقدیر |
|             | زبان              | زبان‌شناسی                                     | درآمدی تازه بر فلسفة زبان                                                                                       | ویلیام ج. لایکان | کورش صفوی |                                                      | تهران: نشر علمی                                                                            | شایسته تقدیر |
|             | علوم کاربردی      | پزشکی                                         | دندانپزشکی کودکان با رویکرد کلینیکی                                                                             | گروه مؤلفان | |                                                      | تهران: انتشارات رویان‌پژوه                                                                  | شایسته تقدیر |
|             | علوم کاربردی      | دامپزشکی                                      | دیکشنری جامع دامپزشکی مصباح                                                                                     | | غلامرضا مصباح |                                                      | تهران: مؤلف                                                                                | شایسته تقدیر |
|             | علوم کاربردی      | مواد و معدن                                   | پوشش‌های دما بالا                                                                                                | سودهانگشو باس | محمد شایگانی و آرام اسعدی                                                                                          |                                                      | تهران: پژوهشگاه صنعت نفت                                                                   | شایسته تقدیر |
|             | علوم کاربردی      | مهندسی صنایع                                  | پیکرة عمومی دانش مدیریت فرآیندهای کسب و کار                                                                     | | مهدی فتح‌الله و بهرام ناجدی                                                                                         |                                                      | تهران: شرکت چاپ و نشر بازرگانی                                                             | شایسته تقدیر |
|             | هنر               | معماری و شهرسازی                              | معماری ایران: نیارش                                                                                             | غلامحسین معماریان | |                                                      | تهران: انتشارات نغمة نواندیش                                                               | شایسته تقدیر |
|             | ادبیات            | نثر معاصر                                     | نسکافه با عطر کاهگل                                                                                             | م. آرام | |                                                      | تهران: نشر آموت                                                                            | شایسته تقدیر |
| بیست و پنج  | دین               | کلیات اسلام                                   | فرهنگ امثال و تعابیر قرآنی                                                                                      | محسن معینی | |                                                      | تهران: انتشارات فرهنگ معاصر                                                                | برگزیده      |
|             | دین               | علوم قرآنی                                    | جریان‌شناسی تفسیر عرفانی قرآن                                                                                    | محسن قاسم‌پور | |                                                      | تهران: انتشارات سخن                                                                        | برگزیده      |
|             | دین               | علوم قرآنی                                    | زیباشناسی قرآن از نگاه بدیع                                                                                     | حسن خرقانی | |                                                      | مشهد: دانشگاه علوم اسلامی رضوی                                                             | برگزیده      |
|             | دین               | حدیث                                          | کتاب الاربعین                                                                                                   | شیخ منتخب الدین رازی | | گروه محققان کتابخانة علامه مجلسی                     | قم: کتابخانة علامه مجلسی                                                                   | برگزیده      |
|             | زبان              | بان‌شناسی                                      | درآمدی به گفتمان‌شناسی                                                                                           | لطف‌الله یارمحمدی | |                                                      | تهران: نشر هرمس                                                                            | برگزیده      |
|             | علوم کاربردی      | پزشکی                                         | دیسقوریدس (الحشایش)                                                                                             | دیسقوریدس پدانیدس آنازاربی                                                                                                  | | سیدمحمود طباطبائی                                    | تهران: مرکز تحقیقات اخلاق و تاریخ پزشکی، دانشگاه علوم پزشکی و خدمات بهداشتی درمانی تهران   | برگزیده      |
|             | علوم کاربردی      | مهندسی برق                                    | سیستم‌های قدرت الکتریکی                                                                                          | مهرداد عابدی | |                                                      | تهران: انتشارات نهر دانش                                                                   | برگزیده      |
|             | هنر               | معماری و شهرسازی                              | مبانی طراحی ساختمان‌های بلند                                                                                     | محمود گلابچی و محمدرضا گلابچی                                                                                               | |                                                      | تهران: انتشارات دانشگاه تهران                                                              | برگزیده      |
|             | ادبیات            | تاریخ و نقد ادبی                              | شرح شوق | سعید حمیدیان | |                                                      | تهران: نشر قطره                                                                            | برگزیده      |
|             | فلسفه             | فلسفة اسلامی                                  | مکتب فلسفی شیراز/ مکتب فلسفی اصفهان                                                                             | سیدمحمدعلی مدرس مطلق | |                                                      | تهران: مؤسسة حکمت و فلسفه                                                                  | شایسته تقدیر |
|             | فلسفه             | فلسفة اسلامی                                  | سیر تحول مکتب فلسفی اصفهان از ابن سینا تا ملاصدرا                                                               | مهدی امامی جمعه | |                                                      | تهران: مؤسسة حکمت و فلسفه                                                                  | شایسته تقدیر |
|             | فلسفه             | فلسفة غرب                                     | فلسفة زبان قاره‌ای و فرهنگی                                                                                      | محمد رعایت جهرمی | |                                                      | تهران: پژوهشگاه فرهنگ و اندیشة اسلامی                                                      | شایسته تقدیر |
|             | فلسفه             | فلسفة غرب                                     | الهیات نخستین فیلسوفان یونان                                                                                    | ورنر یگر | فریده فرنودفر |                                                      | تهران: انتشارات حکمت                                                                       | شایسته تقدیر |
|             | دین               | کلام                                          | نظریة امر الهی آدامز                                                                                            | سیده‌منا موسوی | |                                                      | تهران: انتشارات علمی و فرهنگی                                                              | شایسته تقدیر |
|             | دین               | کلام                                          | فیض‌پژوهی | گروه مؤلفان | |                                                      | تهران: مؤسسة خانة کتاب                                                                     | شایسته تقدیر |
|             | دین               | اخلاق                                         | پیمان‌های الهی با اهل ایمان                                                                                      | محمد محمدیان | |                                                      | تهران: دفتر نشر فرهنگ اسلامی                                                               | شایسته تقدیر |
|             | دین               | اخلاق                                         | پدیدارشناسی تجربة اخلاقی                                                                                        | موریس ماندلباوم | مریم خدادادی |                                                      | تهران: انتشارات ققنوس                                                                      | شایسته تقدیر |
|             | علوم اجتماعی      | علوم نظامی                                    | روند جنگ ایران و عراق                                                                                           | حسین علائی | |                                                      | تهران: نشر مرز و بوم                                                                       | شایسته تقدیر |
|             | علوم کاربردی      | پزشکی                                         | کتاب مرجع نوروسایکولوژی بالینی کودک                                                                             | گروه مؤلفان | محمدکریم خداپناهی، پریساسادات سیدموسوی، فاطمه کشوری و آناهیتا گنجوی                                                |                                                      | تهران: سازمان سمت؛ انتشارات دانشگاه شهید بهشتی                                             | شایسته تقدیر |
|             | علوم کاربردی      | مهندسی مکانیک                                 | طراحی شبکه‌های انتقال آب                                                                                         | حسن رحیم‌زاده، رضا مقصودی و حامد سرکرده                                                                                      | |                                                      | تهران: دانشگاه صنعتی امیرکبیر                                                              | شایسته تقدیر |
|             | هنر               | تربیت بدنی                                    | بیوشیمی ورزشی و سوخت‌وساز فعالیت ورزشی                                                                           | گروه مؤلفان | عباسعلی گائینی |                                                      | تهران: سازمان سمت                                                                          | شایسته تقدیر |
|             | ادبیات            | شعر معاصر                                     | ورمشور | مرتضی امیری اسفندقه | |                                                      | تهران: انتشارات شهرستان ادب                                                                | شایسته تقدیر |
|             | ادبیات            | نثر معاصر                                     | حاء. سین. نون                                                                                                   | سیدعلی شجاعی | |                                                      | تهران: کتاب نیستان                                                                         | شایسته تقدیر |
|             | ادبیات            | ادبیات زبان‌های دیگر                           | مردم سِلْدْویلا | گوتفرید کلر | علی عبداللهی |                                                      | تهران: نشر مرکز                                                                            | شایسته تقدیر |
|             | تاریخ             | تاریخ                                         | بررسی تاریخی تعامل فکری و سیاسی امامیه                                                                          | محمدرضا بارانی | |                                                      | قم: پژوهشگاه حوزه و دانشگاه                                                                | شایسته تقدیر |
| بیست و پنج  | تاریخ             | تاریخ                                         | مقنع و سپیدجامگان                                                                                               | پاتریشیا کرون | مسعودی جعفری جزی                                                                                                   |                                                      | تهران: نشر ماهی                                                                            | شایسته تقدیر |
| بیست و شش   | فلسفه             | فلسفة غرب                                     | گئورگ ویلهلم فریدریش هگل                                                                                        | علی اصغر مصلح | |                                                      | تهران: انتشارات علمی                                                                       | برگزیده      |
|             | فلسفه             | فلسفة غرب                                     | وظیفه‌گرایی اخلاقی کانت                                                                                          | حسین اترک | |                                                      | قم: پژوهشگاه علوم و فرهنگ اسلامی                                                           | برگزیده      |
|             | دین               | فقه و اصول                                    | المؤتلف من المختلف بین ائمه السلف: منتخب الخلاف للشیخ الطوسی                                                    | فضل بن الحسن الطبرسی | | گروه فقه بنیاد پژوهشهای اسلامی                       | مشهد: بنیاد پژوهش‌های اسلامی                                                                | برگزیده      |
|             | دین               | حدیث                                          | ارزیابی اخبار قضاوت‌های امیر المؤمنین                                                                            | مصطفی صادقی | |                                                      | قم: پژوهشگاه علوم و فرهنگ اسلامی                                                           | برگزیده      |
|             | علوم کاربردی      | پزشکی                                         | کتاب جامع سلامت کودک                                                                                            | | تقی عضدی |                                                      | تهران: انتشارات تیمورزاده؛ انتشارات طبیب                                                   | برگزیده      |
|             | علوم کاربردی      | کامپیوتر                                      | واژه‌نامة مهندسی داده‌ها (انگلیسی فارسی و فارسی انگلیسی)                                                          | سیدمحمدتقی روحانی رانکوهی                                                                                                   | |                                                      | تهران: انتشارات جلوه                                                                       | برگزیده      |
|             | هنر               | هنرهای تجسمی                                  | شاهکارهای هنری در آستان قدس رضوی: کتیبه‌های مسجد گوهرشاد                                                         | مهدی صحراگرد | |                                                      | مشهد: شرکت به‌نشر؛ آستان قدس رضوی، مؤسسة آفرینش‌های هنری                                     | برگزیده      |
|             | هنر               | موسیقی                                        | ترجمة شرح مبارکشاه بخاری بر ادوار ارموی در علم موسیقی                                                           | | سیدعبدالله انوار                                                                                                   | سیدعبدالله انوار                                     | تهران: مؤسسة تألیف، ترجمه و نشر آثار هنری «متن»                                            | برگزیده      |
|             | ادبیات            | تاریخ و نقد ادبی                              | بعد از نقد نو                                                                                                   | فرانک لنتریچیا | مشیت علائی |                                                      | تهران: انتشارت مینوی خرد                                                                   | برگزیده      |
|             | تاریخ             | تاریخ                                         | از مجلس وکلای تجار تا اتاق ایران                                                                                | سهیلا ترابی فارسانی | |                                                      | تهران: کتابخانه، موزه و مرکز اسناد مجلس شورای اسلامی                                       | برگزیده      |
|             | فلسفه             | فلسفة اسلامی                                  | ابن رشد و مسألة دین و فلسفه و غزالی و مسألة دین و فلسفه                                                         | علیرضا اژدر | |                                                      | تهران: انتشارات علوم و فنون رازی                                                           | شایسته تقدیر |
|             | فلسفه             | فلسفة اسلامی                                  | ملاصدرا و سهروردی: بررسی مقایسه‌ای آرای فلسفی                                                                    | سیماسادات نوربخش | |                                                      | تهران: نشر هرمس                                                                            | شایسته تقدیر |
|             | فلسفه             | فلسفة غرب                                     | راهنمای تفکر نقادانه                                                                                            | ام. نیل براون و دیگران | کورش کامیاب |                                                      | تهران: نشر مینوی خرد                                                                       | شایسته تقدیر |
|             | دین               | علوم قرآنی                                    | تفسیر سیاسی قرآن در ایران معاصر                                                                                 | یوسف خان‌محمدی | |                                                      | قم: پژوهشگاه علوم و فرهنگ اسلامی                                                           | شایسته تقدیر |
|             | دین               | کلام                                          | عقل‌گرایی و نص‌گرایی ابن حزم اندلسی: رویکردی انتقادی                                                              | وحید صفری | |                                                      | قم: پژوهشگاه علوم و فرهنگ اسلامی                                                           | شایسته تقدیر |
|             | دین               | اخلاق                                         | درآمدی بر سبک بندگی                                                                                             | کاظم دلیری | |                                                      | قم: پژوهشگاه علوم و فرهنگ اسلامی                                                           | شایسته تقدیر |
|             | دین               | اخلاق                                         | بخشش | محمدتقی فعالی | |                                                      | تهران: نشر دار الصادقین                                                                    | شایسته تقدیر |
|             | دین               | اخلاق                                         | مسایل اخلاقی و اجتماعی در عصر اطلاعات                                                                           | جوزف میگاکیزا | رضا بخشایش |                                                      | تهران: دبیرخانة شورای عالی اطلاع‌رسانی؛ انتشارات دانشگاه قم                                 | شایسته تقدیر |
|             | دین               | اخلاق                                         | بایسته‌های اخلاق مهندسی                                                                                          | چارلز بی. فلدرمن | مصطفی ساکت و حسین کرد                                                                                              |                                                      | تهران: نشر هرمس                                                                            | شایسته تقدیر |
|             | دین               | اخلاق                                         | اخلاق علم | دیوید بی. رسنیک | مصطفی تقوی و محبوبه مرشدیان                                                                                        |                                                      | قم: دفتر نشر معارف                                                                         | شایسته تقدیر |
|             | دین               | عرفان                                         | مشرق در دو افق                                                                                                  | ابوالفضل محمودی | |                                                      | قم: انتشارات دانشگاه ادیان و مذاهب                                                         | شایسته تقدیر |
|             | دین               | ادیان دیگر                                    | نیایش: پژوهشی در تاریخ و روان‌شناسی دین                                                                          | فریدریش هایلر | شهاب الدین عباسی                                                                                                   |                                                      | تهران: نشر نی                                                                              | شایسته تقدیر |
|             | علوم اجتماعی      | علوم اجتماعی                                  | امنیت اجتماعی‌شده: رویکرد اسلامی                                                                                 | اصغر افتخاری | |                                                      | تهران: پژوهشگاه علوم انسانی و مطالعات فرهنگی                                               | شایسته تقدیر |
|             | علوم اجتماعی      | اقتصاد                                        | بانکدار فقرا | محمد یونس | لیلا وطن‌دوست |                                                      | انتشارات گرایش تازه                                                                        | شایسته تقدیر |
|             | علوم اجتماعی      | اقتصاد                                        | فیل و اژدها: ظهور هند و چین و مفهوم آن برای ما                                                                  | روبین مردیت | مژگان رضائیان اصفهانی                                                                                              |                                                      | تهران: شرکت بین‌المللی پژوهش و نشر یادآوران                                                 | شایسته تقدیر |
|             | علوم اجتماعی      | مدیریت                                        | مدیریت منابع انسانی در صنعت ورزش و اوقات فراغت                                                                  | کریس ولسی و دیگران | هاشم کوزه‌چیان و رسول نوروزی سیدحسینی                                                                               |                                                      | تهران: انتشارات حتمی                                                                       | شایسته تقدیر |
|             | علوم اجتماعی      | مدیریت                                        | حکمروایی و مدیریت عمومی                                                                                         | | اشرف رحیمیان |                                                      | تهران: مؤسسة نشر شهر                                                                       | شایسته تقدیر |
|             | زبان              | زبان‌شناسی                                     | نشانه معناشناسی دیداری: نظریه‌ها و کاربردها                                                                      | حمیدرضا شعیری | |                                                      | تهران: انتشارات سخن                                                                        | شایسته تقدیر |
|             | زبان              | زبان‌شناسی                                     | واژه‌ها بدون معنی                                                                                                | کریستوفر گوکر | کریستوفر گوکر |                                                      | تهران: انتشارات علمی                                                                       | شایسته تقدیر |
|             | علوم کاربردی      | دامپزشکی                                      | مبانی علوم حیوانات آزمایشگاهی                                                                                   | محمدحسن اصغری وسطی کلائی، ابوالفضل خیمه، غزاله حاج‌موسی، علیرضا نعمتی                                                        | |                                                      | تهران: انتشارات پژوهشگاه رویان                                                             | شایسته تقدیر |
|             | علوم کاربردی      | دامپزشکی                                      | بیماری نیوکاسل و آنفلونزای پرندگان                                                                              | ایلاریا کاپوآ و دنیس جی. الکساندر                                                                                           | سیدمصطفی پیغمبری، بهرام شجاعدوست و محمد سلطانی                                                                     |                                                      | تهران: انتشارات دانشگاه تهران                                                              | شایسته تقدیر |
|             | هنر               | عکاسی                                         | حرفه: عکاس؛ فرهنگ عکاسان جهان                                                                                   | تورج حمیدیان و شهریار توکلی                                                                                                 | تورج حمیدیان و شهریار توکلی                                                                                        |                                                      | تهران: انتشارات حرفة هنرمند                                                                | شایسته تقدیر |
|             | هنر               | معماری و شهرسازی                              | معماری بوشهر در دورة زند و قاجار                                                                                | فراز غلام‌زاده جفره | |                                                      | تهران: انتشارات آبادبوم                                                                    | شایسته تقدیر |
|             | هنر               | معماری و شهرسازی                              | مسجد جامع اصفهان                                                                                                | ائو جنیو گالدیری | عبدالله جبل عاملی                                                                                                  |                                                      | تهران: مؤسسة تألیف، ترجمه و نشر آثار هنری «متن»؛ اصفهان: دانشگاه آزاد اسلامی واحد خوراسگان | شایسته تقدیر |
|             | هنر               | نمایشنامه                                     | پوتین‌های عموبابا و یک نمایش‌نامة دیگر                                                                            | شهرام کرمی | |                                                      | تهران: نشر افراز                                                                           | شایسته تقدیر |
|             | ادبیات            | شعر معاصر                                     | فیض بوک: مجموعه شعر طنز                                                                                         | ناصر فیض | |                                                      | تهران: انتشارات سورة مهر                                                                   | شایسته تقدیر |
|             | ادبیات            | نثر معاصر                                     | لحظه‌ها جا می‌مانند                                                                                               | یوسف قوجق | |                                                      | تهران: انتشارات شهرستان ادب                                                                | شایسته تقدیر |
|             | ادبیات            | تاریخ و نقد ادبی                              | سبک‌شناسی نامه‌های غزالی با رویکرد تحلیل گفتمان انتقادی                                                           | مریم درپر | |                                                      | تهران: نشر علم                                                                             | شایسته تقدیر |
|             | ادبیات            | متون قدیم                                     | نامة نامی | سیدمحمدصادق نامی اصفهانی | | راویه کردافشاری، وجیهه کرم‌پسندی و نسرین رستمی تهرانی | تهران: انتشارات سخنوران                                                                    | شایسته تقدیر |
| بیست و شش   | تاریخ             | تاریخ                                         | انسانیت: تاریخ اخلاقی سدة بیستم                                                                                 | جاناتان گلاور | افشین خاکباز |                                                      | تهران: نشر آگه                                                                             | شایسته تقدیر |
| بیست و هفت  | دین               | حدیث                                          | معجم الاحادیث المعتبرة                                                                                          | محمد آصف محسنی | |                                                      | قم: نشر ادیان                                                                              | برگزیده      |
|             | علوم اجتماعی      | علوم نظامی                                    | بن‌بست در استراتژی؛ شکست در تاکتیک: نقش سازمان مجاهدین خلق (منافقین) در جنگ تحمیلی با تأکید بر عملیات مرصاد      | ناصر شعبانی | |                                                      | تهران: انتشارات دانشگاه جامع امام حسین (ع)                                                 | برگزیده      |
|             | زبان              | زبان‌های باستانی                               | بررسی دینکرد ششم                                                                                                | مهشید میرفخرایی | |                                                      | تهران: پژوهشگاه علوم انسانی و مطالعات فرهنگی                                               | برگزیده      |
|             | علوم خالص         | هیئت و نجوم                                   | رؤیت هلال: آشنایی با مقدمات نجومی استهلال                                                                       | جمشید قنبری و محمدمهدی مطیعی                                                                                                | |                                                      | خواف: انتشارات اخترنگار، با همکاری انتشارات سبزان                                          | برگزیده      |
|             | علوم کاربردی      | علوم پزشکی                                    | | قاسم میقانی | |                                                      | تهران: انتشارات رویان‌پژوه                                                                  | برگزیده      |
|             | هنر               | معماری و شهرسازی                              | طراحی مفهومی ساختمان‌های بلند                                                                                    | محمود گلابچی و نجمه ماستری فراهانی                                                                                          | |                                                      | تهران: انتشارات دانشگاه تهران                                                              | برگزیده      |
|             | تاریخ             | تاریخ                                         | جانورباستان‌شناسی                                                                                                | الیزابت جی. ریتز و الیزابت س. وینگ                                                                                          | کمال‌الدین نیکنامی و حسین صبری                                                                                      |                                                      | تهران: انتشارات دانشگاه تهران                                                              | برگزیده      |
|             | فلسفه             | فلسفة غرب                                     | آگاهی از زمان در پدیدارشناسی هوسرل                                                                              | علیرضا حسن‌پور | |                                                      | تهران: نشر علم                                                                             | شایسته تقدیر |
|             | فلسفه             | فلسفة غرب                                     | پایان تاریخ در نظر فلاسفة مدرن و پست مدرن                                                                       | علی مرادخانی | |                                                      | تهران: پژوهشگاه علوم انسانی و مطالعات فرهنگی                                               | شایسته تقدیر |
|             | فلسفه             | فلسفة غرب                                     | شهر و انسان | لئو اشتراوس | رسول نمازی |                                                      | تهران: نشر آگه                                                                             | شایسته تقدیر |
|             | فلسفه             | فلسفة غرب                                     | واژه‌نامة تاریخی فلسفة شوپنهاور                                                                                  | دیوید ای. کارترایت | محسن اکبری |                                                      | تهران: انتشارات نگاه معاصر                                                                 | شایسته تقدیر |
|             | فلسفه             | فلسفة غرب                                     | فلسفة شوپنهاور                                                                                                  | برایان مگی | رضا ولی‌یاری |                                                      | تهران: نشر مرکز                                                                            | شایسته تقدیر |
|             | دین               | علوم قرآنی                                    | پژوهشی در نسبت میان قرآن و فرهنگ زمانه                                                                          | حیدرعلی رستمی | |                                                      | ، قم: پژوهشگاه حوزه و دانشگاه                                                              | شایسته تقدیر |
|             | دین               | کلام                                          | دین و علم | ایان باربور | پیروز فطورچی |                                                      | تهران: پژوهشگاه فرهنگ و اندیشة اسلامی                                                      | شایسته تقدیر |
|             | دین               | اخلاق                                         | سلوک اخلاقی: طرح‌های روایی                                                                                       | امیر غنوی | |                                                      | تهران: پژوهشگاه فرهنگ و اندیشة اسلامی                                                      | شایسته تقدیر |
|             | دین               | عرفان                                         | کیمیاگر معرفت: زندگانی و گفته‌ها و اندیشه‌های ذوالنون                                                             | فریدالدین رادمهر | |                                                      | تهران: انتشارات نیلوفر                                                                     | شایسته تقدیر |
|             | علوم اجتماعی      | حقوق                                          | قیاس در استدلال حقوقی: مطالعة تطبیقی در فقه، نظام حقوقی ایران و کامن‌لا،                                         | حسین سیمایی صراف | |                                                      | تهران: مؤسسة مطالعات و پژوهشهای حقوقی شهر دانش                                             | شایسته تقدیر |
|             | علوم اجتماعی      | حقوق                                          | نظریة عمومی سیاستگذاری جنایی                                                                                    | امیر ایروانیان، تهران | |                                                      | تهران: مؤسسة مطالعات و پژوهشهای حقوقی شهر دانش                                             | شایسته تقدیر |
|             | علوم اجتماعی      | مدیریت                                        | آینده‌پژوهی و انرژی                                                                                              | عباس ملکی | |                                                      | تهران: مؤسسة انتشارات علمی دانشگاه صنعتی شریف                                              | شایسته تقدیر |
|             | علوم اجتماعی      | محیط زیست                                     | جامعه‌شناسی محیط زیست                                                                                            | جان هانیگان | موسی عنبری، انورمحمدی و میلاد رستمی                                                                                |                                                      | تهران: انتشارات دانشگاه تهران                                                              | شایسته تقدیر |
|             | علوم اجتماعی      | علوم نظامی                                    | مطالعات امنیتی معاصر                                                                                            | آلن کالینز | سیدداود آقایی و علیرضا ثمودی                                                                                       |                                                      | تهران: انتشارات خرسندی                                                                     | شایسته تقدیر |
|             | علوم خالص ریاضی   |                                               | آشنایی با نظریة قابلیت اعتماد                                                                                   | مجید اسدی | |                                                      | تهران: مرکز نشر دانشگاهی                                                                   | شایسته تقدیر |
|             | علوم کاربردی      | علوم پزشکی                                    | مبانی ریخت‌شناسی سلولی بافت‌ها: عمومی و اختصاصی                                                                   | سیمین فاضلی‌پور و عباس شکور                                                                                                  | |                                                      | تهران: انتشارات حیدری                                                                      | شایسته تقدیر |
|             | علوم کاربردی      | مهندسی مواد و معدن                            | اصول فرآیندهای پیرومتالورژی                                                                                     | منصور سلطانیه و ماندانا عادلی                                                                                               | |                                                      | تهران: انتشارات دانشگاه علم و صنعت ایران                                                   | شایسته تقدیر |
|             | ادبیات            | شعر معاصر                                     | چند مجلس از دهة اول: مجموعة شعر سپید عاشورایی                                                                   | سرودة سیداکبر میرجعفری | |                                                      | قم: انتشارات خیمه                                                                          | شایسته تقدیر |
|             | ادبیات            | نثر معاصر                                     | پیوندزدن انگشت اشاره                                                                                            | مهام میقانی | |                                                      | تهران: زاوش                                                                                | شایسته تقدیر |
|             | ادبیات            | تاریخ و نقد ادبی                              | درآمدی بر اسطوره‌شناسی: نظریه‌ها و کاربردها                                                                       | بهمن نامور مطلق | |                                                      | تهران: انتشارات سخن                                                                        | شایسته تقدیر |
|             | تاریخ و جغرافیا   | تاریخ                                         | از جامعة ایرانی تا میهن ترکی: زندگی‌نامة فکری و سیاسی احمد آقایف ۱۸۶۹ ۱۹۳۹                                       | علی کالیراد | |                                                      | تهران: انتشارات پردیس دانش                                                                 | شایسته تقدیر |
|             | تاریخ و جغرافیا   | جغرافیا                                       | ژئومورفولوژی ساحلی                                                                                              | چارلز فردریک اریک برد | مجتبی یمانی و وحید محمدنژاد                                                                                        |                                                      | انتشارات دانشگاه تهران                                                                     | شایسته تقدیر |